# 1927
Portal Geschichte | Portal Biografien | Aktuelle Ereignisse | Jahreskalender | Tagesartikel

◄ |
19. Jahrhundert |
20. Jahrhundert
| 21. Jahrhundert

◄ |
1890er |
1900er |
1910er |
1920er
| 1930er | 1940er | 1950er | ►

◄◄ |
◄ |
1923 |
1924 |
1925 |
1926 |
1927
| 1928 | 1929 | 1930 | 1931 | ► | ►►
Staatsoberhäupter · Wahlen · Nekrolog   · Musikjahr · Filmjahr · Rundfunkjahr · Sportjahr
| Januar | Januar | Januar | Januar | Januar | Januar | Januar | Januar |
| Kw     | Mo     | Di     | Mi     | Do     | Fr     | Sa     | So     |
| ------ | ------ | ------ | ------ | ------ | ------ | ------ | ------ |
| 52     |        |        |        |        |        | 1      | 2      |
| 1      | 3      | 4      | 5      | 6      | 7      | 8      | 9      |
| 2      | 10     | 11     | 12     | 13     | 14     | 15     | 16     |
| 3      | 17     | 18     | 19     | 20     | 21     | 22     | 23     |
| 4      | 24     | 25     | 26     | 27     | 28     | 29     | 30     |
| 5      | 31     |        |        |        |        |        |        |

| Februar | Februar | Februar | Februar | Februar | Februar | Februar | Februar |
| Kw      | Mo      | Di      | Mi      | Do      | Fr      | Sa      | So      |
| ------- | ------- | ------- | ------- | ------- | ------- | ------- | ------- |
| 5       |         | 1       | 2       | 3       | 4       | 5       | 6       |
| 6       | 7       | 8       | 9       | 10      | 11      | 12      | 13      |
| 7       | 14      | 15      | 16      | 17      | 18      | 19      | 20      |
| 8       | 21      | 22      | 23      | 24      | 25      | 26      | 27      |
| 9       | 28      |         |         |         |         |         |         |

| März | März | März | März | März | März | März | März |
| Kw   | Mo   | Di   | Mi   | Do   | Fr   | Sa   | So   |
| ---- | ---- | ---- | ---- | ---- | ---- | ---- | ---- |
| 9    |      | 1    | 2    | 3    | 4    | 5    | 6    |
| 10   | 7    | 8    | 9    | 10   | 11   | 12   | 13   |
| 11   | 14   | 15   | 16   | 17   | 18   | 19   | 20   |
| 12   | 21   | 22   | 23   | 24   | 25   | 26   | 27   |
| 13   | 28   | 29   | 30   | 31   |      |      |      |

| April | April | April | April | April | April | April | April |
| Kw    | Mo    | Di    | Mi    | Do    | Fr    | Sa    | So    |
| ----- | ----- | ----- | ----- | ----- | ----- | ----- | ----- |
| 13    |       |       |       |       | 1     | 2     | 3     |
| 14    | 4     | 5     | 6     | 7     | 8     | 9     | 10    |
| 15    | 11    | 12    | 13    | 14    | 15    | 16    | 17    |
| 16    | 18    | 19    | 20    | 21    | 22    | 23    | 24    |
| 17    | 25    | 26    | 27    | 28    | 29    | 30    |       |

| Mai | Mai | Mai | Mai | Mai | Mai | Mai | Mai |
| Kw  | Mo  | Di  | Mi  | Do  | Fr  | Sa  | So  |
| --- | --- | --- | --- | --- | --- | --- | --- |
| 17  |     |     |     |     |     |     | 1   |
| 18  | 2   | 3   | 4   | 5   | 6   | 7   | 8   |
| 19  | 9   | 10  | 11  | 12  | 13  | 14  | 15  |
| 20  | 16  | 17  | 18  | 19  | 20  | 21  | 22  |
| 21  | 23  | 24  | 25  | 26  | 27  | 28  | 29  |
| 22  | 30  | 31  |     |     |     |     |     |

| Juni | Juni | Juni | Juni | Juni | Juni | Juni | Juni |
| Kw   | Mo   | Di   | Mi   | Do   | Fr   | Sa   | So   |
| ---- | ---- | ---- | ---- | ---- | ---- | ---- | ---- |
| 22   |      |      | 1    | 2    | 3    | 4    | 5    |
| 23   | 6    | 7    | 8    | 9    | 10   | 11   | 12   |
| 24   | 13   | 14   | 15   | 16   | 17   | 18   | 19   |
| 25   | 20   | 21   | 22   | 23   | 24   | 25   | 26   |
| 26   | 27   | 28   | 29   | 30   |      |      |      |

| Juli | Juli | Juli | Juli | Juli | Juli | Juli | Juli |
| Kw   | Mo   | Di   | Mi   | Do   | Fr   | Sa   | So   |
| ---- | ---- | ---- | ---- | ---- | ---- | ---- | ---- |
| 26   |      |      |      |      | 1    | 2    | 3    |
| 27   | 4    | 5    | 6    | 7    | 8    | 9    | 10   |
| 28   | 11   | 12   | 13   | 14   | 15   | 16   | 17   |
| 29   | 18   | 19   | 20   | 21   | 22   | 23   | 24   |
| 30   | 25   | 26   | 27   | 28   | 29   | 30   | 31   |

| August | August | August | August | August | August | August | August |
| Kw     | Mo     | Di     | Mi     | Do     | Fr     | Sa     | So     |
| ------ | ------ | ------ | ------ | ------ | ------ | ------ | ------ |
| 31     | 1      | 2      | 3      | 4      | 5      | 6      | 7      |
| 32     | 8      | 9      | 10     | 11     | 12     | 13     | 14     |
| 33     | 15     | 16     | 17     | 18     | 19     | 20     | 21     |
| 34     | 22     | 23     | 24     | 25     | 26     | 27     | 28     |
| 35     | 29     | 30     | 31     |        |        |        |        |

| September | September | September | September | September | September | September | September |
| Kw        | Mo        | Di        | Mi        | Do        | Fr        | Sa        | So        |
| --------- | --------- | --------- | --------- | --------- | --------- | --------- | --------- |
| 35        |           |           |           | 1         | 2         | 3         | 4         |
| 36        | 5         | 6         | 7         | 8         | 9         | 10        | 11        |
| 37        | 12        | 13        | 14        | 15        | 16        | 17        | 18        |
| 38        | 19        | 20        | 21        | 22        | 23        | 24        | 25        |
| 39        | 26        | 27        | 28        | 29        | 30        |           |           |

| Oktober | Oktober | Oktober | Oktober | Oktober | Oktober | Oktober | Oktober |
| Kw      | Mo      | Di      | Mi      | Do      | Fr      | Sa      | So      |
| ------- | ------- | ------- | ------- | ------- | ------- | ------- | ------- |
| 39      |         |         |         |         |         | 1       | 2       |
| 40      | 3       | 4       | 5       | 6       | 7       | 8       | 9       |
| 41      | 10      | 11      | 12      | 13      | 14      | 15      | 16      |
| 42      | 17      | 18      | 19      | 20      | 21      | 22      | 23      |
| 43      | 24      | 25      | 26      | 27      | 28      | 29      | 30      |
| 44      | 31      |         |         |         |         |         |         |

| November | November | November | November | November | November | November | November |
| Kw       | Mo       | Di       | Mi       | Do       | Fr       | Sa       | So       |
| -------- | -------- | -------- | -------- | -------- | -------- | -------- | -------- |
| 44       |          | 1        | 2        | 3        | 4        | 5        | 6        |
| 45       | 7        | 8        | 9        | 10       | 11       | 12       | 13       |
| 46       | 14       | 15       | 16       | 17       | 18       | 19       | 20       |
| 47       | 21       | 22       | 23       | 24       | 25       | 26       | 27       |
| 48       | 28       | 29       | 30       |          |          |          |          |

| Dezember | Dezember | Dezember | Dezember | Dezember | Dezember | Dezember | Dezember |
| Kw       | Mo       | Di       | Mi       | Do       | Fr       | Sa       | So       |
| -------- | -------- | -------- | -------- | -------- | -------- | -------- | -------- |
| 48       |          |          |          | 1        | 2        | 3        | 4        |
| 49       | 5        | 6        | 7        | 8        | 9        | 10       | 11       |
| 50       | 12       | 13       | 14       | 15       | 16       | 17       | 18       |
| 51       | 19       | 20       | 21       | 22       | 23       | 24       | 25       |
| 52       | 26       | 27       | 28       | 29       | 30       | 31       |          |

| Januar | Januar | Januar | Januar | Januar | Januar | Januar | Januar |
| Kw     | Mo     | Di     | Mi     | Do     | Fr     | Sa     | So     |
| ------ | ------ | ------ | ------ | ------ | ------ | ------ | ------ |
| 52     |        |        |        |        |        | 1      | 2      |
| 1      | 3      | 4      | 5      | 6      | 7      | 8      | 9      |
| 2      | 10     | 11     | 12     | 13     | 14     | 15     | 16     |
| 3      | 17     | 18     | 19     | 20     | 21     | 22     | 23     |
| 4      | 24     | 25     | 26     | 27     | 28     | 29     | 30     |
| 5      | 31     |        |        |        |        |        |        |

| Februar | Februar | Februar | Februar | Februar | Februar | Februar | Februar |
| Kw      | Mo      | Di      | Mi      | Do      | Fr      | Sa      | So      |
| ------- | ------- | ------- | ------- | ------- | ------- | ------- | ------- |
| 5       |         | 1       | 2       | 3       | 4       | 5       | 6       |
| 6       | 7       | 8       | 9       | 10      | 11      | 12      | 13      |
| 7       | 14      | 15      | 16      | 17      | 18      | 19      | 20      |
| 8       | 21      | 22      | 23      | 24      | 25      | 26      | 27      |
| 9       | 28      |         |         |         |         |         |         |

| März | März | März | März | März | März | März | März |
| Kw   | Mo   | Di   | Mi   | Do   | Fr   | Sa   | So   |
| ---- | ---- | ---- | ---- | ---- | ---- | ---- | ---- |
| 9    |      | 1    | 2    | 3    | 4    | 5    | 6    |
| 10   | 7    | 8    | 9    | 10   | 11   | 12   | 13   |
| 11   | 14   | 15   | 16   | 17   | 18   | 19   | 20   |
| 12   | 21   | 22   | 23   | 24   | 25   | 26   | 27   |
| 13   | 28   | 29   | 30   | 31   |      |      |      |

| April | April | April | April | April | April | April | April |
| Kw    | Mo    | Di    | Mi    | Do    | Fr    | Sa    | So    |
| ----- | ----- | ----- | ----- | ----- | ----- | ----- | ----- |
| 13    |       |       |       |       | 1     | 2     | 3     |
| 14    | 4     | 5     | 6     | 7     | 8     | 9     | 10    |
| 15    | 11    | 12    | 13    | 14    | 15    | 16    | 17    |
| 16    | 18    | 19    | 20    | 21    | 22    | 23    | 24    |
| 17    | 25    | 26    | 27    | 28    | 29    | 30    |       |

| Mai | Mai | Mai | Mai | Mai | Mai | Mai | Mai |
| Kw  | Mo  | Di  | Mi  | Do  | Fr  | Sa  | So  |
| --- | --- | --- | --- | --- | --- | --- | --- |
| 17  |     |     |     |     |     |     | 1   |
| 18  | 2   | 3   | 4   | 5   | 6   | 7   | 8   |
| 19  | 9   | 10  | 11  | 12  | 13  | 14  | 15  |
| 20  | 16  | 17  | 18  | 19  | 20  | 21  | 22  |
| 21  | 23  | 24  | 25  | 26  | 27  | 28  | 29  |
| 22  | 30  | 31  |     |     |     |     |     |

| Juni | Juni | Juni | Juni | Juni | Juni | Juni | Juni |
| Kw   | Mo   | Di   | Mi   | Do   | Fr   | Sa   | So   |
| ---- | ---- | ---- | ---- | ---- | ---- | ---- | ---- |
| 22   |      |      | 1    | 2    | 3    | 4    | 5    |
| 23   | 6    | 7    | 8    | 9    | 10   | 11   | 12   |
| 24   | 13   | 14   | 15   | 16   | 17   | 18   | 19   |
| 25   | 20   | 21   | 22   | 23   | 24   | 25   | 26   |
| 26   | 27   | 28   | 29   | 30   |      |      |      |

| Juli | Juli | Juli | Juli | Juli | Juli | Juli | Juli |
| Kw   | Mo   | Di   | Mi   | Do   | Fr   | Sa   | So   |
| ---- | ---- | ---- | ---- | ---- | ---- | ---- | ---- |
| 26   |      |      |      |      | 1    | 2    | 3    |
| 27   | 4    | 5    | 6    | 7    | 8    | 9    | 10   |
| 28   | 11   | 12   | 13   | 14   | 15   | 16   | 17   |
| 29   | 18   | 19   | 20   | 21   | 22   | 23   | 24   |
| 30   | 25   | 26   | 27   | 28   | 29   | 30   | 31   |

| August | August | August | August | August | August | August | August |
| Kw     | Mo     | Di     | Mi     | Do     | Fr     | Sa     | So     |
| ------ | ------ | ------ | ------ | ------ | ------ | ------ | ------ |
| 31     | 1      | 2      | 3      | 4      | 5      | 6      | 7      |
| 32     | 8      | 9      | 10     | 11     | 12     | 13     | 14     |
| 33     | 15     | 16     | 17     | 18     | 19     | 20     | 21     |
| 34     | 22     | 23     | 24     | 25     | 26     | 27     | 28     |
| 35     | 29     | 30     | 31     |        |        |        |        |

| September | September | September | September | September | September | September | September |
| Kw        | Mo        | Di        | Mi        | Do        | Fr        | Sa        | So        |
| --------- | --------- | --------- | --------- | --------- | --------- | --------- | --------- |
| 35        |           |           |           | 1         | 2         | 3         | 4         |
| 36        | 5         | 6         | 7         | 8         | 9         | 10        | 11        |
| 37        | 12        | 13        | 14        | 15        | 16        | 17        | 18        |
| 38        | 19        | 20        | 21        | 22        | 23        | 24        | 25        |
| 39        | 26        | 27        | 28        | 29        | 30        |           |           |

| Oktober | Oktober | Oktober | Oktober | Oktober | Oktober | Oktober | Oktober |
| Kw      | Mo      | Di      | Mi      | Do      | Fr      | Sa      | So      |
| ------- | ------- | ------- | ------- | ------- | ------- | ------- | ------- |
| 39      |         |         |         |         |         | 1       | 2       |
| 40      | 3       | 4       | 5       | 6       | 7       | 8       | 9       |
| 41      | 10      | 11      | 12      | 13      | 14      | 15      | 16      |
| 42      | 17      | 18      | 19      | 20      | 21      | 22      | 23      |
| 43      | 24      | 25      | 26      | 27      | 28      | 29      | 30      |
| 44      | 31      |         |         |         |         |         |         |

| November | November | November | November | November | November | November | November |
| Kw       | Mo       | Di       | Mi       | Do       | Fr       | Sa       | So       |
| -------- | -------- | -------- | -------- | -------- | -------- | -------- | -------- |
| 44       |          | 1        | 2        | 3        | 4        | 5        | 6        |
| 45       | 7        | 8        | 9        | 10       | 11       | 12       | 13       |
| 46       | 14       | 15       | 16       | 17       | 18       | 19       | 20       |
| 47       | 21       | 22       | 23       | 24       | 25       | 26       | 27       |
| 48       | 28       | 29       | 30       |          |          |          |          |

| Dezember | Dezember | Dezember | Dezember | Dezember | Dezember | Dezember | Dezember |
| Kw       | Mo       | Di       | Mi       | Do       | Fr       | Sa       | So       |
| -------- | -------- | -------- | -------- | -------- | -------- | -------- | -------- |
| 48       |          |          |          | 1        | 2        | 3        | 4        |
| 49       | 5        | 6        | 7        | 8        | 9        | 10       | 11       |
| 50       | 12       | 13       | 14       | 15       | 16       | 17       | 18       |
| 51       | 19       | 20       | 21       | 22       | 23       | 24       | 25       |
| 52       | 26       | 27       | 28       | 29       | 30       | 31       |          |

## Ereignisse

### Politik und Weltgeschehen

#### Europa
- 1. Januar: Giuseppe Motta wird zum dritten Mal Bundespräsident der Schweiz.
- 31. Januar: Die Interalliierte Militär-Kontrollkommission stellt ihre Tätigkeit ein und verlässt Deutschland.
- 19. März: In Berlin kommt es zwischen bewaffneten Verbänden der Nationalsozialisten und der Kommunisten zu schweren Straßenschlachten.
- 24. April: Nationalratswahl in Österreich
- 27. Mai: Großbritannien bricht seine diplomatischen Beziehungen zur Sowjetunion ab und kündigt einen beiderseitigen Handelsvertrag, da Russland den Streik britischer Bergleute unterstützt hat.
- 15. Juli: In Wien wird im Zuge der so genannten Julirevolte der Justizpalast nach einem Skandalurteil gestürmt und in Brand gesteckt.
- 18. September: Einweihung des Tannenberg-Denkmals in Ostpreußen
- 11. November: Bündnisvertrag zwischen Frankreich und Jugoslawien
- 22. November: Mit dem Abschluss des zweiten Tiranapakts zwischen Italien und Albanien aufgrund von albanischen Spannungen mit dem Königreich Jugoslawien nimmt der Balkanstaat faktisch die Situation, italienisches Protektorat zu sein, in Kauf.
- 9. Dezember: Das Zarentum Bulgarien und Griechenland schließen das Mollow-Kaphantaris-Abkommen, das den Bevölkerungsaustausch und die Entschädigung der Flüchtlinge und Vertriebenen, unter anderem der Thrakischen Bulgaren, zwischen den beiden Ländern regelt. Das Abkommen trägt den Namen der zwei Finanzminister Wladimir Mollow und Georgios Kaphantaris.
- Abschaffung der Lanze als offizielle Gefechtswaffe in der britischen Armee und der Reichswehr

#### Asien
- Februar: In Paris gründen sieben siamesische Studenten die Khana Ratsadon, die siamesische Volkspartei.
- 18. April: In Vorbereitung auf die Chinesische Wiedervereinigung wird in Nanjing die Bildung einer Nationalregierung proklamiert.
- 7. August: Während des Nordfeldzuges kündigt die Kommunistische Partei Chinas das bestehende Bündnis mit der Kuomintang.
- 10. September: Der zweite kurdische Ararat-Aufstand im Osten der Republik Türkei beginnt. Die im Zuge des Aufstands proklamierte Republik Ararat wird international nicht anerkannt.
- 11. September: Während des von der Komintern initiierten Herbsternte-Aufstands führen erstmals kommunistische Truppen unter der Führung Mao Zedongs gezielte Kampfhandlungen gegen die Nationalrevolutionäre Armee der Kuomintang durch, womit der Chinesische Bürgerkrieg beginnt.

#### Amerika
- 4. Mai: Zwischen den USA und Nicaragua wird der Vertrag von Espino Negro (auch Treaty of Tipitapa) geschlossen, der den USA jederzeit militärische Interventionen in Nicaragua gestattet und die dortige Polizei unter US-amerikanischen Befehl stellt.
- 23. August: Sacco und Vanzetti werden auf dem elektrischen Stuhl hingerichtet.

#### Australien
- 9. Mai: Das 14 Jahre zuvor gegründete Canberra wird neue Hauptstadt Australiens und löst damit Melbourne ab.

### Wirtschaft
- 1. Januar: Gründung von Rewe als Genossenschaft in Köln
- 21. Januar: Ungarn führt als neue Währung den Pengő ein.
- 26. März: Alfred Hugenberg erwirbt die Mehrheit an dem nahezu bankrotten Filmunternehmen Ufa.
- 1. April: In Leuna nimmt die weltweit erste Großanlage für Kohleverflüssigung zur Mineralölgewinnung ihren Betrieb auf.
- 14. April: Der erste Volvo verlässt das Werk auf der Insel Hisingen.
- 7. Mai: Die brasilianische Fluggesellschaft Varig wird vom Deutschen Ernst Otto Mayer gegründet.
- 13. Mai: Schwarzer Börsenfreitag in Berlin. Nachdem die Deutsche Reichsbank tags zuvor Druck auf die deutschen Geschäftsbanken ausgeübt hat, gegen die aus ihrer Sicht überhöhten Aktienkurse vorzugehen, bricht der Aktienindex des Statistischen Reichsamtes an der Börse Berlin innerhalb eines Tages um 31,9 Prozent ein.
- 14. Mai: Stapellauf der Cap Arcona
- 16. Juli: Der deutsche Reichstag verabschiedet das Gesetz über Arbeitsvermittlung und Arbeitslosenversicherung. Die provisorische Regelung der Erwerbslosenfürsorgeverordnung im Rahmen der Kriegsfürsorge entfällt damit, es gibt jetzt einen echten Rechtsanspruch auf Arbeitslosengeld.
- 18. September: In den Vereinigten Staaten beginnt das Vorläuferunternehmen der Columbia Broadcasting System (CBS) mit dem Ausstrahlen von Radioprogrammen.
- 4. Oktober: Der als Schachspieler bekanntere Edward Lasker erhält ein Patent auf die von ihm erfundene Muttermilchpumpe.
- 26. Oktober: Gründung des Fürther Versandhauses Quelle

### Wissenschaft und Technik
- März: Erstflug der Fokker F.VIII
- März: Erstflug der Lockheed Vega

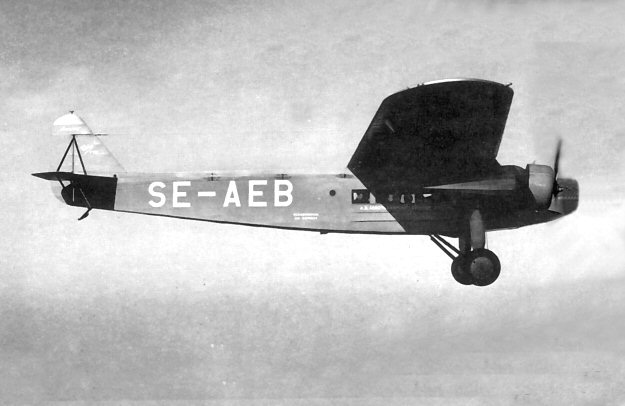
Fokker F.VIII „Jämtland“ der schwedischen Fluggesellschaft ABA

- April: Georges Lemaître präsentiert seine These vom Beginn des Universums, die später Urknall benannt wird.
- 20. Mai: Die von Sven Hedin geleitete Chinesisch-Schwedische Expedition bricht von Peking zur Erforschung der Mongolei, der Wüste Gobi und Xinjiangs auf.
- 20./21. Mai: Charles Lindbergh fliegt nonstop von New York nach Paris.
- 25. Mai: Clärenore Stinnes und ihr späterer Mann Carl-Axel Söderström brachen mit einem Begleitlastwagen und zwei Technikern mit einem Serienautomobil, einem Adler Standard 6, zu einer Weltreise auf. Zusammen mit Carl-Axel Söderström war sie der erste Mensch, der mit einem Auto die Erde umrundete.
- 1. Juni: Der Hindenburgdamm, der die Insel Sylt mit dem Festland verbindet, wird eröffnet.
- 4. bis 6. Juni: Der US-amerikanische Flieger Clarence Duncan Chamberlin (1893–1976) fliegt erstmals zusammen mit einem Passagier Charles A. Levine nonstop von New York aus über den Atlantik nach Deutschland. Das Flugzeug, eine Bellanca W.B.2 namens „Columbia“, startet am 4. Juni 1927 in New York (Roosevelt Field, Long Island) und landet am 6. Juni zunächst in Eisleben bei Halle/Saale. Für die Strecke von 3911 statute miles (6294 km) benötigt er etwa 43 Stunden. Danach setzt er seinen Flug mit dem Ziel Berlin fort und landet in Klinge bei Cottbus. Erst am nächsten Tag erreicht er sein Ziel, den Flughafen Berlin-Tempelhof.
- Der deutsche Oberingenieur Engelbert Zaschka baut einen Hubschrauber mit Energiespeicher.
- 29. Juni: Totale Sonnenfinsternis in Nordeuropa
- Juni: Werner Heisenberg veröffentlicht seine Arbeit zur Unschärferelation.
- 25. November: Über 70 Regierungen schließen in Washington ein Internationales Radiotelegraphisches Abkommen.
- Die Essener Firma Friedrich Krupp stellt auf der Leipziger Frühjahrsmesse erstmals den Hochleistungsschneidstoff „Widia“ vor.
- Der Rundfunksender Nürnberg-Kleinreuth wird errichtet.
- Clinton Davisson und George Paget Thomson führen ihr Experiment zum Nachweis der Elektronenstreuung an Festkörpern (in: Nature 119 (1927), 558; Physical Review 30 (1927), 705).
- Der Pädagoge Peter Petersen begründet das Schulentwicklungskonzept Jena-Plan.

### Kultur

#### Film

Logo von Metropolis

- 10. Januar: Im Berliner Ufa-Palast am Zoo findet die Premiere von Fritz Langs dystopischem Science-Fiction-Film Metropolis statt.
- 30. April: Mary Pickford und Douglas Fairbanks senior verewigen sich als erste Filmgrößen mit ihren Abdrücken im Boden von Grauman's Chinese Theatre in Hollywood.
- 6. Oktober: In Hollywood hat Der Jazzsänger von Alan Crosland, der erste kommerzielle Tonfilm, seine Premiere. Mit seinem Erfolg sorgt er für den Durchbruch des neuartigen Tonfilms.

#### Musik und Theater
- 8. Januar: Uraufführung der Oper Penthesilea von Othmar Schoeck an der Semperoper in Dresden
- 28. Januar: Uraufführung der Oper Angélique von Jacques Ibert in Paris

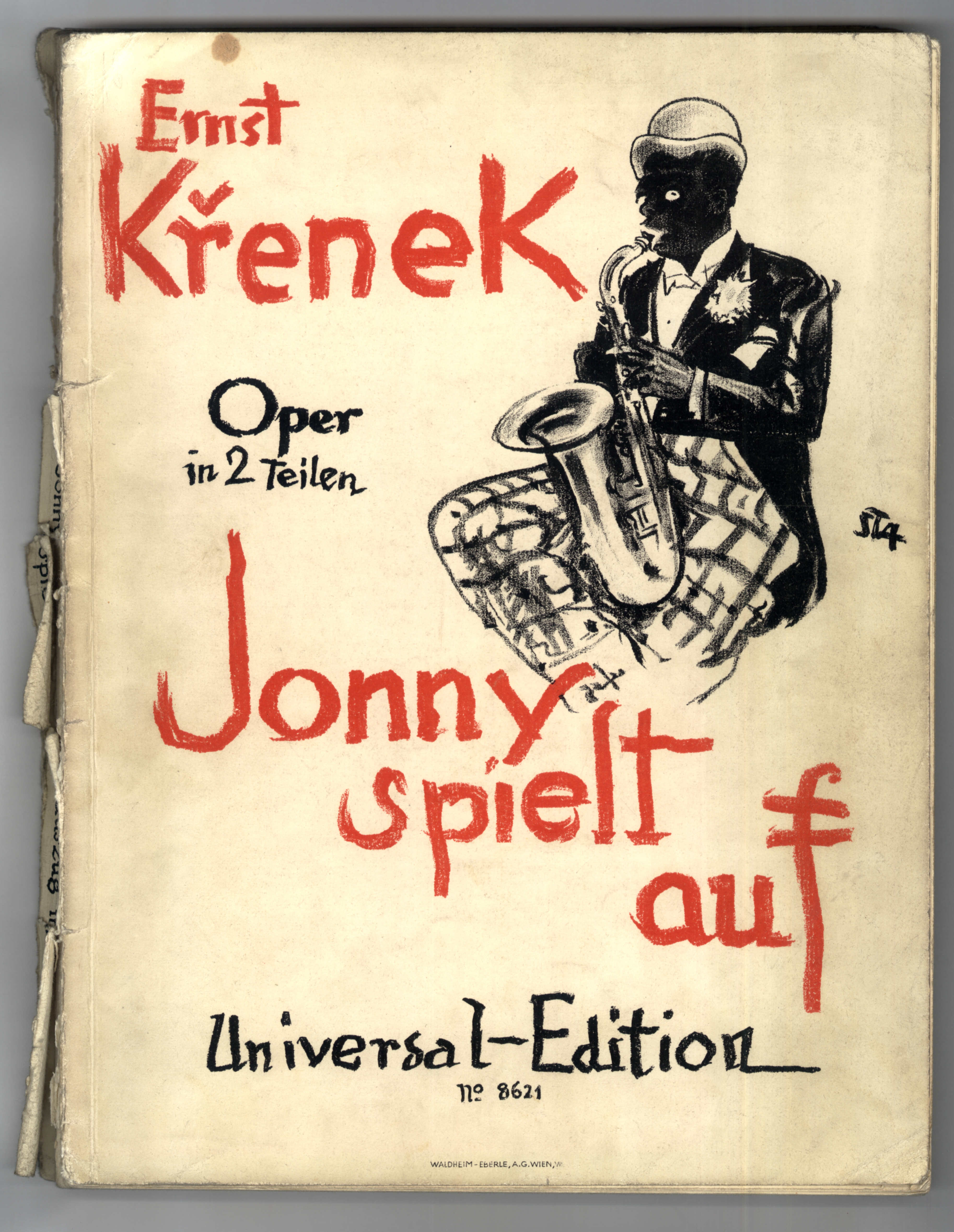
„Jonny spielt auf“ von Krenek

- 10. Februar: Uraufführung der Jazzoper Jonny spielt auf von Krenek am Neuen Theater in Leipzig
- 21. Februar: Uraufführung der Operette Der Zarewitsch von Franz Lehár am Deutschen Künstler-Theater in Berlin
- 17. Februar: Uraufführung der Oper Hanneles Himmelfahrt von Paul Graener in Dresden
- 26. Mai: Uraufführung der Operette Märchen im Schnee von Robert Stolz am Johann Strauß-Theater in Wien
- 17. Juli: Das Songspiel Mahagonny wird in Baden-Baden uraufgeführt. Komponist ist Kurt Weill, die Texte stammen von Bertolt Brecht. Die spätere Oper Aufstieg und Fall der Stadt Mahagonny greift auf Elemente des gute Kritiken erhaltenden Songspiels zurück.
- 13. September: Uraufführung der Operette Die gold’ne Meisterin von Edmund Eysler am Theater an der Wien in Wien
- 7. Oktober: Uraufführung der Oper Das Wunder der Heliane von Erich Wolfgang Korngold in Hamburg
- 14. November: Uraufführung des Musicals Funny Face von George Gershwin am Alvin Theatre in New York
- 12. Dezember: Uraufführung der Oper Le pauvre matelot von Darius Milhaud an der Opéra-Comique in Paris
- 18. November: Uraufführung der Oper La Campana sommersa (Die versunkene Glocke) von Ottorino Respighi an der Hamburgischen Staatsoper
- 25. Dezember: Uraufführung der Operette Die blonde Liselott von Eduard Künneke in Altenburg
- 28. Dezember: Uraufführung der Oper Antigone von Arthur Honegger am Théâtre de la Monnaie in Brüssel
- Erster internationaler Chopin-Wettbewerb

#### Sonstiges
- 2. Juni: Eröffnung des Paula Modersohn-Becker Museum
- 9. Juli: Beim Torfstechen entdecken Jann Hanßen und sein Sohn Heye im ostfriesischen Walle den mindestens 3500 Jahre alten Pflug von Walle.
- Gründung der Badischen Secession in Freiburg
- Gründung des Comité pour l'election de Miss Europe
- Eröffnung des National Museum Cardiff
- Die IFLA (International Federation of Library Associations and Institutions), der Internationale Verband der bibliothekarischen Vereine und Institutionen wird in Edinburgh (Schottland) gegründet.

### Gesellschaft
- 18. Mai: Beim Schulmassaker von Bath, einer Serie von Bombenanschlägen auf die Bath-Gesamtschule kommen 45 Personen, zumeist Schüler der ersten bis sechsten Klasse, ums Leben. Es ist der größte Massenmord an einer Schule in der US-Geschichte.

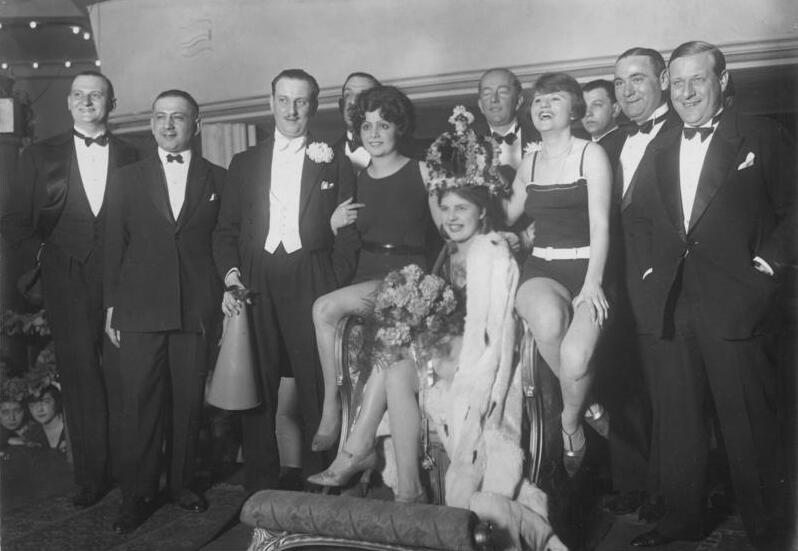
Hildegard Quandt als erste Miss Germany

- Die Miss Deutschland wird erstmals gewählt.
- Gründung der internationalen Bewegung Bruderschaft der Vagabunden.

### Katastrophen
- 7. März: Erdbeben der Stärke 7,6 in der Provinz Tango, Japan, mehr als 3.000 Tote
- 22. April: Jahrhundertflut am Mississippi River – 70 000 km² in den Bundesstaaten Mississippi, Louisiana, Tennessee, Arkansas, Kentucky und Illinois stehen unter Wasser. 700.000 Menschen sind betroffen, ca. 250 Menschen sterben.
- 22. Mai: Ein Erdbeben der Stärke 7,9 in Qinghai, China, etwa 200.000 Tote
- 8./9. Juli: Eine Hochwasserkatastrophe trifft die Flusstäler im Osterzgebirge und richtet insbesondere in den Tälern der Müglitz und Gottleuba gewaltige Schäden an. Den Fluten fallen insgesamt 145 Menschen zum Opfer, darunter allein 88 in Berggießhübel.
- 25. August: Der Torpedobootzerstörer Warabi sinkt nach einer Kollision mit dem Leichten Kreuzer Jindsu (beide Japan) vor Bungo-Suido, 102 Tote.
- 25. Oktober: Der italienische Luxusdampfer Principessa Mafalda läuft vor Porto Seguro (Brasilien) auf einen Felsen und geht unter, 312 Menschen kommen ums Leben.

Kleinere Unglücksfälle sind in den Unterartikeln von Katastrophe und in der Liste von Katastrophen aufgeführt.

### Sport
- 1. Januar: Der Internationale Lawn-Tennisverband nimmt den Deutschen Tennis Bund als Mitglied auf.
- 26. März: Das erste Mille Miglia genannte Autorennen auf norditalienischen Straßen wird in Brescia gestartet.
- 23. April: Cardiff City gewinnt als erster (und bisher einziger) walisischer Verein den FA Cup.
- 26. Mai: Auf dem Badberg-Viereck, dem heutigen Sachsenring, findet das erste Rennen statt.
- 18. Juni: Der Nürburgring wird mit einem Motorradrennen im Rahmen des ersten Eifelrennens eingeweiht.
- 19. Juni: Max Schmeling erringt in Dortmund den Europameistertitel.

Regenbogentrikot

- 21. Juli: Der Italiener Alfredo Binda wird Sieger bei den UCI-Straßen-Weltmeisterschaften der Profis, die auf dem Nürburgring ausgetragen werden. Binda ist der Erste, der ein Regenbogentrikot erhält.
- 22. Juli: Der Fußballverein AS Rom wird gegründet.
- 30. Juli: Als erstem Europäer gelingt Edi Hans Pawlata die Eskimorolle.
- 8. Oktober: In Leipzig wird das Achilleion als Sporthalle mit einer Kapazität für 8.000 Zuschauer eröffnet. Das Bauwerk wird ferner als Messehalle genutzt.
- 29. November: Alexander Aljechin wird mit einem Sieg von 18,5 zu 15,5 Punkten gegen José Raúl Capablanca neuer Schachweltmeister.
- Joe Davis organisiert die erste Snookerweltmeisterschaft mit und gewinnt diese durch einen Sieg von 20-11 (Frames) gegen Tom Dennis.

## Nobelpreise
- Physik: Arthur Holly Compton und Charles Thomson Rees Wilson
- Chemie: Heinrich Otto Wieland
- Medizin: Julius Wagner-Jauregg
- Literatur: Henri Bergson
- Friedensnobelpreis: Ferdinand Buisson und Ludwig Quidde

## Geboren

### Januar
- 01. Januar: Maurice Béjart, französischer Balletttänzer und Choreograf († 2007)
- 01. Januar: Ahmad Jawed, afghanischer Literaturwissenschaftler und Friedenspädagoge († 2002)
- 01. Januar: Juliusz Łuciuk, polnischer Komponist († 2020)
- 01. Januar: Jean-Paul Mousseau, kanadischer Maler und Bildhauer († 1991)
- 01. Januar: Vernon L. Smith, Professor für Wirtschafts- und Rechtswissenschaften Vernon Smith

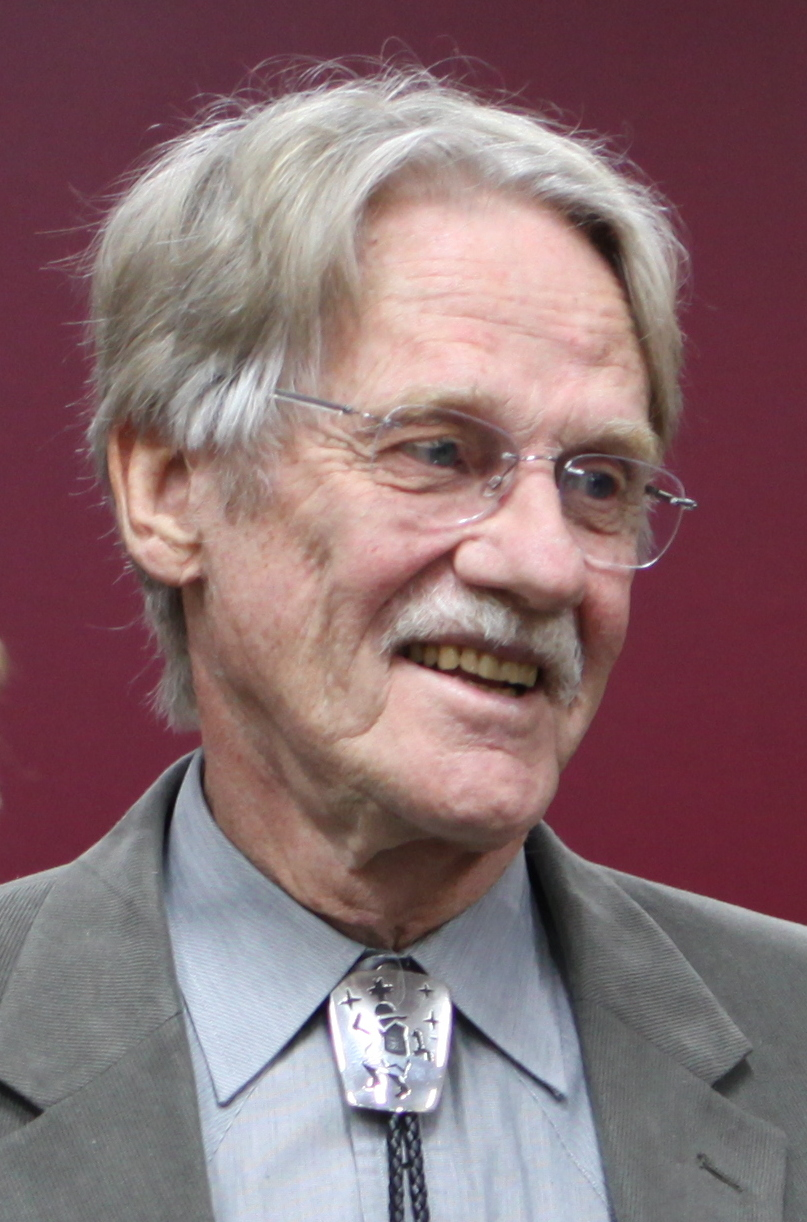
Vernon Smith

- 02. Januar: Raúl Gustavo Aguirre, argentinischer Literaturkritiker und Lyriker († 1983)
- 02. Januar: Gino Marchetti, US-amerikanischer American-Football-Spieler († 2019)
- 02. Januar: Herbert Sczepan, Baptistenpastor und Evangelist († 2004)
- 02. Januar: Arnold Zellner, US-amerikanischer Ökonom († 2010)
- 04. Januar: Hans Bentzien, SED-Funktionär und Minister für Kultur der DDR († 2015)
- 04. Januar: Lauro Cavazos, US-amerikanischer Politiker († 2022)
- 04. Januar: Claus Jacobi, deutscher Journalist († 2013)
- 04. Januar: Thomas Noguchi, US-amerikanischer Forensiker
- 04. Januar: Barbara Rush, US-amerikanische Schauspielerin († 2024)
- 05. Januar: Mino Argento, italienisch-US-amerikanischer Künstler
- 05. Januar: Joker Paz Arroyo, philippinischer Politiker († 2015)
- 05. Januar: Werner Baumgart, deutscher Saxophonist und Arrangeur († 2009)
- 05. Januar: Dieter Henrich, deutscher Philosoph († 2022)
- 05. Januar: Władysław Ślesicki, polnischer Filmregisseur und Drehbuchautor († 2008)
- 06. Januar: Manfred Gebhardt, deutscher Journalist und Autor († 2013)
- 06. Januar: Alfred Sirven, französischer Unternehmer (Elf Aquitaine) († 2005)
- 06. Januar: Maria Voderholzer, deutsche Lehrerin und Schriftstellerin († 2015)
- 07. Januar: Abdul Hamid, pakistanischer Feldhockeyspieler († 2019)
- 07. Januar: Achille Maramotti, italienischer Unternehmer der Modebranche und Jurist († 2005)
- 08. Januar: Karlheinz Eber, Generalsekretär des CVJM-Landesverbandes Bayern († 2004)
- 08. Januar: Hellmuth Hahn, deutscher Heimatforscher, Historiker, Arzt und Kommunalpolitiker († 2015)
- 08. Januar: Uzi Wiesel, israelischer Cellist und Musikpädagoge († 2019)
- 09. Januar: Adolfo Antonio Kardinal Suárez Rivera, Erzbischof von Monterrey († 2008)
- 09. Januar: Rodolfo Walsh, argentinischer Schriftsteller und Journalist († 1977)
- 10. Januar: Johnnie Ray, US-amerikanischer Sänger († 1990)
- 10. Januar: Otto Stich, Schweizer Politiker († 2012)
- 11. Januar: Franz Bummerl, tschechischer Musiker und Komponist († 2011)
- 11. Januar: Marta Hidy, kanadische Geigerin, Dirigentin und Musikpädagogin († 2010)
- 12. Januar: Leopold Ahlsen, deutscher Schriftsteller († 2018)
- 12. Januar: Herbert Aulich, deutscher Maler, Grafiker und Objektkünstler († 2020)
- 12. Januar: Ignatz Bubis, Vorsitzender des Zentralrates der Juden in Deutschland († 1999) Ignatz Bubis (1997)

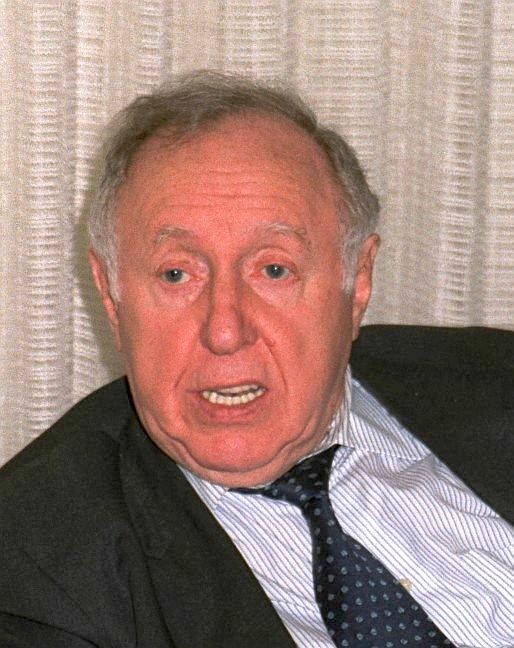
Ignatz Bubis (1997)

- 12. Januar: Leopoldo Federico, argentinischer Bandoneonist und Tangokomponist († 2014)
- 12. Januar: Salvatore Martirano, US-amerikanischer Komponist († 1995)
- 12. Januar: Leslie Orgel, britischer Chemiker († 2007)
- 13. Januar: Brockman Adams, US-amerikanischer Politiker († 2004)
- 13. Januar: Liz Anderson, US-amerikanische Country-Sängerin und -Songschreiberin († 2011)
- 13. Januar: Sydney Brenner, britischer Biologe und Nobelpreisträger († 2019)
- 15. Januar: Kirti Nidhi Bista, nepalesischer parteiloser Politiker († 2017)
- 15. Januar: Phyllis Coates, US-amerikanische Schauspielerin († 2023)
- 15. Januar: Walter Schneider, deutscher Motorradrennfahrer († 2010)
- 16. Januar: Paul Antaki, ägyptischer Weihbischof († 2011)
- 17. Januar: Donald Erb, US-amerikanischer Komponist († 2008)
- 17. Januar: Eartha Kitt, US-amerikanische Sängerin und Schauspielerin († 2008)
- 17. Januar: Harlan Mathews, US-amerikanischer Politiker († 2014)
- 18. Januar: Werner Liebrich, deutscher Fußballspieler und Trainer († 1995)
- 18. Januar: Rudolf Schlott, deutscher Fußballtrainer († 2014)
- 19. Januar: Lothar Dräger, deutscher Autor († 2016)
- 19. Januar: Lisa Lu, US-amerikanische Schauspielerin chinesischer Herkunft
- 20. Januar: Günther Grotkamp, deutscher Verlagsmanager († 2023)
- 20. Januar: Ilse Harms-Lipski, deutsche Malerin und Illustratorin († 2017)
- 20. Januar: Wolfgang Kasack, deutscher Slawist († 2003)
- 20. Januar: Dietrich Rössler, deutscher Theologe († 2021)
- 21. Januar: Udo Walendy, deutscher Holocaustleugner († 2022)
- 22. Januar: Lou Creekmur, US-amerikanischer American-Football-Spieler († 2009)
- 22. Januar: Joe Perry, US-amerikanischer American-Football-Spieler († 2011)
- 23. Januar: Ennio Antonelli, italienischer Boxer und Schauspieler († 2004)
- 24. Januar: Paula Hawkins, US-amerikanische Politikerin († 2009)
- 24. Januar: Rüdiger Seitz, österreichischer Komponist und Musikpädagoge († 1991)
- 24. Januar: Rose-Marie Wörner, deutsche Landschaftsarchitektin und Gartendenkmalpflegerin († 2015)
- 25. Januar: Antônio Carlos Jobim, brasilianischer Sänger und Komponist († 1994)
- 26. Januar: Hans Bardens, deutscher Politiker, MdB († 2003)
- 26. Januar: Erni Mangold, österreichische Schauspielerin
- 26. Januar: Vic Mees, belgischer Fußballspieler († 2012)
- 26. Januar: Fritz Riege, deutscher Politiker († 2025)
- 27. Januar: Giovanni Arpino, italienischer Schriftsteller und Journalist († 1987)
- 27. Januar: Gianni De Luca, italienischer Comiczeichner († 1991)
- 27. Januar: Diether Ritzert, deutscher Maler und Graphiker († 1987)
- 27. Januar: Vicente Joaquim Zico, brasilianischer Erzbischof († 2015)
- 28. Januar: Per Oscarsson, schwedischer Schauspieler († 2010)
- 28. Januar: Hans Stefan Seifriz, deutscher Politiker, MdB († 2020)
- 29. Januar: Edward Paul Abbey, US-amerikanischer Naturforscher, Philosoph und Schriftsteller († 1989)
- 30. Januar: Ahmed Abdul-Malik, US-amerikanischer Jazzmusiker († 1993)
- 30. Januar: Bernhard Elsner, deutscher Militärwissenschaftler und Generalmajor der DDR († 2017)
- 30. Januar: Olof Palme, schwedischer Politiker und zweimaliger Premierminister († 1986)
- 31. Januar: Alfred Heindler, österreichischer Bezirkspolitiker († 2005)
- 31. Januar: Christiane Uhlhorn, deutsche Politikerin (CDU) († 2016)

### Februar
- 01. Februar: Jimmy Andrews, schottischer Fußballspieler († 2012)
- 01. Februar: Hans Gmür, Schweizer Autor († 2004)
- 01. Februar: Günter Guillaume, DDR-Spion im Bundeskanzleramt 1970–1974 († 1995) Günter Guillaume, 1974

Günter Guillaume, 1974

- 01. Februar: Rick Wilkins, kanadischer Komponist, Arrangeur, Saxophonist und Dirigent
- 02. Februar: Stan Getz, US-amerikanischer Tenorsaxophon († 1991)
- 02. Februar: Rudolf Krieg, deutscher Theater-, Film- und Fernsehschauspieler sowie Regisseur († 1988)
- 03. Februar: Kenneth Anger, US-amerikanischer Filmemacher und Autor († 2023)
- 03. Februar: Hans-Georg Arlt, deutscher Violinist († 2011)
- 03. Februar: Friedrich Karl Flick, deutscher Unternehmer († 2006)
- 04. Februar: Henri d’Attilio, französischer Politiker († 2008)
- 04. Februar: Arthur Cohn, Schweizer Filmproduzent
- 04. Februar: Horst Ehmke, deutscher Politiker († 2017) Horst Ehmke, 2003

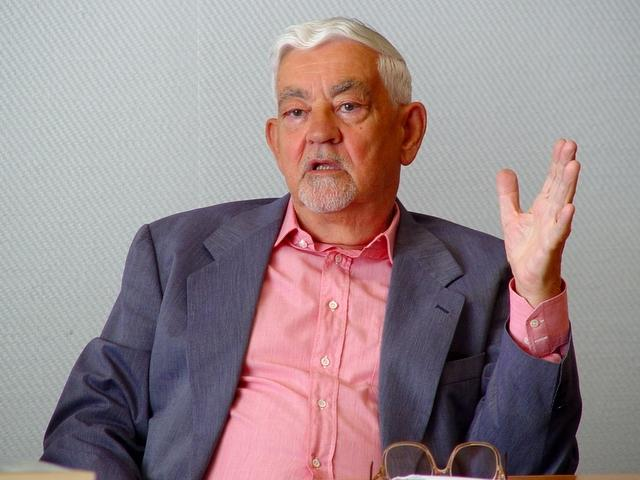
Horst Ehmke, 2003

- 04. Februar: Rewas Gamqrelidse, sowjetisch-georgischer Mathematiker († 2025)
- 04. Februar: Rolf Landauer, deutsch-US-amerikanischer Physiker und Informationswissenschaftler († 1999)
- 05. Februar: Jean Hamilius, luxemburgischer Politiker und Leichtathlet
- 05. Februar: Hans-Jürgen Imiela, deutscher Kunsthistoriker († 2005)
- 05. Februar: Gerhard Klarner, deutscher Nachrichtensprecher († 1990)
- 05. Februar: Ewald Schmeken, deutscher Historiker und Soziologe († 2009)
- 06. Februar: Piți Apolzan, rumänischer Fußballspieler († 1982)
- 06. Februar: Charles Gerhardt, US-amerikanischer Dirigent, Arrangeur, Toningenieur und Musikproduzent († 1999)
- 06. Februar: Tom McIntosh, US-amerikanischer Jazz-Posaunist und Komponist († 2017)
- 06. Februar: Friedel Münch, deutscher Motorradkonstrukteur († 2014)
- 07. Februar: Bodo Bröse, deutscher Pädagoge und Hochschullehrer († 2015)
- 07. Februar: Juliette Gréco, französische Chansonsängerin und Schauspielerin († 2020)
- 07. Februar: Michel Hausser, französischer Jazzvibraphonist († 2024)
- 07. Februar: Laurie Johnson, englischer Komponist († 2024)
- 07. Februar: Wolodymyr Kuz, sowjetischer Leichtathlet (Langstreckenläufer) († 1975)
- 08. Februar: Ilona Bodden, deutsche Autorin († 1985)
- 09. Februar: Rolf Berndt, deutscher Philologe, Anglist und Hochschullehrer († 1996)
- 09. Februar: David Wheeler, britischer Computerpionier († 2004)
- 10. Februar: Alma Adamkienė, litauischen Politikergattin und First Lady († 2023)
- 10. Februar: Leontyne Price, US-amerikanische Konzert- und Opernsängerin
- 11. Februar: Dieter Eppler, deutscher Schauspieler und Hörspielregisseur († 2008)
- 11. Februar: Inge Jens, deutsche Literaturwissenschaftlerin und Publizistin († 2021)
- 11. Februar: Johannes Menskes, deutscher Chorleiter und Komponist († 2021)
- 11. Februar: Jochen Schröder, deutscher Schauspieler und Synchronsprecher († 2023)
- 12. Februar: Paul Bühlmann, Schweizer Volksschauspieler († 2000)
- 12. Februar: Henry Herscovici, israelischer Sportschütze († 2022)
- 12. Februar: Gottfried Pohlan, deutscher Motorradrennfahrer († 1989)
- 13. Februar: Lieselott Enders, deutsche Archivarin und Historikerin († 2009)
- 13. Februar: Herbert Pilch, deutscher Sprachwissenschaftler, Keltologe und Politiker († 2018)
- 13. Februar: Sybil Gräfin Schönfeldt, deutsche Journalistin und Schriftstellerin († 2022)
- 14. Februar: Hans Kann, österreichischer Pianist und Komponist († 2005)
- 14. Februar: Lois Maxwell, kanadische Schauspielerin († 2007)
- 15. Februar: Harvey Korman, US-amerikanischer Schauspieler († 2008)
- 15. Februar: Carlo Maria Kardinal Martini SJ, italienischer Kardinal, Erzbischof von Mailand († 2012) Carlo Maria Kardinal Martini, 2010

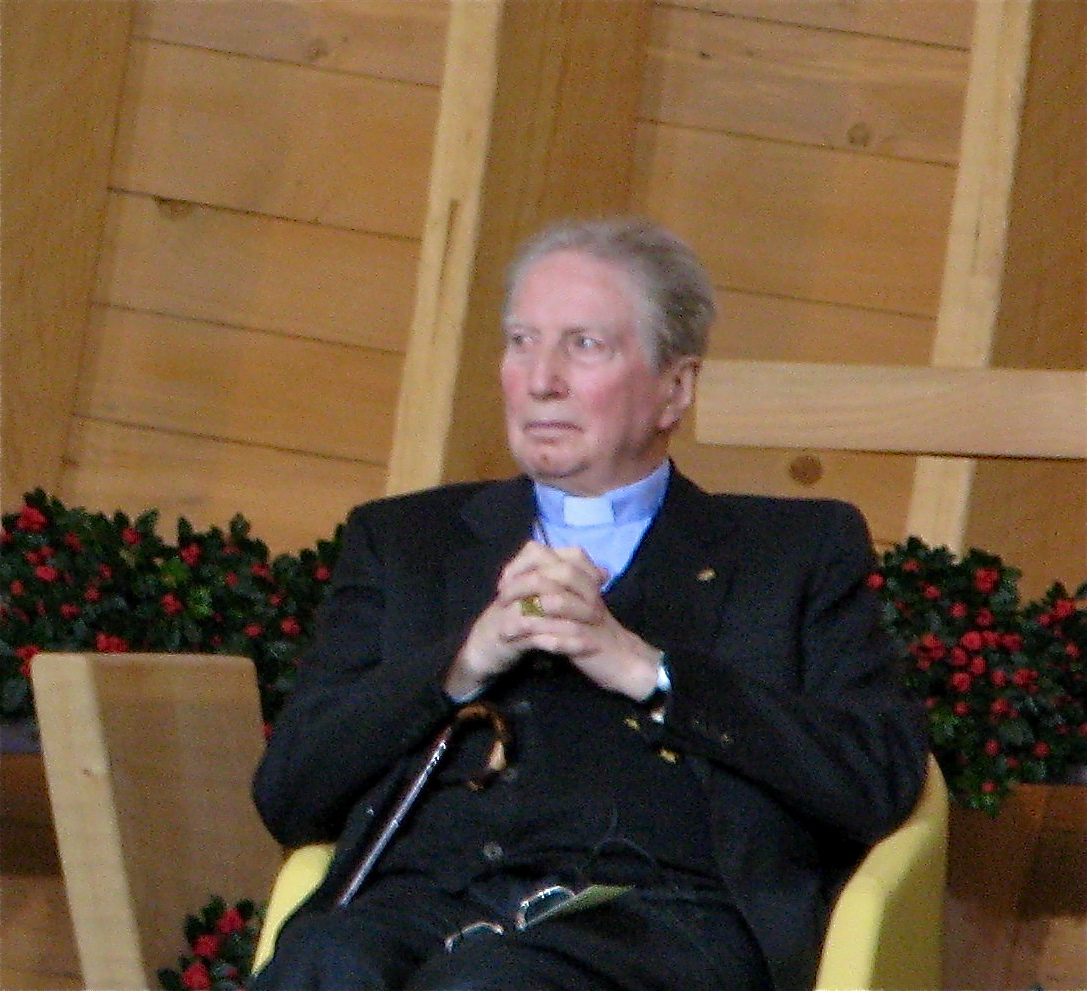
Carlo Maria Kardinal Martini, 2010

- 16. Februar: Günter Apel, deutscher Gewerkschafter und Politiker († 2007)
- 16. Februar: Ludwig Averkamp, deutscher Theologe; Erzbischof von Hamburg († 2013)
- 16. Februar: June Brown, britische Schauspielerin († 2022)
- 16. Februar: Lothar Rathmann, deutscher Historiker und Arabist († 2022)
- 16. Februar: Botho Prinz zu Sayn-Wittgenstein-Hohenstein, deutscher Politiker († 2008)
- 17. Februar: Juan Almeida, kubanischer Revolutionär und Politiker († 2009)
- 17. Februar: Pentti Isotalo, finnischer Eishockeyspieler und -schiedsrichter († 2021)
- 17. Februar: Ernst Jenni, Schweizer evangelisch-reformierter Theologe, Pfarrer und Ordinarius für Altes Testament und semitische Sprachwissenschaft († 2022)
- 18. Februar: Rik Battaglia, italienischer Schauspieler († 2015)
- 18. Februar: John Warner, US-amerikanischer Politiker († 2021)
- 19. Februar: Alice Dye, US-amerikanische Golfarchitektin und Amateurgolferin († 2019)
- 19. Februar: Bob Johnson, US-amerikanischer Automobilrennfahrer († 2008)
- 19. Februar: Gerhard Perl, deutscher Altphilologe († 2008)
- 19. Februar: Hugo Portisch, österreichischer Journalist († 2021)
- 20. Februar: Gerhard Audorf, deutscher Leichtathlet und Bauingenieur († 1999)
- 20. Februar: Heinz Aulfes, deutscher Politiker († 2022)
- 20. Februar: Marie-Claire Barth-Frommel, Schweizer evangelisch-reformierte Theologin und Alttestamentlerin († 2019)
- 20. Februar: Carl Damm, deutscher Politiker (CDU) († 1993)
- 20. Februar: Aloys Felke, deutscher Unternehmer und Politiker († 1997)
- 20. Februar: Ibrahim Ferrer, kubanischer Musiker († 2005)
- 20. Februar: Hubert de Givenchy, französischer Modeschöpfer († 2018)
- 20. Februar: Sidney Poitier, US-amerikanischer Schauspieler († 2022) Sidney Poitier

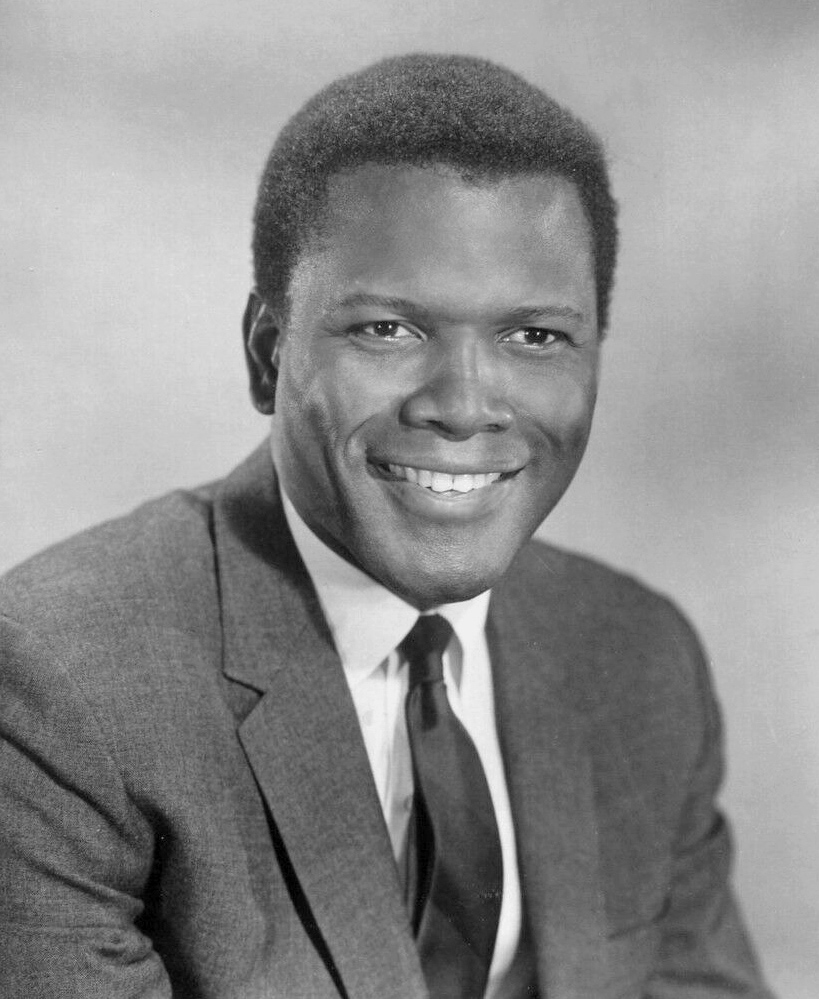
Sidney Poitier

- 21. Februar: Reinhard Appel, deutscher Journalist († 2011)
- 21. Februar: Walter S. Hartley, US-amerikanischer Komponist († 2016)
- 21. Februar: Pierre Mercure, kanadischer Komponist und Fernsehproduzent († 1966)
- 21. Februar: Paul Raabe, deutscher Literaturwissenschaftler und Bibliotheksfachmann († 2013)
- 22. Februar: Florencio Campomanes, philippinischer Schachspieler und -funktionär († 2010)
- 22. Februar: Ernst Huberty, luxemburgisch-deutscher Sportjournalist und Fernsehmoderator († 2023)
- 22. Februar: Guy Mitchell, US-amerikanischer Popsänger und Filmschauspieler († 1999)
- 23. Februar: Robert N. Bellah, US-amerikanischer Soziologe († 2013)
- 23. Februar: Werner Dolata, deutscher Politiker, MdA, MdB († 2015)
- 23. Februar: Karel Hron, tschechischer Organist und Musikpädagoge († 2010)
- 24. Februar: Earl Peterson, US-amerikanischer Country-Musiker († 1971)
- 24. Februar: Emmanuelle Riva, französische Schauspielerin († 2017)
- 24. Februar: Ernst Sieber, Schweizer Pfarrer, Autor und Leiter eines Sozialwerks († 2018)
- 25. Februar: Dieter Ertel, deutscher Journalist und Redakteur († 2013)
- 25. Februar: Herbert Jacob (Wirtschaftswissenschaftler), Professor für Betriebswirtschaftslehre an der Uni Hamburg († 1997)
- 25. Februar: Ernst Ludwig, deutscher Jurist und Politiker († 2017)
- 26. Februar: Hans Heinz Holz, deutscher marxistischer Philosoph († 2011)
- 27. Februar: James Thomas Lynn, US-amerikanischer Politiker († 2010)
- 27. Februar: Fredi Pankonin, deutscher Handballtorwart († 2018)
- 28. Februar: Franz Rieser, österreichischer Lehrer († 2007)

### März
- 01. März: George Ogden Abell, US-amerikanischer Astronom († 1983)
- 01. März: Óscar Almirón, argentinischer Ruderer († 2009)
- 01. März: Rudi Arndt, deutscher Politiker († 2004)
- 01. März: Harry Belafonte, US-amerikanischer Sänger, Schauspieler, Entertainer und Bürgerrechtler († 2023) Harry Belafonte (2011)

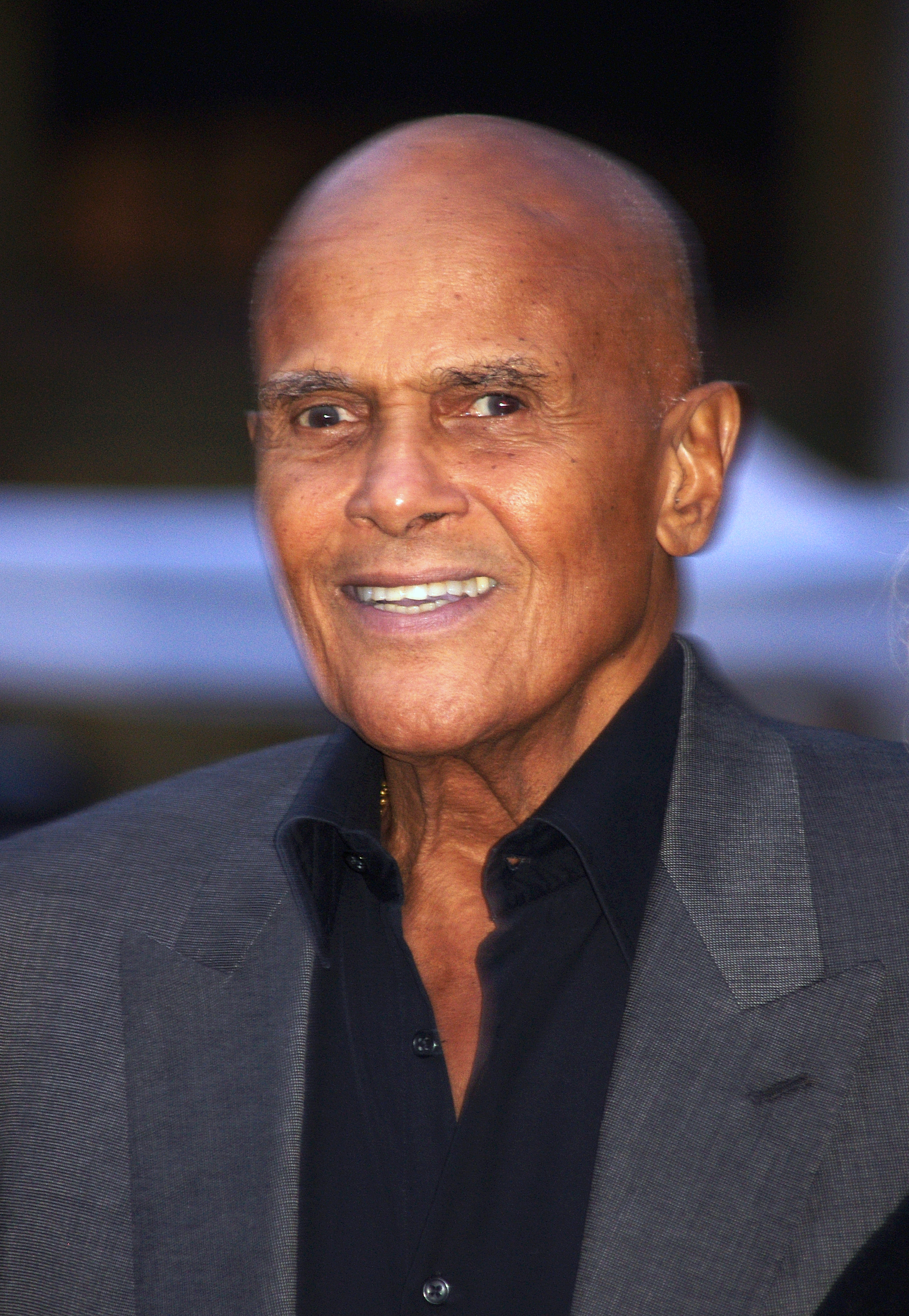
Harry Belafonte (2011)

- 01. März: Claude Gensac, französische Schauspielerin († 2016)
- 02. März: Erich Angermann, deutscher Historiker († 1992)
- 02. März: Witold Szalonek, polnischer Komponist († 2001)
- 02. März: Roger Walkowiak, französischer Radrennfahrer († 2017)
- 03. März: Donald „Don“ Joel Aronow, US-amerikanischer Konstrukteur und Rennbootfahrer († 1987)
- 03. März: Pierre Aubert, Schweizer Politiker († 2016)
- 04. März: Phil Batt, US-amerikanischer Politiker († 2023)
- 04. März: Dick Savitt, US-amerikanischer Tennisspieler († 2023)
- 04. März: Jan van Schijndel, niederländischer Fußballspieler († 2011)
- 05. März: Jack Cassidy, US-amerikanischer Schauspieler, Sänger († 1976)
- 06. März: Willi Bartels, deutscher Automobilrennfahrer († 2005)
- 06. März: Gordon Cooper, US-amerikanischer Astronaut († 2004)
- 06. März: Eddie Fontaine, US-amerikanischer Musiker und Schauspieler († 1992)
- 06. März: Gabriel García Márquez, kolumbianischer Schriftsteller († 2014) Gabriel García Márquez (2002)

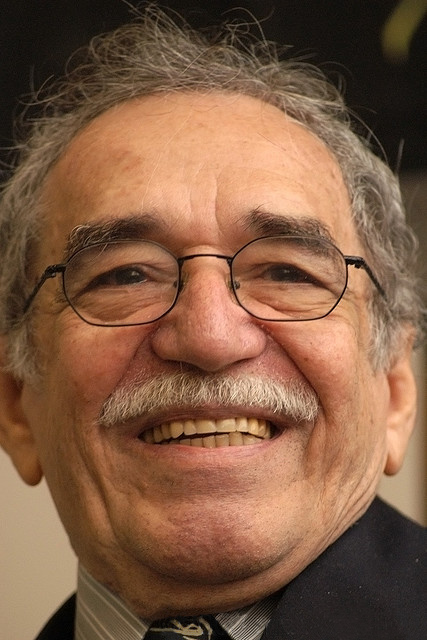
Gabriel García Márquez (2002)

- 06. März: Friedrich Hänssler, deutscher evangelischer Theologe, Musikwissenschaftler und Verleger († 2019)
- 06. März: Otto Maychrzak, deutscher Handballspieler († 2002)
- 08. März: Josef Berg, tschechischer Komponist († 1971)
- 08. März: Dick Hyman, US-amerikanischer Jazz-Pianist
- 08. März: Simon Jubani, albanischer katholischer Priester († 2011)
- 08. März: Stanisław Kania, polnischer Politiker, Parteichef von Polen von 1980 bis 1981 († 2020)
- 08. März: Harry Thürk, deutscher Schriftsteller († 2005)
- 09. März: Jaime de Armiñán, spanischer Filmregisseur und Drehbuchautor († 2024)
- 09. März: Klaus Dieter Arndt, deutscher Politiker († 1974)
- 09. März: Renate Brockpähler, deutsche Volkskundlerin († 1989)
- 09. März: Johannes Hanselmann, Landesbischof der evangelisch-lutherischen Kirche in Bayern († 1999)
- 09. März: Bezerra da Silva, brasilianischer Liedermacher († 2005)
- 10. März: Jupp Derwall, deutscher Fußballtrainer und -spieler († 2007) Jupp Derwall, 2004

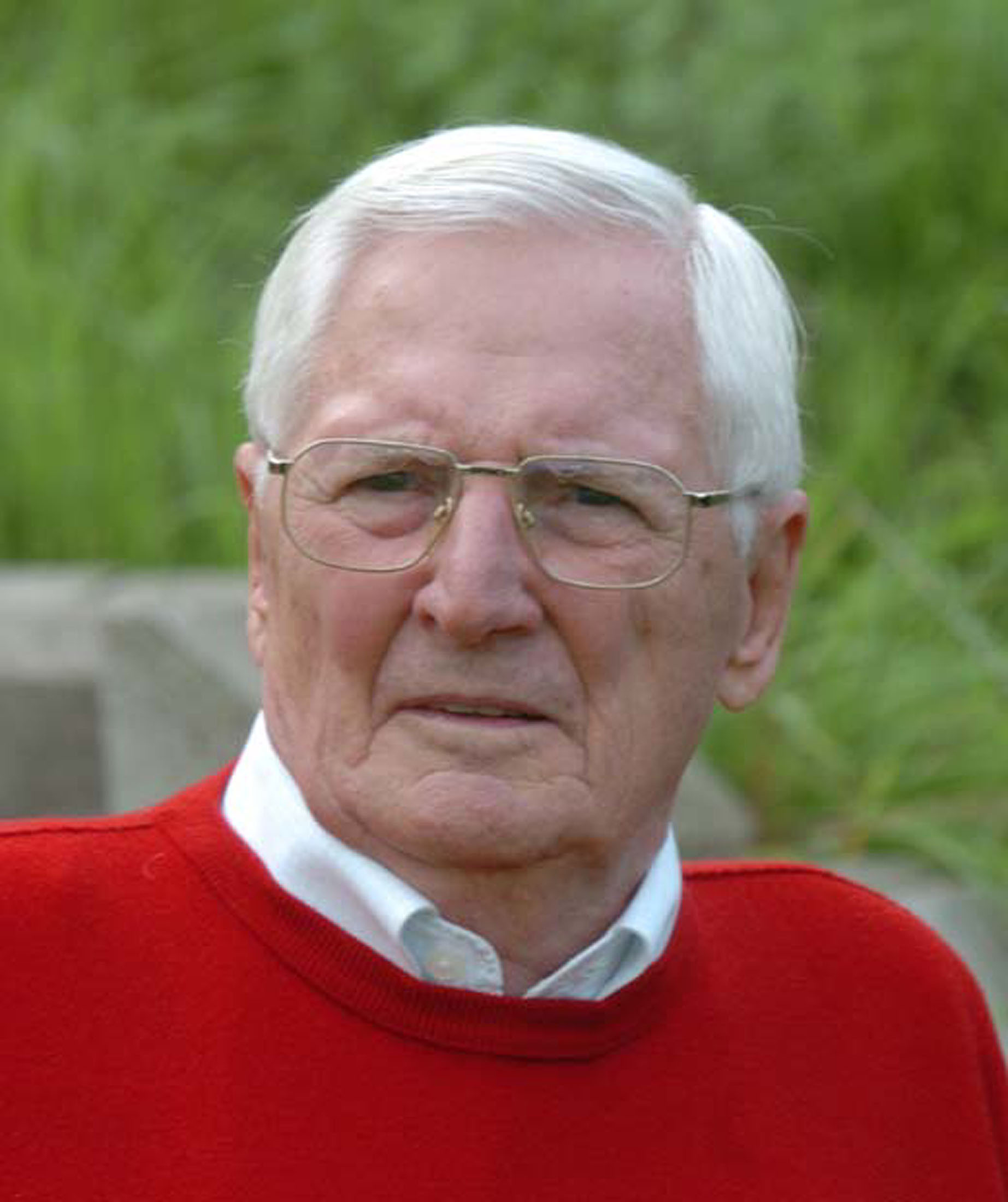
Jupp Derwall, 2004

- 10. März: Paul Frantz, französischer Fußballtrainer, -spieler und -funktionär und Pädagoge († 2016)
- 10. März: Barbara Marx Sinatra, US-amerikanisches Model und Showgirl († 2017)
- 10. März: Paul Wunderlich, deutscher Maler und Zeichner († 2010)
- 11. März: Vince Boryla, US-amerikanischer Basketballspieler, -trainer, -funktionär und -scout († 2016)
- 11. März: Joachim Fuchsberger, deutscher Schauspieler und Entertainer († 2014) Joachim Fuchsberger, 2008

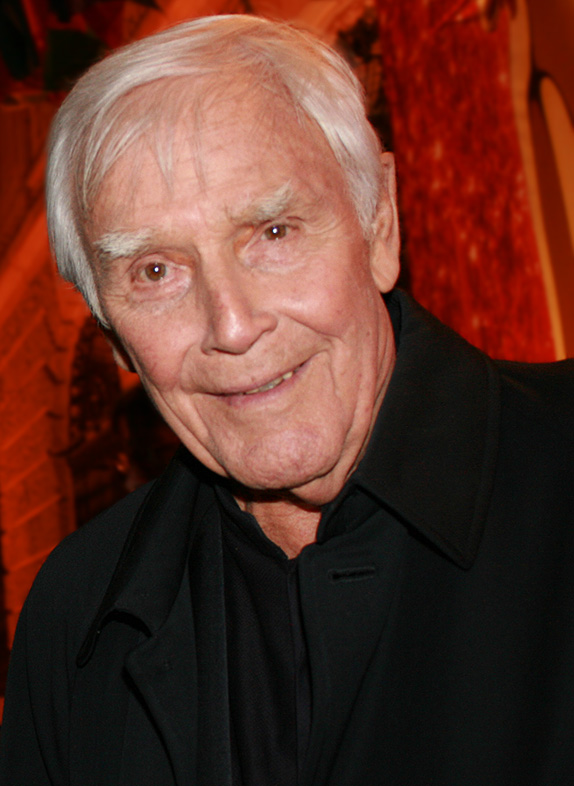
Joachim Fuchsberger, 2008

- 11. März: Freda Meissner-Blau, österreichische Politikerin († 2015)
- 11. März: Dempsey Wilson, US-amerikanischer Automobilrennfahrer († 1971)
- 12. März: Raúl Alfonsín, Staatspräsident von Argentinien († 2009)
- 12. März: Georg Hörtnagel, deutscher Kontrabassist und Konzertagent († 2020)
- 12. März: Peggy Parnass, deutsch-schwedische Schauspielerin und Kolumnistin († 2025)
- 12. März: Elmar Zeitler, deutscher Physiker († 2020)
- 13. März: Gabriel Bach, israelischer Jurist und stellvertretender Ankläger im Eichmann-Prozess († 2022)
- 13. März: Georges Badin, französischer Dichter und Maler († 2014)
- 14. März: Wilhelm Burgard, saarländischer Leichtathlet († 2000)
- 14. März: Wolfgang Grönebaum, deutscher Schauspieler († 1998)
- 14. März: Adam Edward Semeniuk, kanadischer Country-Musiker († 2017)
- 15. März: Else Breen, norwegische Schriftstellerin († 2025)
- 15. März: Hanns Joachim Friedrichs, deutscher Fernsehmoderator († 1995)
- 15. März: Rüdiger Klessmann, deutscher Kunsthistoriker († 2020)
- 15. März: Aaron Rosand, US-amerikanischer Geiger und Musikpädagoge († 2019)
- 15. März: Carl Smith, US-amerikanischer Country-Sänger († 2010)
- 16. März: Gert Andreae, deutscher Schauspieler († 1972)
- 16. März: Bruno Auderset, schweizerischer Journalist
- 16. März: Ruby Braff, US-amerikanischer Kornettist († 2003)
- 16. März: Gerhard Hofmann, deutscher Fußballtrainer
- 16. März: Wladimir Michailowitsch Komarow, sowjetischer Kosmonaut († 1967)
- 16. März: Daniel Patrick Moynihan, US-amerikanischer Politiker und Soziologe († 2003)
- 17. März: Betty Allen, US-amerikanische Mezzo-Sopranistin und Dozentin († 2009)
- 17. März: Patrick Allen, britischer Schauspieler und Sprecher († 2006)
- 17. März: Roberto Suazo Córdova, honduranischer Politiker († 2018)
- 18. März: Mohamed Ben Ahmed Abdelghani, algerischer Premierminister († 1996)
- 18. März: John Kander, US-amerikanischer Komponist

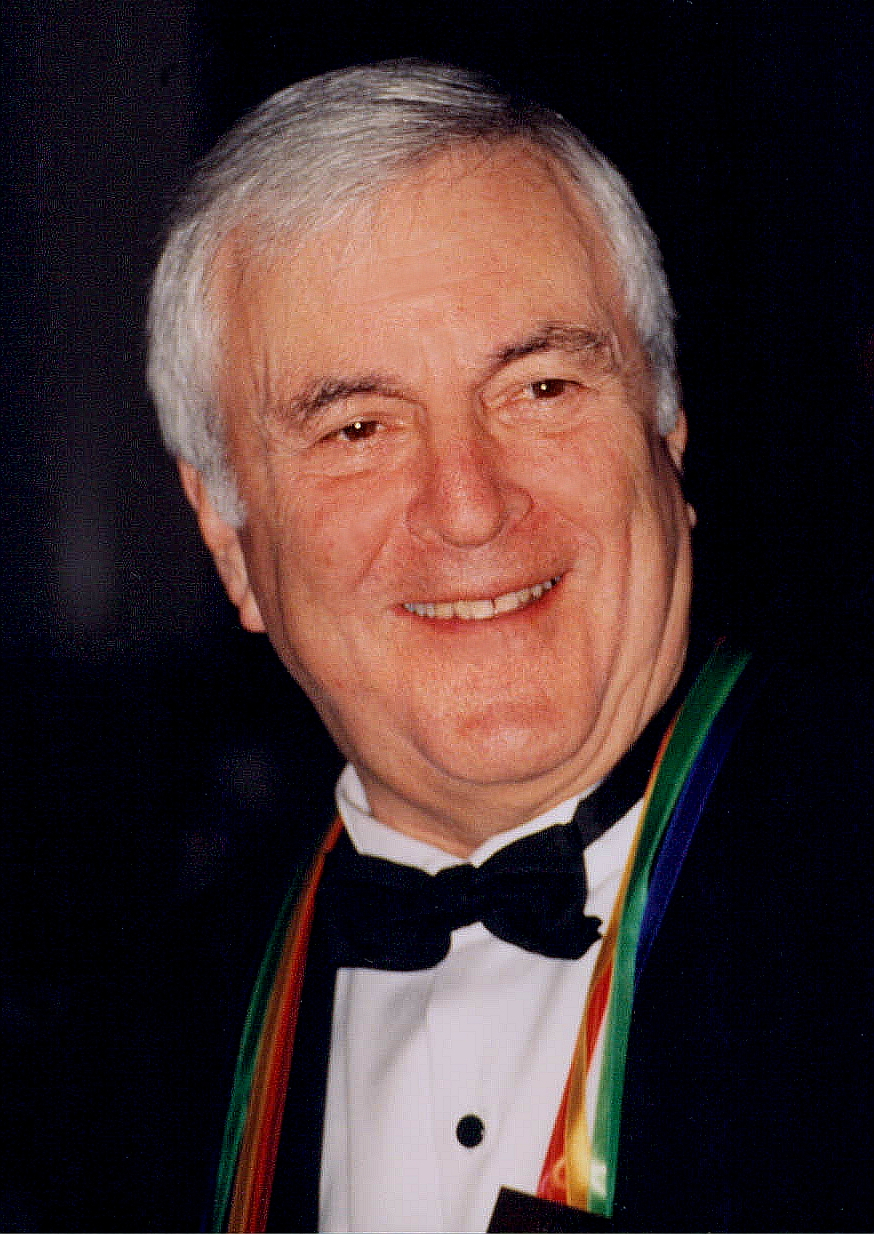
John Kander

- 18. März: George Plimpton, US-amerikanischer Schriftsteller und Förderer junger Schriftsteller († 2003)
- 19. März: Don Richard Ashburn, US-amerikanischer Baseballspieler († 1997)
- 19. März: Richard Nelson Bolles, amerikanischer Pastor († 2017)
- 19. März: Eduardo Manet, kubanischer Schriftsteller
- 19. März: Allen Newell, amerikanischer Informatiker und Kognitionspsychologe († 1992)
- 20. März: Dewey Balfa, US-amerikanischer Cajun-Musiker († 1992)
- 20. März: John Joubert, englischer Komponist († 2019)
- 21. März: Halton Arp, US-amerikanischer Astronom († 2013)
- 21. März: Robert-Alexander Bohnke, Pianist († 2004)
- 21. März: Elena Gaputytė, litauische Malerin und Bildhauerin († 1991)
- 21. März: Hans-Dietrich Genscher, deutscher Politiker, Innenminister und Außenminister († 2016) Hans-Dietrich Genscher (2008)

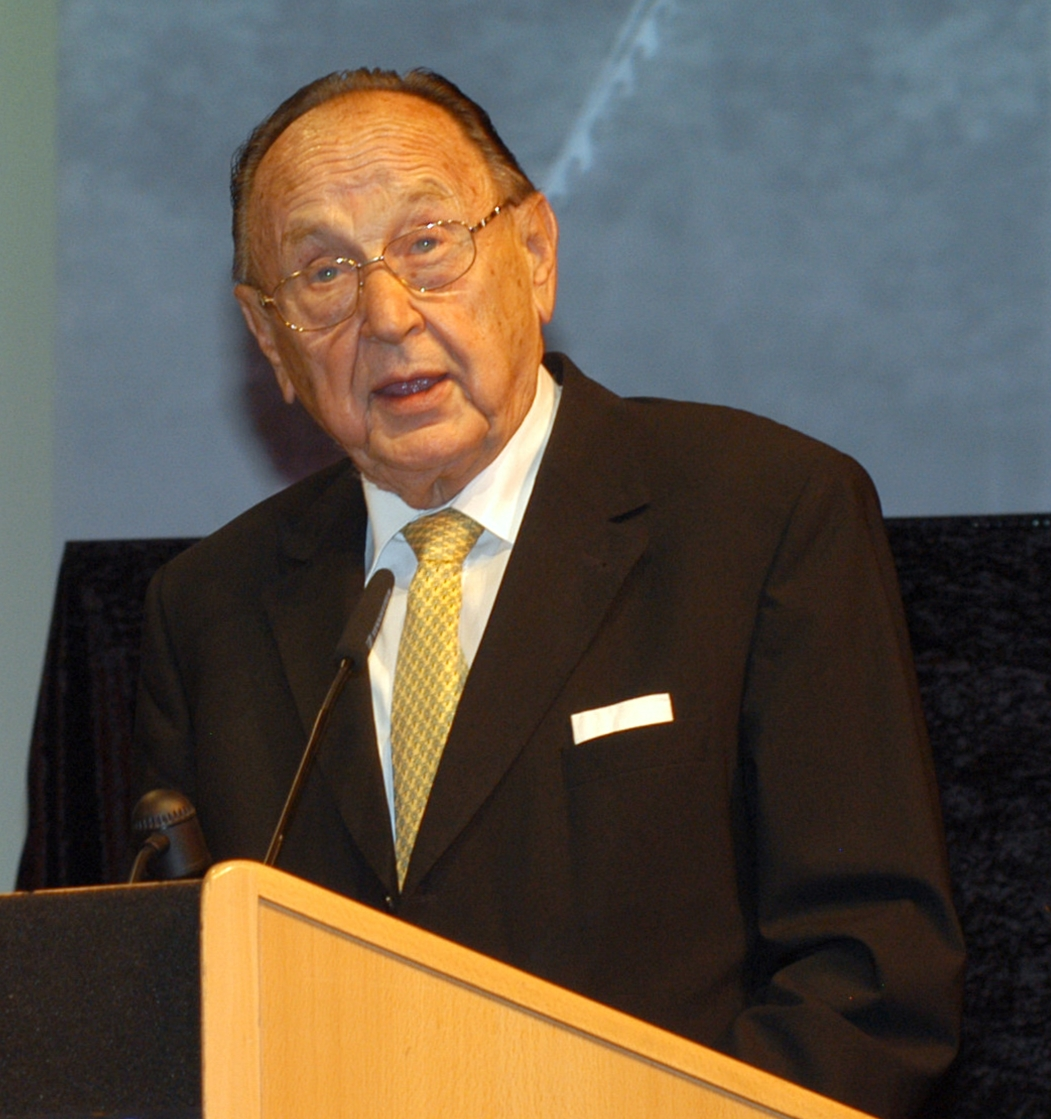
Hans-Dietrich Genscher (2008)

- 22. März: Henning Rischbieter, deutscher Theaterkritiker († 2013)
- 23. März: Vytautas Astrauskas, litauischer Rheumatologe und Politiker († 2004)
- 23. März: Mato Damjanović, kroatischer Schachgroßmeister († 2011)
- 24. März: Gerald Donald Aurbach, US-amerikanischer Physiologe und Endokrinologe († 1991)
- 24. März: Martin Walser, deutscher Schriftsteller († 2023) Martin Walser, 2010

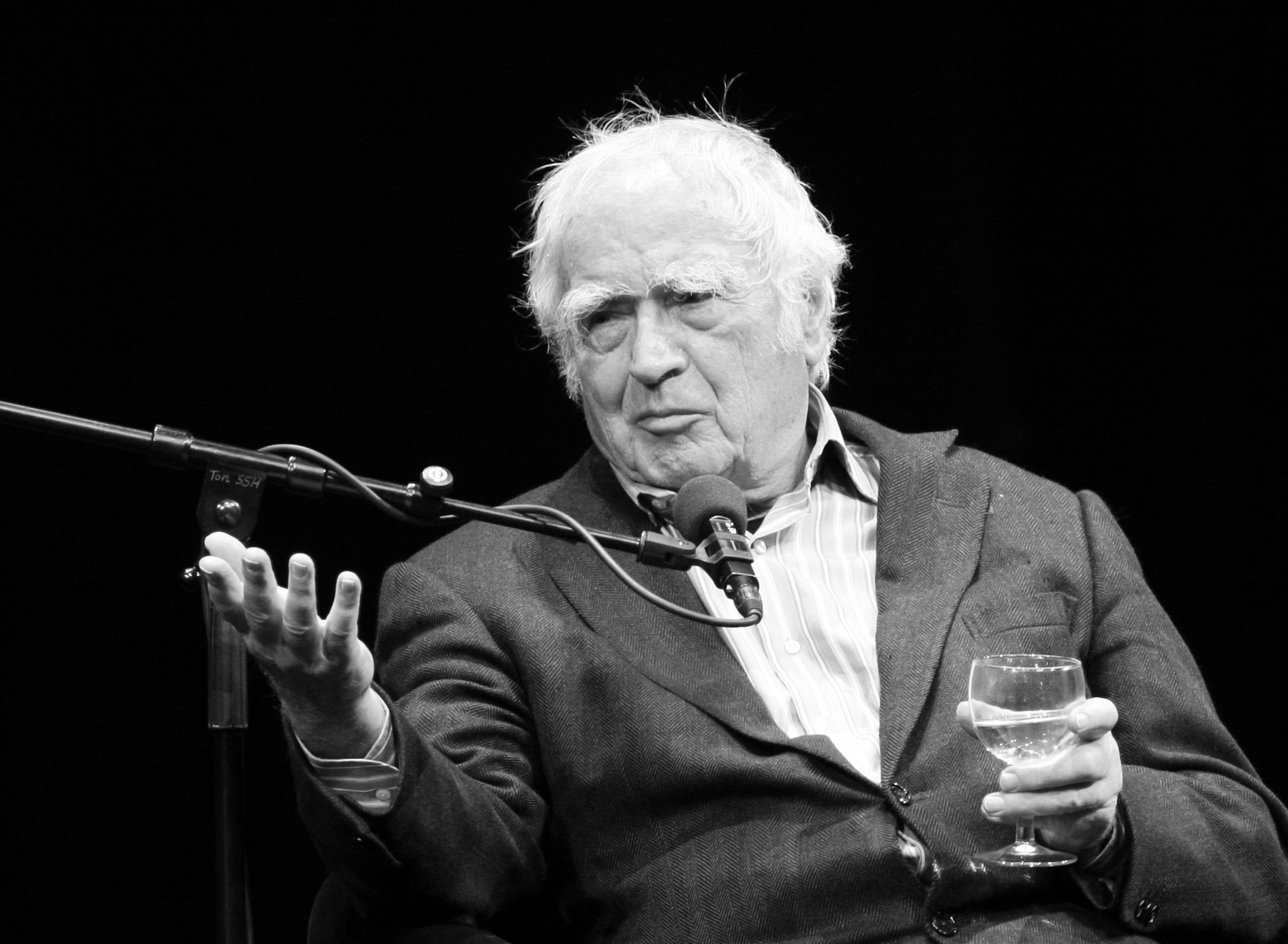
Martin Walser, 2010

- 25. März: Karl Ameisbichler, österreichischer Boxer
- 25. März: Herbert Fux, österreichischer Schauspieler und Politiker († 2007)
- 25. März: Heinz Kunert, deutscher Erfinder († 2012)
- 26. März: Jürgen Goslar, deutscher Schauspieler und Regisseur († 2021)
- 27. März: Cecil Bødker, dänische Schriftstellerin († 2020)
- 27. März: François Furet, französischer Historiker († 1997)
- 27. März: Anthony Lewis, US-amerikanischer Journalist († 2013)
- 27. März: Mstislaw Rostropowitsch, russischer Cellist und Dirigent († 2007)
- 28. März: Marianne Fredriksson, schwedische Schriftstellerin († 2007)
- 28. März: Harry Tisch, Mitglied des Politbüros des ZK der SED und Vorsitzender des FDGB in der DDR († 1995)
- 29. März: Alfred Neven DuMont, deutscher Verleger († 2015)
- 29. März: Martin Fleischmann, britischer Chemiker († 2012)
- 29. März: John McLaughlin, US-amerikanischer Moderator († 2016)
- 29. März: John Robert Vane, britischer Biochemiker († 2004)
- 30. März: Karola Ágai, ungarische Opernsängerin († 2010)
- 30. März: Robert Temple Armstrong, britischer Politiker und Life Peer († 2020)
- 30. März: Egon Günther, deutscher Filmregisseur und Schriftsteller († 2017)
- 31. März: César Chávez, Gründer der US-amerikanischen Landarbeitergewerkschaft United Farm Workers († 1993)
- 31. März: William Daniels, US-amerikanischer Schauspieler, ehemaliger Präsident der amerikanischen Schauspielergewerkschaft
- 31. März: Wladimir Sergejewitsch Iljuschin, sowjetischer Testpilot († 2010)
- 31. März: Erich Kirste, deutscher Physiker († 2002)
- 31. März: Alberto Labarthe, chilenischer Leichtathlet († 2021)
- 31. März: Eduardo Kardinal Martínez Somalo, spanischer Kardinalkämmerer († 2021)
- 31. März: Ludwig Polsterer, österreichischer Zeitungsherausgeber († 1979)

### April
- 01. April: Thomas Holtzmann, deutscher Schauspieler († 2013)

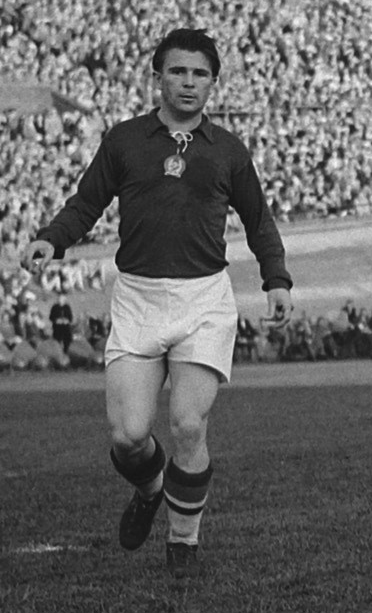
Ferenc Puskás (1954)

- 01. April: Ferenc Puskás, ungarischer Fußballspieler und -trainer († 2006)
- 02. April: Rolf Andiel, deutscher Maler, Grafiker und Zeichner († 1992)
- 02. April: Carmen Basilio, US-amerikanischer Boxer († 2012)
- 02. April: Rita Gam, US-amerikanische Schauspielerin († 2016)
- 02. April: Rembert Weakland, US-amerikanischer katholischer Erzbischof († 2022)
- 04. April: Aušra Augustinavičiūtė, litauische Psychologin, Soziologin und Ökonomin († 2005)
- 04. April: Monique Chaumette, französische Schauspielerin
- 04. April: Cliff Finch, US-amerikanischer Politiker († 1986)
- 05. April: Neil Dudley Anderson, neuseeländischer Vizeadmiral († 2010)
- 05. April: Eugene Vincent Atkinson, US-amerikanischer Politiker († 2016)
- 05. April: Thanin Kraivichien, Premierminister von Thailand († 2025)
- 05. April: Ida Krottendorf, österreichische Schauspielerin († 1998)
- 06. April: Gerry Mulligan, US-amerikanischer Jazzmusiker und Komponist († 1996)
- 07. April: Wolfgang Mattheuer, deutscher Maler, Graphiker und Bildhauer († 2004)
- 07. April: Michael Babatunde Olatunji, nigerianischer Perkussionist († 2003)
- 07. April: Albrecht Schlageter, deutscher Heimat- und Bergbauforscher († 1999)
- 10. April: Luigi Alva, peruanischer Opernsänger († 2025)
- 10. April: George Freeman, US-amerikanischer Jazz-Gitarrist († 2025)
- 10. April: Mohammad Taghi Massoudieh, iranischer Musikethnologe und Komponist († 1999)
- 10. April: Warren Thew, US-amerikanisch-schweizerischer Pianist, Komponist, Lyriker und Zeichner († 1984)
- 11. April: Klaus Harpprecht, deutscher Journalist und Buchautor († 2016)
- 11. April: Dieter Thoma, deutscher Journalist und Moderator († 2017)
- 13. April: Walo Lüönd, Schweizer Schauspieler († 2012)
- 13. April: Bill Wedderburn, britischer Jurist und Politiker († 2012)
- 14. April: Hans Helmut Dickow, deutscher Schauspieler († 1989)
- 14. April: Alan MacDiarmid, neuseeländischer Chemiker, Nobelpreisträger († 2007)
- 15. April: Wolf Häfele, deutscher Physiker († 2013)
- 15. April: Robert L. Mills, US-amerikanischer Physiker († 1999)
- 16. April: Claus Arndt, deutscher Politiker († 2014)

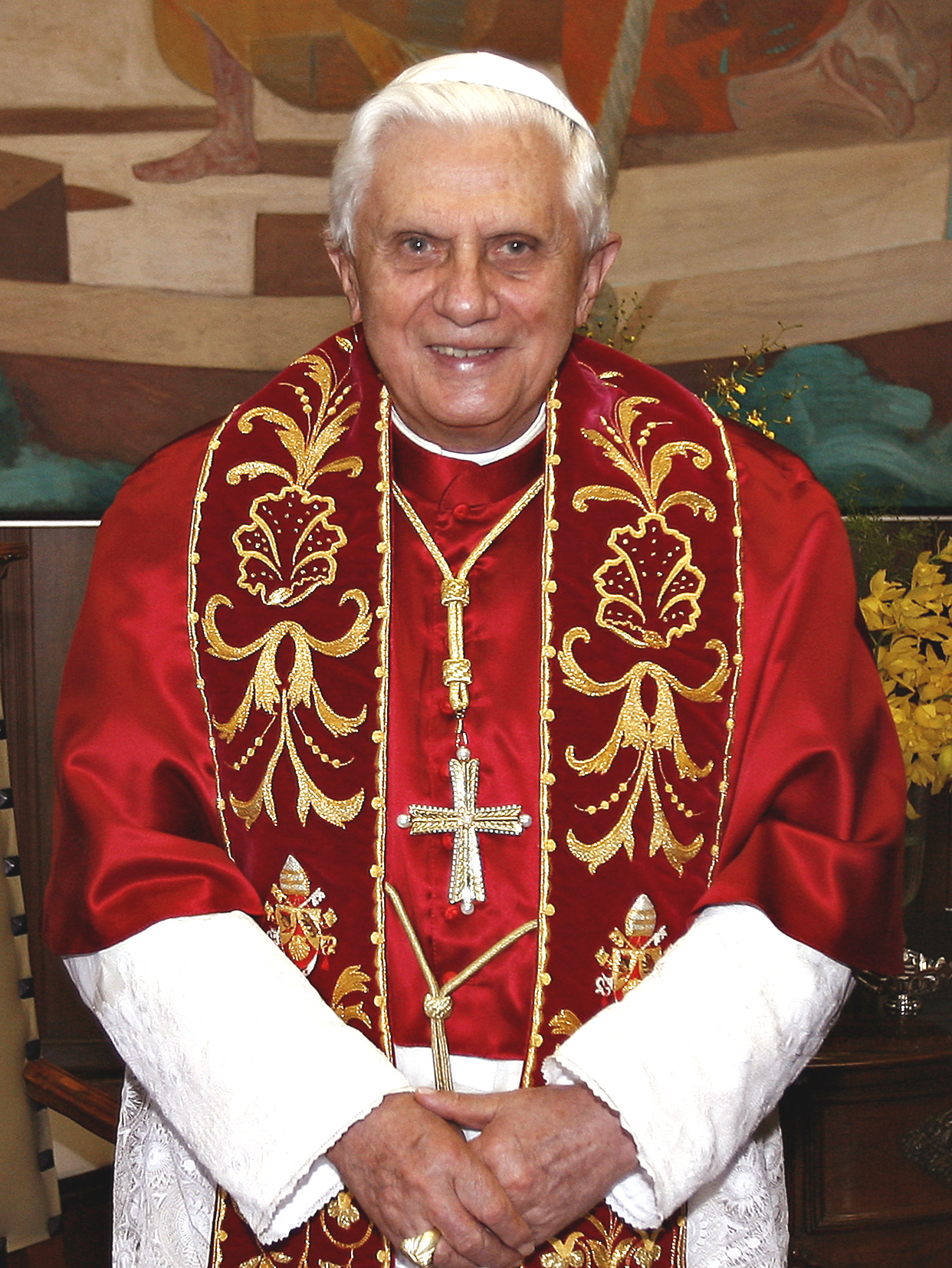
Benedikt XVI. (2007)

- 16. April: Benedikt XVI. (bürgerlich Joseph Alois Ratzinger), 265. Papst († 2022)
- 16. April: Rolf Schult, deutscher Schauspieler und Synchronsprecher († 2013)
- 17. April: Luis Pascual Dri, argentinischer Ordenspriester, Kardinal († 2025)
- 17. April: Margot Honecker, deutsche Politikerin und Ministerin für Volksbildung der DDR († 2016)
- 18. April: Leo Rajendram Antony, sri-lankischer Bischof († 2012)
- 18. April: Samuel P. Huntington, US-amerikanischer Politologe und Autor († 2008)
- 18. April: Tadeusz Mazowiecki, polnischer Politiker und Ministerpräsident († 2013)
- 19. April: John Diercks, US-amerikanischer Komponist und Pianist († 2020)
- 19. April: Ernst Lange, deutscher protestantischer Theologe und Kirchenreformer († 1974)
- 20. April: Phil Hill, US-amerikanischer Automobilrennfahrer († 2008)
- 20. April: Kazue Morisaki, japanische Schriftstellerin († 2022)
- 20. April: Karl Alexander Müller, Schweizer Physiker († 2023)
- 21. April: Ahmed Arif, türkischer Dichter († 1991)
- 21. April: Robert Savoie, kanadischer Sänger und Musikpädagoge († 2007)
- 21. April: Poul Svendsen, dänischer Ruderer († 2024)
- 22. April: Laurel Aitken, kubanischer Sänger und Songwriter († 2005)
- 23. April: Werner Koch, deutscher Sachverständiger († 1993)
- 24. April: Josy Barthel, Luxemburger Leichtathlet und Olympiasieger († 1992)
- 25. April: Rosemarie Fendel, deutsche Schauspielerin († 2013)
- 25. April: Frances Hyland, kanadische Schauspielerin († 2004)
- 25. April: Werner Jarowinsky, deutscher Politiker († 1990)
- 25. April: Siegfried Palm, deutscher Cellist († 2005)

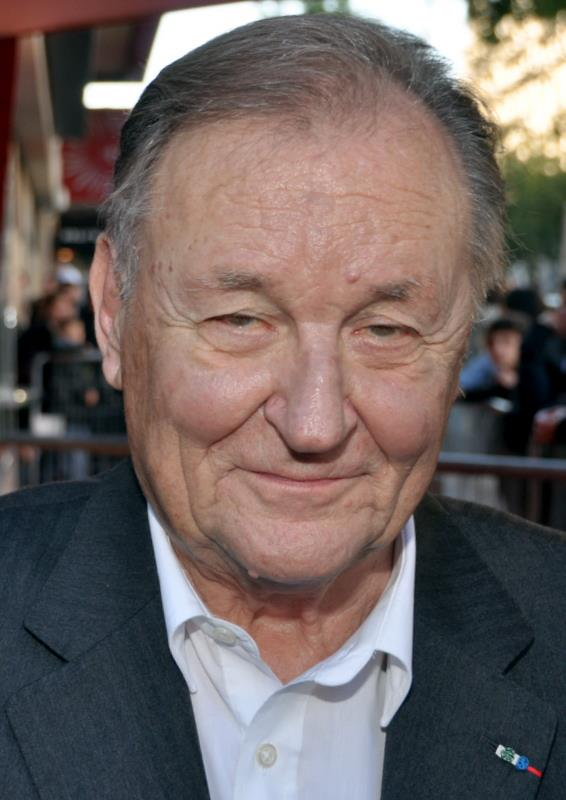
Albert Uderzo (2012)

- 25. April: Albert Uderzo, Zeichner der bekannten Comic-Serie Asterix († 2020)
- 25. April: Ernst Widmer, schweizerisch-brasilianischer Komponist († 1990)
- 26. April: Gerardo Marotta, italienischer Mäzen der Philosophie († 2017)
- 26. April: Anne McLaren, britische Entwicklungsbiologin und Genetikerin († 2007)
- 26. April: Jack Robinson, US-amerikanischer Basketballspieler († 2022)
- 26. April: Roswitha Verhülsdonk, deutsche Politikerin
- 26. April: Johann Weber, österreichischer römisch-katholischer Bischof († 2020)
- 27. April: Connie Kay, US-amerikanischer Schlagzeuger († 1994)
- 28. April: Guy Duijck, belgischer Komponist und Professor († 2008)
- 29. April: Heijo Hangen, deutscher Künstler († 2019)
- 29. April: Dorothy Manley, britische Leichtathletin († 2021)
- 29. April: Cecil James McNeely, US-amerikanischer Rhythm-&-Blues-Saxophonist († 2018)
- 29. April: Walter Thirring, österreichischer Physiker († 2014)
- 30. April: Jannette Burr, US-amerikanische Skirennläuferin († 2022)
- 30. April: Gerhard Rill, österreichischer Archivar († 2015)
- 30. April: George Seligman, US-amerikanischer Mathematiker († 2024)
- 30. April: Tamisuke Watanuki, japanischer Politiker und ehemaliger Abgeordneter

### Mai
- 01. Mai: Greta Andersen, dänische Schwimmerin und Olympiasiegerin († 2023)
- 01. Mai: Gary Bertini, israelischer Dirigent und Komponist († 2005)
- 01. Mai: Laura Betti, italienische Schauspielerin († 2004)
- 01. Mai: Horst Drinda, deutscher Regisseur und Schauspieler († 2005)
- 01. Mai: František Hrúzik, tschechoslowakischer Vielseitigkeitsreiter († 2021)
- 01. Mai: Akira Yoshimura, japanischer Schriftsteller († 2006)
- 01. Mai: Albert Zafy, madagassischer Politiker († 2017)
- 01. Mai: Walter Zeman, österreichischer Fußballspieler († 1991)
- 02. Mai: Horst Abt, deutscher Unternehmer († 2015)
- 02. Mai: Michael Broadbent, britischer Weinkommentator und -kritiker († 2020)
- 02. Mai: Wolfgang Walter, deutscher Mathematiker († 2010)
- 03. Mai: David Rosenmann-Taub, chilenischer Lyriker und Pianist († 2023)
- 04. Mai: Peter Bachér, deutscher Journalist und Autor († 2020)
- 04. Mai: Peter Boenisch, deutscher Journalist († 2005) Peter Boenisch, 1983

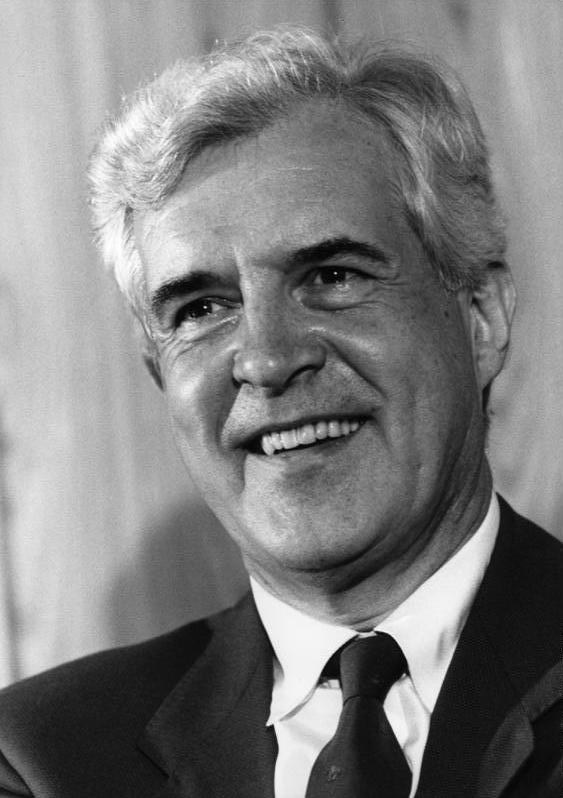
Peter Boenisch, 1983

- 04. Mai: Trude Herr, deutsche Schauspielerin († 1991)
- 05. Mai: Art Pollard, US-amerikanischer Automobilrennfahrer († 1973)
- 05. Mai: Charles Rosen, US-amerikanischer Pianist und Musiktheoretiker († 2012)
- 05. Mai: Robert Spaemann, deutscher Philosoph († 2018)
- 06. Mai: Franz Baum, baden-württembergischer Politiker († 2016)
- 07. Mai: Joseph Agassi, israelischer Akademiker († 2023)
- 07. Mai: Herbert J. Gans, US-amerikanischer Soziologe († 2025)
- 07. Mai: Ruth Prawer Jhabvala, britische Schriftstellerin und Drehbuchautorin († 2013)
- 08. Mai: László Kardinal Paskai, Erzbischof von Esztergom-Budapest († 2015)
- 09. Mai: Guido Caroli, italienischer Eisschnellläufer († 2021)
- 09. Mai: Hans Daiber, deutscher Journalist und Autor († 2013)
- 09. Mai: Manfred Eigen, deutscher Biophysiker († 2019) Manfred Eigen, 1996

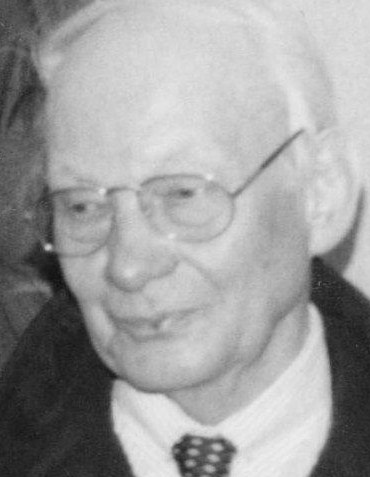
Manfred Eigen, 1996

- 09. Mai: Carlos Piantini, dominikanischer Geiger und Dirigent († 2010)
- 09. Mai: Wim Thoelke, deutscher Fernsehmoderator († 1995)
- 10. Mai: Friedrich J. Lucas, deutscher Historiker und Geschichtsdidaktiker († 1974)
- 10. Mai: Marcel Mart, Luxemburger Politiker der Demokratischen Partei († 2019)
- 10. Mai: Nayantara Sahgal, indische Schriftstellerin
- 11. Mai: Charles Wolfgang Arnade, US-amerikanischer Historiker und Hispanist († 2008)
- 11. Mai: Bernard Fox, walisischer Schauspieler († 2016)
- 11. Mai: Marie Kovářová, tschechoslowakische Kunstturnerin († 2023)
- 13. Mai: Rudolf Marić, Schachmeister und Schachbuchautor aus Jugoslawien († 1990)
- 13. Mai: Herbert Ross, US-amerikanischer Choreograf und Filmregisseur († 2001)
- 13. Mai: Waldemar Schieber, deutscher Hornist († 2023)
- 13. Mai: Archie Scott-Brown, britischer Automobilrennfahrer († 1958)
- 14. Mai: Herbert W. Franke, deutschsprachiger Science-Fiction-Autor († 2022)
- 14. Mai: Walter E. Richartz, deutscher Chemiker und Schriftsteller († 1980)
- 15. Mai: Freddy Rousselle, belgischer Automobilrennfahrer († 2016)
- 16. Mai: Paul Angerer, österreichischer Dirigent und Komponist († 2017)
- 16. Mai: Pavlina Apostolova, jugoslawische Opernsängerin († 2018)
- 16. Mai: Hans-Joachim Bormeister, deutscher Forstmann († 2013)
- 16. Mai: Yvette Monginou, französische Leichtathletin († 2023)
- 17. Mai: Heinz Frieler, deutscher Politiker († 1990)
- 17. Mai: Winnie Jakob, Karikaturistin und Publizistin († 2012)
- 17. Mai: Hans Koch, Kulturwissenschaftler und Kulturfunktionär der DDR († 1986)
- 17. Mai: Jean-Louis Richard, französischer Schauspieler († 2012)
- 17. Mai: Ursula Werner-Böhnke, deutsche Kinderbuchautorin († 2020)
- 18. Mai: Harvey Carignan, US-amerikanischer Serienmörder († 2023)
- 18. Mai: Renee Harmon, deutsche Schauspielerin († 2006)
- 18. Mai: Egon Monk, deutscher Schauspieler, Regisseur, Dramaturg und Autor († 2007)
- 18. Mai: Karl Peglau, deutscher Verkehrspsychologe († 2009)
- 18. Mai: Yoshio Tsuchiya, japanischer Schauspieler († 2017)
- 19. Mai: Serge Lang, US-amerikanischer Mathematiker († 2005)
- 20. Mai: Bud Grant, US-amerikanischer American-Football-Spieler († 2023)
- 20. Mai: David Hedison, US-amerikanischer Schauspieler († 2019)
- 20. Mai: Franciszek Kardinal Macharski, Erzbischof von Krakau († 2016) Franciszek Kardinal Macharski (2002)

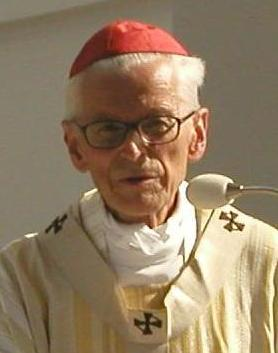
Franciszek Kardinal Macharski (2002)

- 20. Mai: Michel Scheuer, deutscher Kajak-Fahrer und Olympiasieger († 2015)
- 21. Mai: Rudolf Bock, deutscher Experimentalphysiker († 2024)
- 21. Mai: Bill Holman, amerikanischer Jazzmusiker († 2024)
- 21. Mai: Werner Mangold, deutscher Soziologe († 2020)
- 22. Mai: Michael Constantine, US-amerikanischer Schauspieler († 2021)
- 22. Mai: Ernst-Otto Czempiel, deutscher Politikwissenschaftler († 2017)
- 22. Mai: Richard Hundhammer, deutscher Politiker († 2012)
- 22. Mai: Hubert Luthe, deutscher römisch-katholischer Bischof († 2014)
- 22. Mai: George A. Olah, US-amerikanischer Chemiker († 2017)
- 22. Mai: Otto Tellmann, rumänischer Handballspieler und -trainer († 2013)
- 23. Mai: Dieter Hildebrandt, deutscher Kabarettist († 2013) Dieter Hildebrandt, 2010

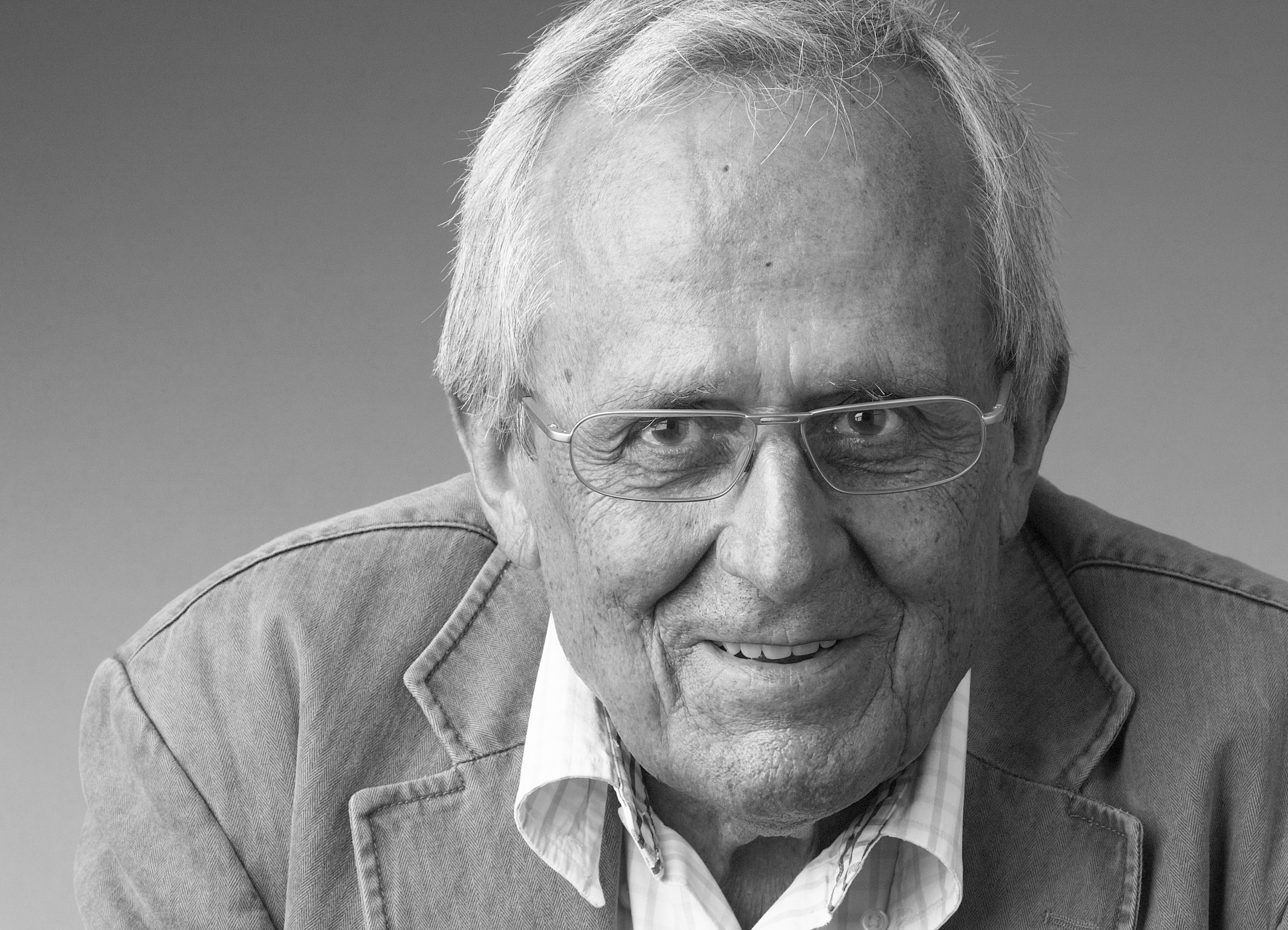
Dieter Hildebrandt, 2010

- 23. Mai: Wilhelm Wannemacher, deutscher Pädagoge, Sachbuchautor und Schriftsteller († 2023)
- 24. Mai: Claude Abbes, französischer Fußballspieler († 2008)
- 25. Mai: Edwin Clark, nigerianischer Politiker († 2025)
- 25. Mai: Robert Ludlum, US-amerikanischer Schriftsteller, Schauspieler und Produzent († 2001)
- 25. Mai: Elio Pagliarani, italienischer Dichter († 2012)
- 26. Mai: Christian Graf von Krockow, deutscher Politikwissenschaftler, Historiker und Schriftsteller († 2002)
- 26. Mai: Antonio Prieto, chilenischer Sänger und Schauspieler († 2011)
- 27. Mai: Peter Zvi Malkin, israelischer Geheimagent († 2005)
- 28. Mai: Habil Əliyev, aserbaidschanischer Kamantschespieler († 2015)
- 29. Mai: Varkey Vithayathil, römisch-katholischer Erzbischof und Kardinal († 2011)
- 30. Mai: Werner Haas, deutscher Motorradrennfahrer († 1956)
- 30. Mai: Tino Schwierzina, deutscher Politiker († 2003)
- 30. Mai: Clint Walker, US-amerikanischer Schauspieler († 2018)
- 31. Mai: Wolfgang Gasser, österreichischer Schauspieler († 2007)
- 31. Mai: Koreyoshi Kurahara, japanischer Filmregisseur und Drehbuchautor († 2002)

### Juni
- 01. Juni: Rubens Fadini, italienischer Fußballspieler († 1949)
- 01. Juni: Herbert Schnoor, deutscher Politiker († 2021)
- 01. Juni: Willem Scholten, niederländischer Politiker († 2005) Willem Scholten

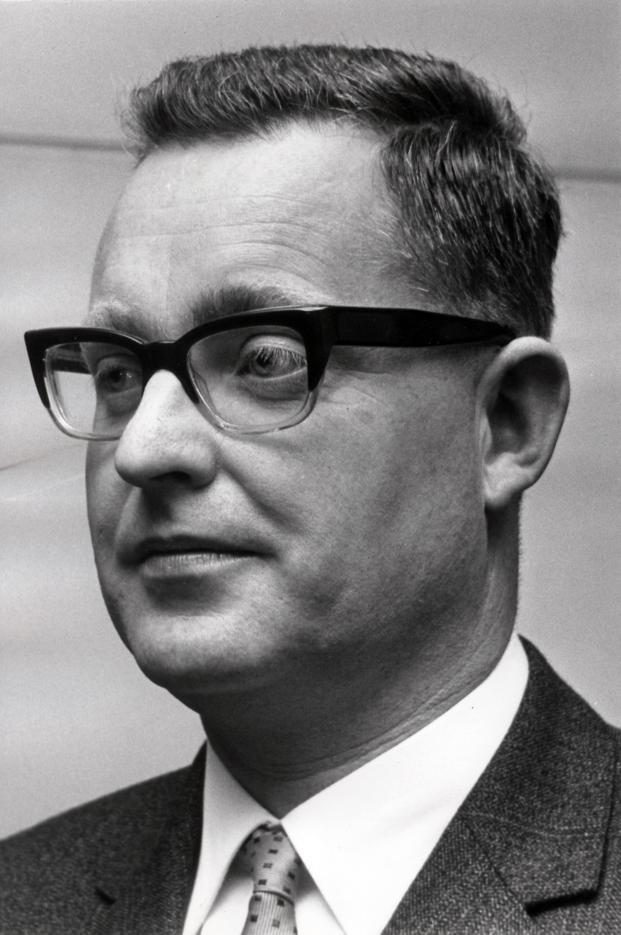
Willem Scholten

- 02. Juni: Ladislav Alster, tschechoslowakischer Schachspieler und Schachjournalist († 1991)
- 03. Juni: Manfred Flegel, Minister der DDR († 2018)
- 03. Juni: Oscar Schneider, deutscher Politiker († 2024)
- 03. Juni: Pavel Staněk, tschechischer Dirigent und Komponist († 2025)
- 03. Juni: Ronald Stedman, britischer Schwimmer († 2022)
- 04. Juni: Willy Hagara, österreichischer Schlagersänger und Schauspieler († 2015)
- 04. Juni: Geoffrey Palmer, englischer Schauspieler († 2020)
- 06. Juni: Hubert Abel, deutscher Mediziner († 2018)
- 06. Juni: Ursula Böttcher, deutsche Dompteuse († 2010)
- 07. Juni: Wolfgang Kartte, deutscher Verwaltungsjurist und Präsident des Bundeskartellamtes († 2003)
- 07. Juni: Gunnar Sandborg, norwegischer Ruderer († 2022)
- 08. Juni: George Lamming, Schriftsteller aus Barbados († 2022)
- 08. Juni: Wolfgang Schieren, deutscher Manager und Vorstandsvorsitzender der Allianz AG († 1996)
- 08. Juni: Jerry Stiller, US-amerikanischer Schauspieler († 2020)
- 09. Juni: Waltraut Haas, österreichische Schauspielerin und Sängerin († 2025) Waltraut Haas (2013)

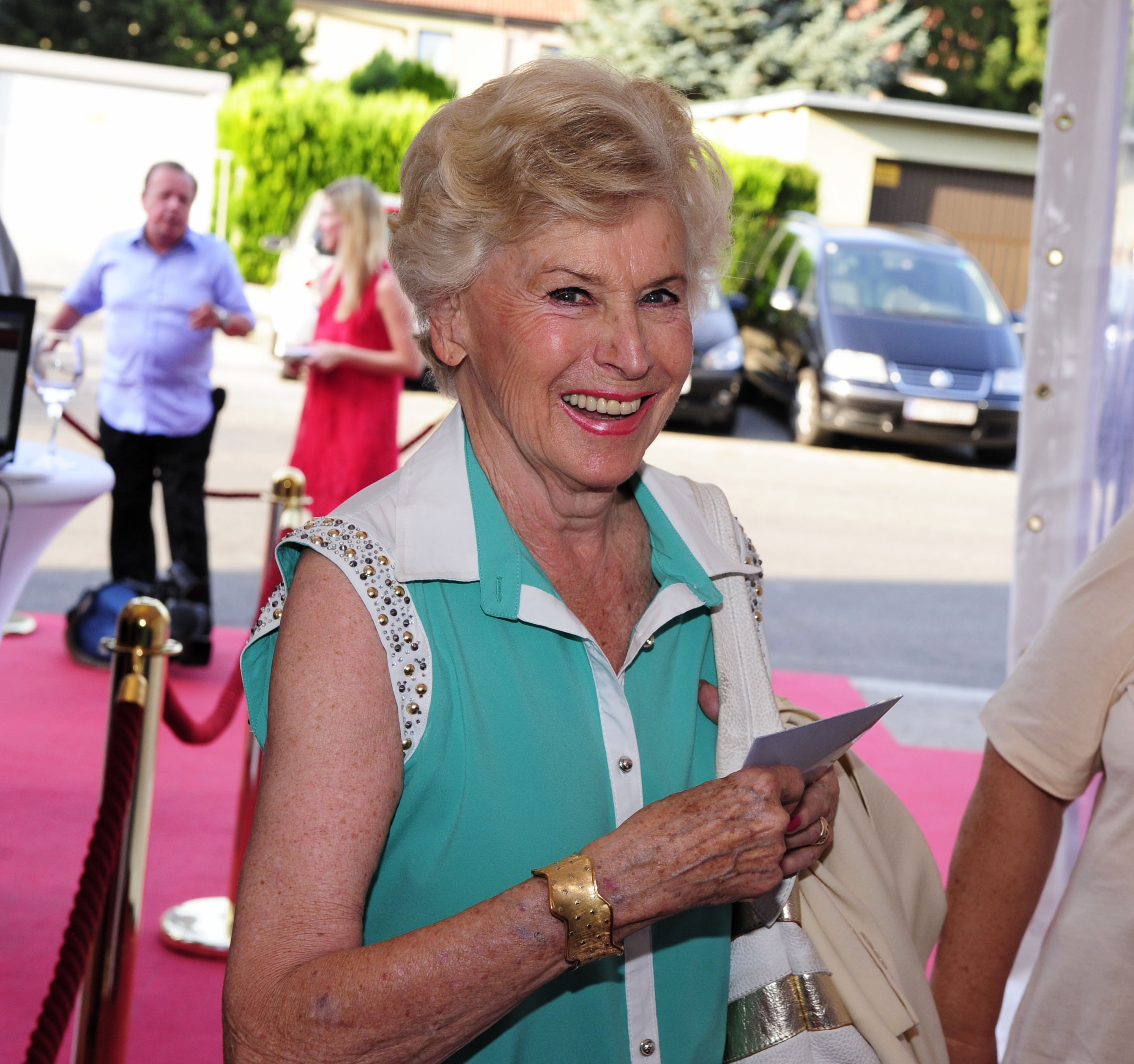
Waltraut Haas (2013)

- 09. Juni: George Nigh, US-amerikanischer Politiker († 2025)
- 09. Juni: Marlies Müller, deutsche Speerwerferin
- 09. Juni: Helmut Zilk, österreichischer Journalist, Politiker und Bürgermeister von Wien († 2008)
- 10. Juni: Eugene N. Parker, US-amerikanischer Astrophysiker († 2022)
- 11. Juni: Ernst-Heinz Amberg, deutscher lutherischer Theologe († 2020)
- 12. Juni: Bill Cheesbourg, US-amerikanischer Automobilrennfahrer († 1995)
- 12. Juni: Al Fairweather, britischer Musiker († 1993)
- 13. Juni: Antonio Arellano Durán, venezolanischer Bischof († 2003)
- 13. Juni: Slim Dusty, australischer Sänger und Songwriter († 2003)
- 14. Juni: Gert Augst, deutscher Kirchenmusiker († 2005)
- 14. Juni: Erich Wiesner, österreichischer Industrieller und Politiker († 2001)
- 15. Juni: Ross Andru, US-amerikanischer Comiczeichner und Verlagsredakteur († 1993)
- 15. Juni: Ben Flowers, US-amerikanischer Baseballspieler († 2009)
- 15. Juni: Hugo Pratt, italienischer Comic-Autor († 1995)
- 15. Juni: Irm Schoffers, deutsche Fotografin und Fotokünstlerin († 2008)
- 16. Juni: Charles Jarrott, britisch-kanadischer Regisseur († 2011)
- 16. Juni: Robert Paul Kraft, US-amerikanischer Astronom († 2015)
- 16. Juni: Herbert Lichtenfeld, deutscher Fernsehautor († 2001)
- 17. Juni: Charles Austin, US-amerikanischer Jazztrompeter († 2012)
- 17. Juni: Martin Böttcher, deutscher Filmkomponist und Dirigent († 2019) Martin Böttcher (2002)

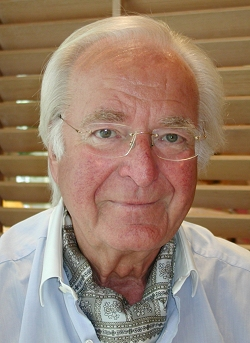
Martin Böttcher (2002)

- 17. Juni: Lucio Fulci, italienischer Filmregisseur und Produzent († 1996)
- 17. Juni: Irene Ludwig, deutsche Kunst-Mäzenin († 2010)
- 17. Juni: Bernd Rabe, deutscher Musiker († 2001)
- 17. Juni: Ernst Schubert, deutscher Kunsthistoriker und Historiker († 2012)
- 18. Juni: Suzanne Baron, französische Filmeditorin († 1995)
- 18. Juni: Hans Berentzen, deutscher Spirituosenfabrikant († 2005)
- 18. Juni: Lutz Jahoda, deutscher Schauspieler, Entertainer, Sänger und Autor
- 20. Juni: Karl-Heinz Adler, deutscher Bildhauer und Konzeptkünstler († 2018)
- 20. Juni: Georg Arfmann, deutscher Bildhauer († 2015)
- 20. Juni: Pauline Newman, US-amerikanische Bundesrichterin
- 20. Juni: Josef Posipal, deutscher Fußballspieler († 1997)
- 21. Juni: José Antonio Méndez, kubanischer Sänger, Gitarrist und Komponist († 1989)
- 22. Juni: Herbert Hisel, deutscher Humorist († 1982)
- 22. Juni: Horst Keitel, deutscher Schauspieler und Synchronsprecher († 2015)
- 22. Juni: Alice Vollenweider, Schweizer Romanistin, Kochbuchautorin und literarische Übersetzerin († 2011)
- 23. Juni: Bob Fosse, US-amerikanischer Choreograf und Filmregisseur († 1987)
- 23. Juni: Herbert MacKay-Fraser, US-amerikanischer Automobilrennfahrer († 1957)
- 23. Juni: Kenneth McKellar, britischer Tenorsänger († 2010)
- 23. Juni: Utz Richter, deutscher Schauspieler († 2015)
- 23. Juni: Piet van Breemen, niederländischer Jesuitenpater, Gymnasiallehrer, Referent und Autor († 2021)
- 23. Juni: Rolf Alexander Wilhelm, deutscher Film- und Fernsehkomponist († 2013)
- 24. Juni: Willi Aberer, österreichischer Politiker († 2007)
- 24. Juni: Franz Josef Delonge, deutscher Rechtsanwalt und Kommunalpolitiker († 1988)
- 24. Juni: James B. Edwards, US-amerikanischer Politiker († 2014)
- 24. Juni: Martin L. Perl, US-amerikanischer Physiker († 2014)
- 26. Juni: Gilbert Bilezikian, französisch-US-amerikanischer Baptistenpastor, Hochschullehrer und Autor
- 26. Juni: Klaus Hornung, deutscher Politikwissenschaftler († 2017)
- 26. Juni: Jerry Schatzberg, US-amerikanischer Regisseur und Fotograf
- 27. Juni: Otto Herbert Hajek, deutscher Bildhauer († 2005)
- 27. Juni: Erika Simon, deutsche Archäologin († 2019)
- 28. Juni: Frank Sherwood Rowland, US-amerikanischer Chemiker († 2012)
- 28. Juni: Stefan Sonderegger, Schweizer Germanist und Sprachwissenschaftler († 2017)
- 29. Juni: Piero Dorazio, italienischer Maler († 2005)
- 29. Juni: Henry Jaeger, deutscher Schriftsteller († 2000)
- 29. Juni: Patrick McGeer, kanadischer Basketballspieler, Arzt, Gesundheitswissenschaftler und Politiker († 2022)
- 29. Juni: Karl Ravens, deutscher Politiker († 2017)
- 30. Juni: Sleim Ammar tunesisch Psychiater und Schriftsteller († 1999)
- 30. Juni: Shirley Fry, US-amerikanische Tennisspielerin († 2021)
- 30. Juni: Frank McCabe, US-amerikanischer Basketballspieler († 2021)
- 30. Juni: Pat McCormick, US-amerikanischer Schauspieler und Comedy-Autor († 2005)
- 30. Juni: Patricia Snell, kanadische Opernsängerin († 2021)

### Juli
- 01. Juli: Winfield Dunn, US-amerikanischer Politiker († 2024)

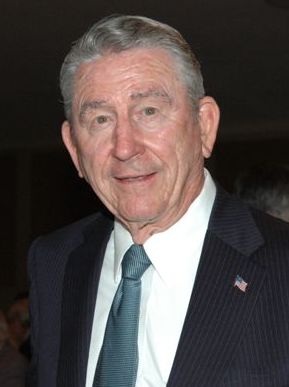
Winfield Dunn (2007)

- 01. Juli: Erika Freeman, austroamerikanische Psychoanalytikerin
- 01. Juli: Chandra Shekhar, indischer Politiker († 2007)
- 01. Juli: Jesús Villalobos Villegas, peruanischer Fußballspieler († 1976)
- 02. Juli: Ruth Berghaus, deutsche Regisseurin des Musiktheaters († 1996)
- 02. Juli: Gerhard Gawliczek, deutscher Fußballspieler († 2010)
- 02. Juli: Gerónimo Pellerano, dominikanischer Sänger († 1991)
- 02. Juli: Brock Peters, US-amerikanischer Schauspieler und Sänger († 2005)
- 02. Juli: Robert F. Schloeth, Schweizer Zoologe († 2012)
- 02. Juli: Dietrich Strothmann, deutscher Journalist († 2016)
- 03. Juli: Ingeborg Bayer, deutsche Schriftstellerin († 2017)
- 03. Juli: Tim O’Connor, US-amerikanischer Schauspieler († 2018)
- 03. Juli: Ken Russell, britischer Filmregisseur († 2011)
- 04. Juli: Wilhelm Hillek, österreichischer Offizier und Herausgeber († 2009)
- 04. Juli: Watts S. Humphrey, US-amerikanischer Informatiker († 2010)
- 04. Juli: Gina Lollobrigida, italienische Schauspielerin († 2023)

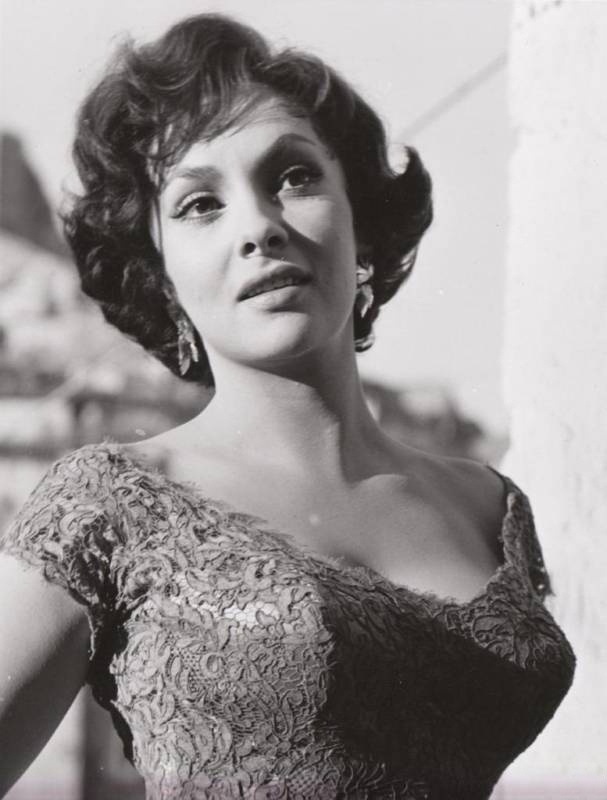
Gina Lollobrigida, 1960er

- 04. Juli: Jim McWithey, US-amerikanischer Automobilrennfahrer († 2009)
- 04. Juli: Neil Simon, US-amerikanischer Dramatiker und Drehbuchautor († 2018)
- 05. Juli: Hartwig Amman, deutscher Pastor und Heimatforscher († 2007)
- 05. Juli: Hans Gottfried Bernrath, deutscher Politiker († 2010)
- 05. Juli: Walter Matthias Diggelmann, Schweizer Schriftsteller († 1979)
- 05. Juli: Karl-Emil Schade, deutscher Pfarrer und Bibelübersetzer († 2007)
- 06. Juli: Johannes Hendrikus Donner, niederländischer Schachgroßmeister († 1988)
- 06. Juli: Georg Gallus, deutscher Politiker († 2021)
- 06. Juli: Janet Leigh, US-amerikanische Filmschauspielerin († 2004)
- 07. Juli: Martin Ransohoff, US-amerikanischer Filmproduzent († 2017)
- 07. Juli: Doc Severinsen, US-amerikanischer Jazzmusiker
- 08. Juli: Alexander May, deutscher Schauspieler und Drehbuchautor († 2008)
- 08. Juli: Richard Tomita, US-amerikanischer Gewichtheber († 2021)
- 09. Juli: Ed Ames, US-amerikanischer Pop-Sänger und Schauspieler († 2023)
- 09. Juli: Red Kelly, kanadischer Eishockeyspieler und -trainer († 2019)
- 10. Juli: Marcel Azzola, französischer Jazzakkordeonist († 2019)
- 10. Juli: David Dinkins, US-amerikanischer Politiker († 2020)
- 10. Juli: William Smithers, US-amerikanischer Schauspieler
- 10. Juli: Paul Wühr, deutscher Schriftsteller († 2016)
- 11. Juli: Herbert Blomstedt, US-amerikanisch-schwedischer Dirigent
- 11. Juli: Theodore Maiman, US-amerikanischer Physiker († 2007)
- 12. Juli: Abune Antonios, eritreischer Patriarch der Eritreisch-Orthodoxen Tewahedo-Kirche († 2022)
- 13. Juli: Gerd Roellecke, deutscher Rechtswissenschaftler († 2011)
- 13. Juli: Simone Veil, französische Politikerin und Präsidentin des EU-Parlamentes († 2017)
- 14. Juli: Kow Nkensen Arkaah, ghanaischer Politiker († 2001)
- 14. Juli: Fritz Harkort, deutscher Volkskundler und Erzählforscher († 1972)
- 15. Juli: Nan Martin, US-amerikanische Schauspielerin († 2010)
- 15. Juli: Rowland Pack, kanadischer Cellist, Organist und Chorleiter († 1964)
- 15. Juli: Joe Turkel, US-amerikanischer Schauspieler († 2022)
- 16. Juli: Serge Baudo, französischer Dirigent
- 16. Juli: Thomas Ellwein, deutscher Politologe († 1998)
- 16. Juli: Shirley Hughes, britische Kinderbuchautorin und Illustratorin († 2022)
- 17. Juli: Liliane Funcken, belgische Künstlerin († 2015)
- 18. Juli: Ludwig Harig, deutscher Schriftsteller († 2018)
- 18. Juli: Kurt Masur, deutscher Dirigent († 2015)

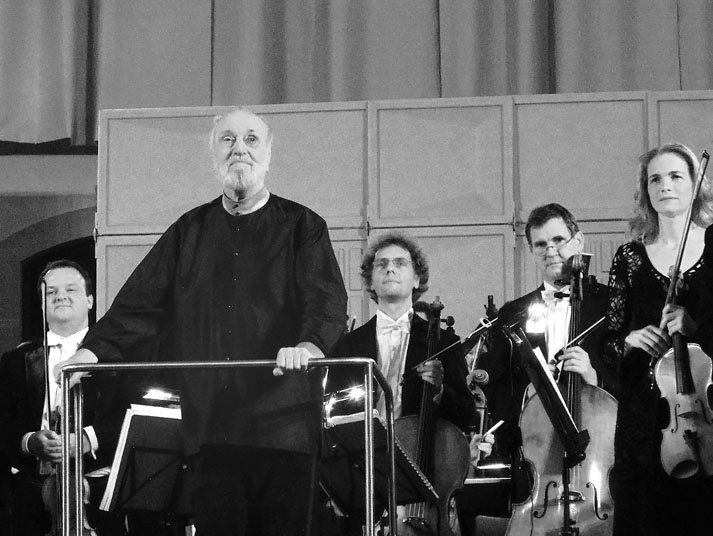
Kurt Masur, 2012

- 19. Juli: Jan Myrdal, schwedischer Schriftsteller († 2020)
- 20. Juli: Ljudmila Michailowna Alexejewa, russische Historikerin, Menschenrechtsaktivistin und sowjetische Dissidentin († 2018)
- 20. Juli: Hans Georg Brunner-Schwer, deutscher Musikproduzent und Labelgründer (MPS) († 2004)
- 20. Juli: Michael Gielen, österreichischer Dirigent und Komponist († 2019)
- 20. Juli: Dick Stanfel, US-amerikanischer American-Football-Spieler († 2015)
- 21. Juli: Peter Haasen, deutscher Physiker († 1993)
- 21. Juli: Michael Janisch, österreichischer Schauspieler († 2004)
- 21. Juli: Willy Moese, deutscher Comiczeichner und Karikaturist († 2007)
- 22. Juli: Giuseppe Giorgio Englert, schweizerischer Komponist elektronischer Musik († 2007)
- 23. Juli: Gérard Brach, französischer Drehbuchautor († 2006)
- 23. Juli: Jürgen Driehaus, deutscher Prähistoriker († 1986)
- 23. Juli: Elliot See, US-amerikanischer Astronaut des Gemini-Projekts († 1966)
- 24. Juli: Robert Boutigny, französischer Kanute († 2022)
- 24. Juli: Alex Katz, US-amerikanischer Maler
- 25. Juli: Bert Breit, österreichischer Komponist, Journalist, Filmemacher, Zeichner († 2004)
- 25. Juli: Arminio Rothstein, österreichischer Maler, Puppenmacher und Puppenspieler († 1994)
- 25. Juli: Abdelaziz Ben Tifour, franco-algerischer Fußballspieler († 1970)
- 26. Juli: Charles Whittenberg, US-amerikanischer Komponist und Musikpädagoge († 1984)
- 27. Juli: Gisèle Halimi, französische Rechtsanwältin († 2020)
- 27. Juli: Dawid Rubinowicz, polnisch-jüdischer Tagebuchschreiber und Opfer des Holocaust († 1942)
- 27. Juli: Heinz Wewers, deutscher Fußballspieler († 2008)
- 28. Juli: John Ashbery, US-amerikanischer Dichter († 2017)
- 28. Juli: Hans Bauer, deutscher Fußballspieler († 1997)
- 28. Juli: Ermes Muccinelli, italienischer Fußballspieler († 1994)
- 28. Juli: Edith Peres-Lethmate, deutsche Bildhauerin († 2017)
- 28. Juli: David Viñas, argentinischer Schriftsteller († 2011)
- 28. Juli: Heini Walter, Schweizer Automobilrennfahrer († 2009)
- 29. Juli: Harry Mulisch, niederländischer Schriftsteller († 2010)
- 30. Juli: Harri Czepuck, deutscher Journalist, Vorsitzender des Journalistenverbandes der DDR († 2015)
- 30. Juli: Eberhard Golla deutscher Brigadegeneral des Heeres der Bundeswehr († 2004)
- 30. Juli: Viktors Lorencs, lettischer Drehbuchautor und Schauspieler († 1992)
- 31. Juli: Cecilia Mangini, italienische Dokumentarfilmerin und Fotografin († 2021)
- 31. Juli: Ștefan Niculescu, rumänischer Komponist († 2008)
- 31. Juli: Tony Thomas, britisch-US-amerikanischer Filmhistoriker, Fernseh- und Musikproduzent († 1997)
- 31. Juli: Walter Vogt, Schweizer Psychiater und Schriftsteller († 1988)

### August

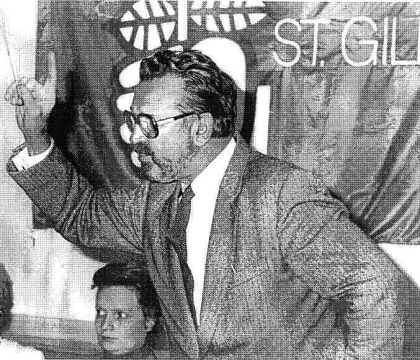
André Cools

- 01. August: André Cools, belgischer sozialistischer Politiker († 1991)
- 01. August: Heinz Peter Kämmerer, deutscher Chirurg († 2017)
- 02. August: Fredrik Bull-Hansen, norwegischer Offizier und Diplomat († 2018)
- 02. August: Ernesto Formenti, italienischer Boxer († 1989)
- 03. August: Elliot Silverstein, US-amerikanischer Filmregisseur († 2023)
- 05. August: Alexandre Gacon, französischer Automobilrennfahrer († 2007)
- 06. August: Inga Landgré, schwedische Schauspielerin († 2023)
- 06. August: Manfred Schubert, deutscher Kabarettist († 2021)
- 07. August: Alfredo Angeli, italienischer Dokumentarfilmer und Filmregisseur († 2005)
- 07. August: George Busbee, amerikanischer Politiker († 2004)
- 07. August: Edwin Edwards, US-amerikanischer Politiker († 2021)
- 08. August: Swjatoslaw Fjodorow, russischer Augenchirurg, Unternehmer und Politiker († 2000)
- 08. August: Giuseppe Moioli, italienischer Ruderer († 2025)
- 09. August: Daniel Keyes, US-amerikanischer Schriftsteller († 2014)
- 09. August: Marvin Minsky, US-amerikanischer Forscher auf dem Gebiet der Künstlichen Intelligenz († 2016)
- 10. August: Mario Abbate, italienischer Sänger und Schauspieler († 1981)
- 10. August: Jean Guichet, französischer Automobilrennfahrer
- 11. August: Jim Doran, US-amerikanischer American-Football-Spieler († 1994)
- 11. August: Raymond Leppard, britischer Dirigent, Komponist und Cembalist († 2019)
- 11. August: Stuart Rosenberg, US-amerikanischer Filmregisseur († 2007)
- 12. August: Bernie Piltch, kanadischer Jazzsaxophonist, -klarinettist und -flötist († 1983)
- 12. August: Porter Wagoner, US-amerikanischer Country-Sänger († 2007)
- 15. August: John Cranko, britischer Tänzer und Choreograf († 1973)
- 15. August: Günter Dohrow, deutscher Leichtathlet und Handballspieler († 2008)
- 15. August: Aké Loba, ivorischer Schriftsteller († 2012)
- 15. August: Karl-Heinz Menke, deutscher Agrar- und Ernährungswissenschaftler († 2025)
- 15. August: Albin Sättler, deutscher Künstler († 1998)
- 16. August: John Henry Barnes, Gründer der christlichen Pfadfinderschaft Royal Rangers († 1989)
- 16. August: Herbert Schäfer, deutscher Fußballtrainer († 1991)
- 16. August: Karl-Heinz Vosgerau, deutscher Schauspieler († 2021)
- 17. August: Sam Butera, US-amerikanischer Saxophonist und Arrangeur († 2009)
- 17. August: F. Ray Keyser, US-amerikanischer Politiker († 2015)
- 18. August: Rosalynn Carter, ehemalige First Lady der Vereinigten Staaten († 2023)
- 18. August: John Rhodes, britischer Automobilrennfahrer
- 19. August: Jim Broyhill, US-amerikanischer Politiker († 2023)
- 19. August: Emil Cimiotti, deutscher Bildhauer († 2019)
- 19. August: L. Q. Jones, US-amerikanischer Schauspieler († 2022)
- 20. August: Anne Edwards, US-amerikanische Schriftstellerin († 2024)
- 21. August: Kazimierz Romaniuk, polnischer römisch-katholischer und Bischof († 2025)
- 22. August: David de Keyser, britischer Schauspieler († 2021)
- 23. August: Bruno Bartholome, deutscher Leichtathlet († 1994)
- 23. August: Dick Bruna, niederländischer Autor, Zeichner und Grafikdesigner († 2017)
- 23. August: Allen Clayton Davis, US-amerikanischer Diplomat († 2025)
- 23. August: Walter Giller, deutscher Schauspieler († 2011)
- 23. August: Hans-Joachim Gottschol, deutscher Unternehmer († 2007)
- 23. August: Allan Kaprow, US-amerikanischer Künstler und Kunsttheoretiker († 2006)
- 23. August: Martial Solal, französischer Jazzpianist († 2024)
- 24. August: Harry Markowitz, US-amerikanischer Ökonom, Nobelpreisträger († 2023)
- 24. August: Wolfgang Troßbach, deutscher Leichtathlet und Fußballtrainer († 2021)
- 25. August: Liselott Linsenhoff, deutsche Dressurreiterin († 1999)
- 24. August: David Wooldridge, britischer Dirigent und Komponist († 1998)
- 25. August: Althea Gibson, US-amerikanische Tennisspielerin († 2003)
- 26. August: Balkrishna Vithaldas Doshi, indischer Architekt († 2023)
- 27. August: Morris Levy, US-amerikanischer Schallplattenempresario († 1990)
- 27. August: Rainer Wolffhardt, deutscher Fernsehregisseur († 2017)
- 28. August: Mort Künstler, US-amerikanischer Illustrator († 2025)
- 29. August: Gerard Gratton, kanadischer Gewichtheber († 1963)
- 29. August: Red Kelly, US-amerikanischer Jazz-Bassist († 2004)
- 29. August: Forrest Westbrook, US-amerikanischer Jazzpianist († 2014)
- 30. August: David Brian Barrett, britischer anglikanischer Priester, evangelischer Missionar, Missionswissenschaftler und Religionssoziologe († 2011)
- 30. August: Bill Daily, US-amerikanischer Komiker und Schauspieler († 2018)
- 30. August: George L. Hersey, US-amerikanischer Kunst- und Architekturhistoriker († 2007)
- 30. August: Piet Kee, niederländischer Organist und Komponist († 2018)
- 31. August: Marianus Arokiasamy, indischer Erzbischof († 2007)

### September
- 01. September: Wolfgang Klafki, deutscher Erziehungswissenschaftler († 2016)

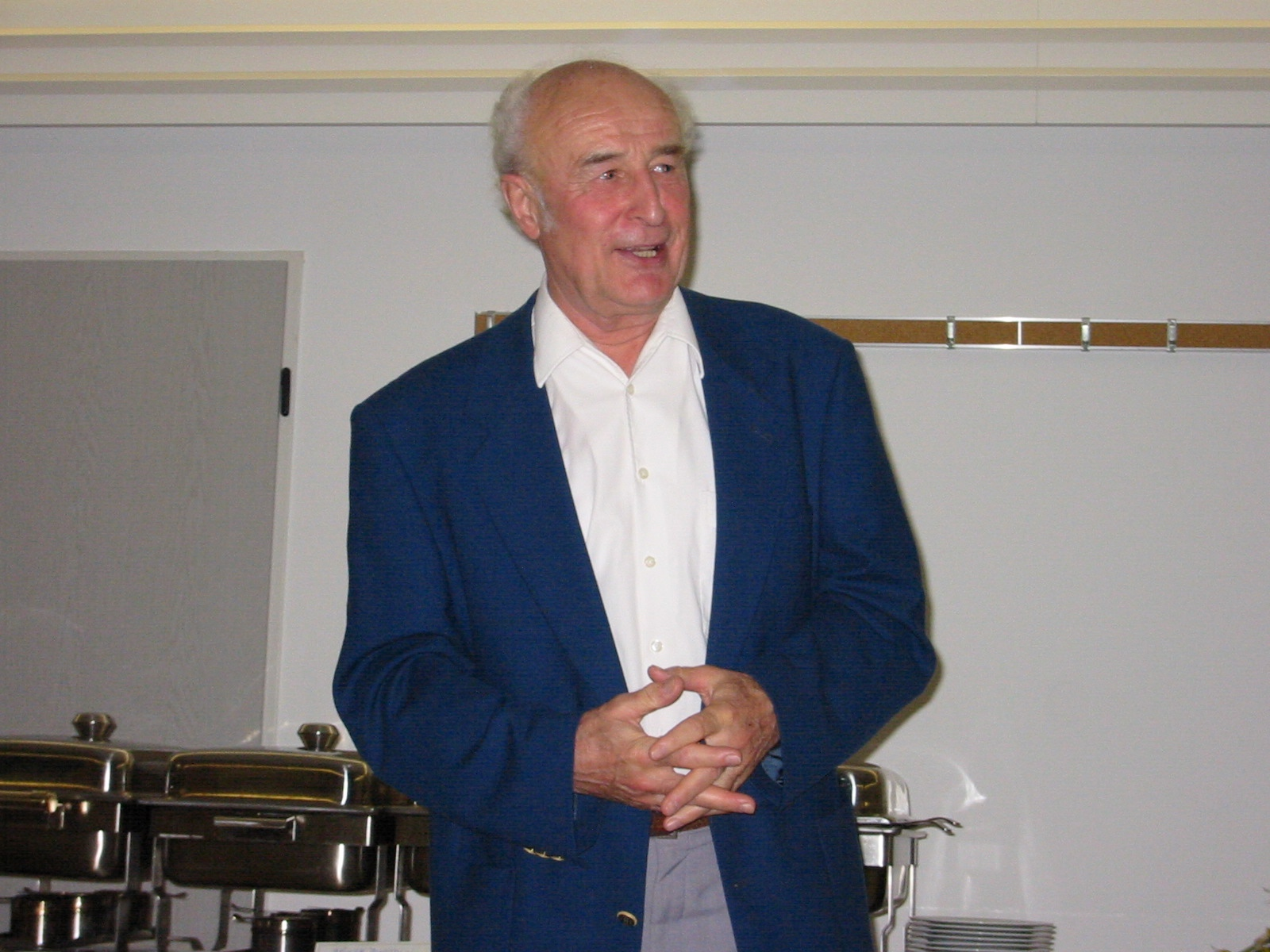
Wolfgang Klafki (2002)

- 01. September: Soshana, österreichische Malerin († 2015)
- 02. September: Francis Matthews, britischer Theater-, Film- und Fernsehschauspieler († 2014)
- 03. September: Aliaksandr Adamowitsch, belarussischer Schriftsteller, Kritiker und Literaturwissenschaftler († 1994)
- 04. September: Ulrich Finckh, deutscher evangelischer Pfarrer († 2019)
- 04. September: John McCarthy, US-amerikanischer Informatiker, Erfinder der Programmiersprache LISP († 2011)
- 04. September: Richard Reich, Schweizer Journalist und Politiker († 1991)
- 04. September: Richard Stearns, US-amerikanischer Segler († 2022)
- 05. September: Dionys Jobst, deutscher Politiker (CSU) und MdB († 2017)
- 05. September: Paul Volcker, US-amerikanischer Ökonom († 2019)
- 07. September: Abram van Heerden, südafrikanischer Leichtathlet († 2021)
- 07. September: Eugen Helmlé, deutscher Schriftsteller und literarischer Übersetzer († 2000)
- 08. September: Gabdulchaj Achatow, russischer Linguist und Turkologist († 1986)
- 08. September: Specs Wright, US-amerikanischer Jazzschlagzeuger († 1963)
- 09. September: Andrei Wladimirowitsch Anikin, russischer Ökonom und Schriftsteller († 2001)
- 09. September: Yusuf Ziya Bahadınlı, türkischer Schriftsteller († 2025)
- 09. September: Elvin Jones, US-amerikanischer Musiker († 2004)
- 10. September: Hans Altenhein, deutscher Verleger
- 10. September: Albert Benz, Schweizer Komponist und Dirigent († 1988)
- 10. September: Gerhard Jahn, deutscher Politiker († 1998)
- 10. September: Johnny Keating, schottischer Jazzmusiker und Orchesterleiter († 2015)
- 11. September: Myrta Silva, puerto-ricanische Sängerin und Komponistin († 1987)
- 11. September: Walter Zeller, deutscher Motorradrennfahrer († 1995)
- 14. September: Markus Egen, deutscher Eishockeyspieler († 2021)
- 14. September: Ari Friðbjörn Guðmundsson, isländischer Schwimmer und Skispringer († 2003)
- 14. September: Edmund Casimir Kardinal Szoka, Erzbischof von Detroit und Kurienkardinal († 2014)
- 15. September: Rudolf Anderson Jr., US-amerikanischer Pilot und Offizier († 1962)
- 15. September: Margaret Keane, US-amerikanische Malerin († 2022)
- 15. September: Eberhard Stüber, österreichischer Biologe
- 16. September: Jan de Vroom, niederländischer Automobilrennfahrer und Unternehmer († 2004)
- 16. September: Peter Falk, US-amerikanischer Schauspieler († 2011)

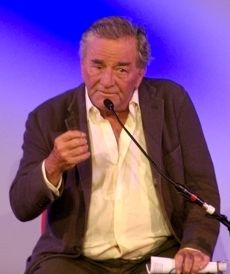
Peter Falk, 2007

- 16. September: Sadako Ogata, japanische UN-Diplomatin und Flüchtlingskommissarin († 2019)
- 17. September: Hein († 2016) & Oss († 2019), deutsche Liedermacher und Sänger
- 18. September: Horst Bräunlich, deutscher Sportjournalist und Radrennfahrer († 2017)
- 18. September: Renate Grosser, deutsche Schauspielerin
- 18. September: Alexander Siebenhaar-Schmidweber, Schweizer Ruderer († 2022)
- 19. September: Harold Brown, US-amerikanischer Atomphysiker und Politiker († 2019)
- 19. September: Karl Gamma, Schweizer Skirennläufer und Sportfunktionär († 2021)
- 19. September: Rosemary Harris, britische Schauspielerin
- 20. September: Peter Borgelt, deutscher Fernseh- und Theaterschauspieler († 1994)
- 20. September: Red Mitchell, US-amerikanischer Jazzbassist († 1992)
- 20. September: Paul-Ernst Strähle, deutscher Unternehmer und Automobilrennfahrer († 2010)
- 20. September: Katharina Tüschen, deutsche Schauspielerin († 2012)
- 21. September: Owen Stuart Aspinall, US-amerikanischer Politiker († 1997)
- 21. September: Michael Kehlmann, österreichischer Regisseur und Schauspieler († 2005)
- 21. September: Manuel Troncoso, dominikanischer Komponist († 2012)
- 22. September: Ernst-Albert Arndt, deutscher Meeresbiologe († 2014)
- 22. September: Gordon Astall, englischer Fußballspieler († 2020)
- 22. September: Herwig Blankertz, deutscher Pädagoge († 1983)
- 22. September: Barbara Cramer-Nauhaus, deutsche Anglistin und Übersetzerin († 2001)
- 23. September: Klaus Heinrich, deutscher Religionswissenschaftler († 2020)
- 23. September: Mighty Joe Young, US-amerikanischer Blues-Gitarrist, Sänger und Songschreiber († 1999)
- 24. September: Hans Derben, deutscher Politiker († 2009)
- 24. September: Arthur Malet, englischer Schauspieler († 2013)
- 24. September: Elisabeth Schindler, österreichische Politikerin († 1997)
- 25. September: Colin Davis, britischer Dirigent († 2013)
- 25. September: Earl Zindars, US-amerikanischer Jazz-Komponist und Percussionist († 2005)
- 26. September: Hans J. Bär, Schweizer Bankier († 2011)
- 26. September: Enzo Bearzot, italienischer Fußballspieler und -trainer († 2010)
- 26. September: Wilhelm Gustav Illbruck, deutscher Unternehmer († 2004)
- 27. September: Robert George Ackman, kanadischer Chemiker und Professor († 2013)
- 27. September: Emmanuel III. Kardinal Delly, chaldäisch-katholischer Patriarch von Babylon († 2014)
- 27. September: Werner Fuchs, deutscher Archäologe († 2016)
- 27. September: Romano Scarpa, italienischer Comiczeichner und -texter († 2005)
- 28. September: Alan Bridges, britischer Regisseur, Schauspieler und Produzent († 2013)
- 28. September: James W. Symington, US-amerikanischer Politiker
- 28. September: Robert Thomas, französischer Schriftsteller († 1989)
- 29. September: Adhemar da Silva, brasilianischer Leichtathlet († 2001)
- 29. September: Sherwood Johnston, US-amerikanischer Automobilrennfahrer († 2000)
- 29. September: Pete McCloskey, US-amerikanischer Politiker († 2024)
- 30. September: Alma von Stockhausen, deutsche Philosophin († 2020)

### Oktober
- 01. Oktober: Tom Bosley, US-amerikanischer Schauspieler († 2010)
- 01. Oktober: Sivaji Ganesan, indischer Filmschauspieler († 2001)
- 02. Oktober: Margot Leonard, deutsche Schauspielerin und Synchronsprecherin († 2014)
- 02. Oktober: Uta Ranke-Heinemann, katholische Theologin und Autorin († 2021) Uta Ranke-Heinemann

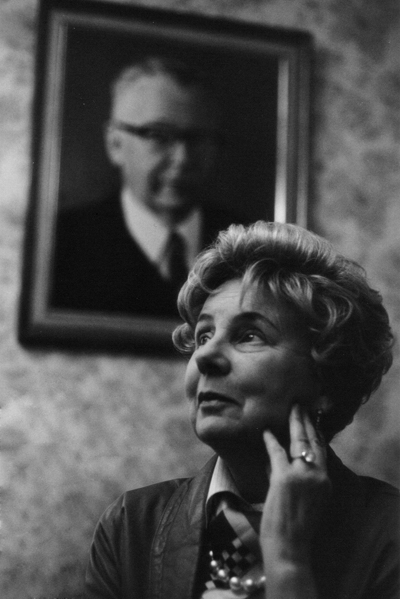
Uta Ranke-Heinemann

- 02. Oktober: Gerhard Steffens, deutscher Politiker (CDU) († 1998)
- 03. Oktober: Hans Edmund Andresen, dänischer Radrennfahrer († 2014)
- 03. Oktober: Kenojuak Ashevak, kanadische Künstlerinnen († 2013)
- 03. Oktober: Bertram Bowyer, 2. Baron Denham, britischer Adliger, Politiker und Schriftsteller († 2021)
- 03. Oktober: Paul Reynard, französisch-US-amerikanischer Maler († 2005)
- 04. Oktober: Karlheinz Blaschke, deutscher Archivar und Historiker († 2020)
- 04. Oktober: Roberto Bussinello, italienischer Automobilrennfahrer († 1999)
- 04. Oktober: Eva Pawlik, österreichische Eiskunstläuferin, Filmschauspielerin und TV-Kommentatorin († 1983)
- 04. Oktober: Wolfgang Schmidt-Futterer, Zivilrichter am Landgericht Mannheim († 1978)
- 05. Oktober: Rolf Herricht, deutscher Schauspieler und Komiker († 1981)
- 06. Oktober: Paul Badura-Skoda, österreichischer Pianist († 2019)
- 07. Oktober: Juan Benet, spanischer Schriftsteller († 1993)
- 07. Oktober: Margret Homeyer, deutsche Schauspielerin († 2018)
- 07. Oktober: Kazimierz Korybutiak, polnischer Pianist und Musikpädagoge
- 07. Oktober: Ronald D. Laing, britischer Psychiater († 1989)
- 07. Oktober: Al Martino, US-amerikanischer Sänger († 2009)
- 08. Oktober: César Milstein, argentinischer Molekularbiologe († 2002)
- 08. Oktober: Abraham Nehmé, syrischer Erzbischof († 2022)
- 08. Oktober: Ivar Stefánsson, isländischer Skilangläufer († 2009)
- 09. Oktober: Wilhelm Ernst, katholischer Moraltheologe († 2001)
- 10. Oktober: Mike Rothschild, US-amerikanischer Automobilrennfahrer († 1997)
- 11. Oktober: Joséphine Charlotte von Belgien, Mutter des Luxemburger Großherzogs Henri († 2005)
- 11. Oktober: Pierre Doukan, französischer Geiger, Komponist und Musikpädagoge († 1995)
- 11. Oktober: William Perry, US-Verteidigungsminister und Verteidigungsexperte
- 12. Oktober: Horst Rudolf Abe, deutscher Medizinhistoriker († 2006)
- 12. Oktober: Wolfgang Kullmann, deutscher Gräzist († 2022)
- 13. Oktober: Rosemarie Isopp, österreichische Radiomoderatorin des ORF († 2019)
- 13. Oktober: Anita Kerr, US-amerikanische Sängerin, Arrangeurin, Komponistin, Dirigentin, Pianistin und Musikproduzentin († 2022)
- 13. Oktober: Friedhart Klix, deutscher Psychologe († 2004)
- 13. Oktober: Lee Konitz, US-amerikanischer Musiker († 2020)
- 13. Oktober: Turgut Özal, türkischer Staats- und Ministerpräsident († 1993)
- 13. Oktober: Benjamin Widom, US-amerikanischer Chemiker und Physiker († 2025)
- 14. Oktober: Johannes Baumgartner, Schweizer Leichtathlet († 2021)
- 14. Oktober: Thomas Luckmann, deutscher Soziologe († 2016)
- 14. Oktober: Roger Moore, britischer Schauspieler († 2017) Roger Moore, 1973

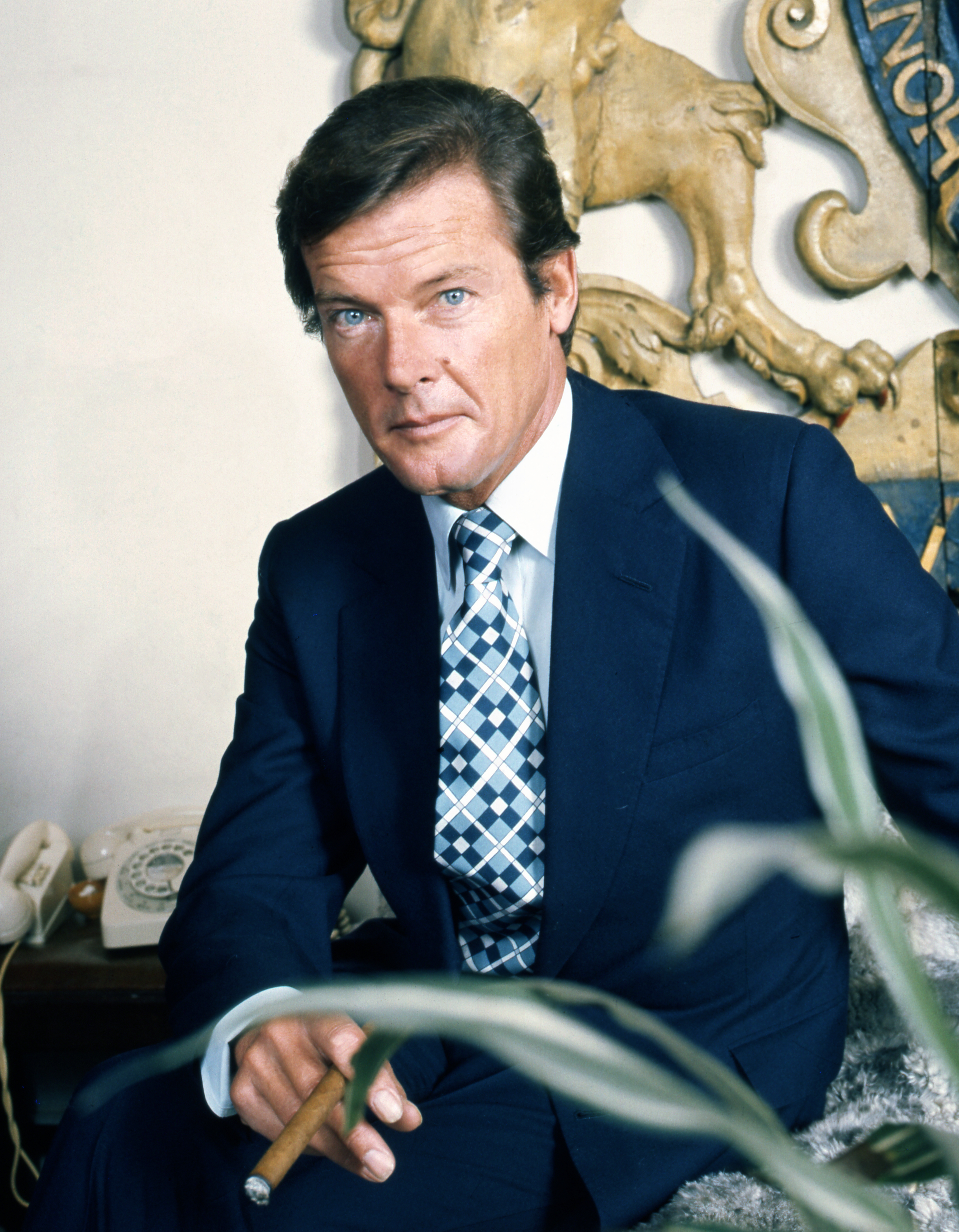
Roger Moore, 1973

- 15. Oktober: Jeannette Charles, britisches Double von Queen Elizabeth II. († 2024)
- 16. Oktober: Günter Grass, deutscher Schriftsteller, Maler und Bildhauer, Literaturnobelpreisträger († 2015) Günter Grass, 2006

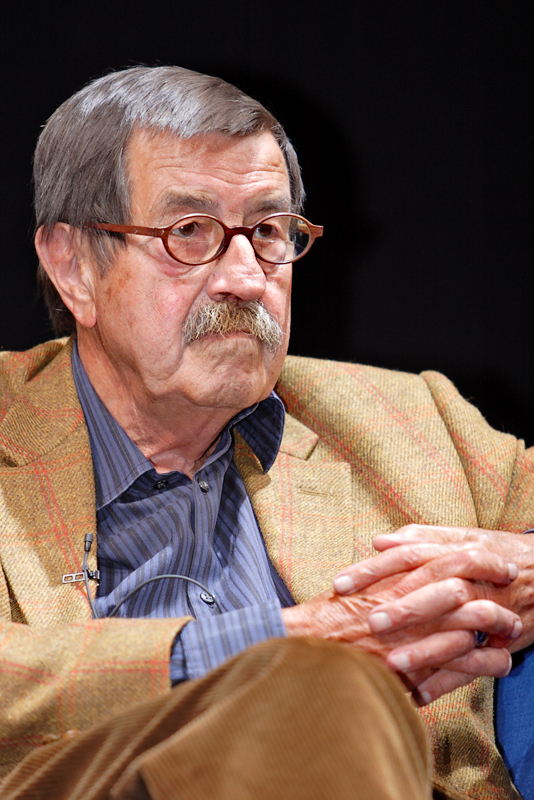
Günter Grass, 2006

- 16. Oktober: Lee Montague, britischer Schauspieler
- 16. Oktober: Rudolf Morsey, deutscher Historiker († 2024)
- 17. Oktober: Friedrich Hirzebruch, deutscher Mathematiker († 2012)
- 18. Oktober: George C. Scott, US-amerikanischer Schauspieler, Regisseur und Produzent († 1999)
- 19. Oktober: Pierre Alechinsky, belgischer Maler
- 19. Oktober: Jean Bastien-Thiry, französischer Oberst und Attentäter († 1963)
- 19. Oktober: Hans Schäfer, deutscher Fußballspieler († 2017)
- 20. Oktober: Werner Kreindl, österreichischer Schauspieler († 1992)
- 20. Oktober: Oskar Pastior, deutscher Schriftsteller († 2006)
- 20. Oktober: Abel Santamaría, kubanischer Revolutionär († 1953)
- 22. Oktober: Bertram Huppert, deutscher Mathematiker († 2023)
- 21. Oktober: Roman Schnur, deutscher Staatsrechtler († 1996)
- 21. Oktober: Howard Zieff, US-amerikanischer Regisseur († 2009)
- 23. Oktober: Hans Batz, deutscher Politiker, MdB († 1986)
- 23. Oktober: Edward Kienholz, US-amerikanischer Objektkünstler († 1994)
- 23. Oktober: Leszek Kołakowski, polnischer Philosoph († 2009)
- 24. Oktober: Domenico Amoroso, italienischer Ordenspriester und Bischof († 1997)
- 24. Oktober: Gilbert Bécaud, französischer Chansonnier († 2001)
- 24. Oktober: Jean-Claude Pascal, französischer Modedesigner, Schauspieler und Sänger († 1992)
- 25. Oktober: Hans Klaas, deutscher Kaufmann und Unternehmer († 2011)
- 25. Oktober: Lawrence Kohlberg, US-amerikanischer Psychologe, Professor für Erziehungswissenschaften († 1987)
- 26. Oktober: Waldemaro Bartolozzi, italienischer Radrennfahrer und Teamleiter († 2020)
- 26. Oktober: Janet Moreau, US-amerikanische Leichtathletin († 2021)
- 27. Oktober: Dominick Argento, US-amerikanischer Komponist und Hochschullehrer († 2019)
- 27. Oktober: Thomas Nipperdey, deutscher Historiker († 1992)
- 27. Oktober: Ferdinand Ranft, deutscher Reiseschriftsteller († 2011)
- 27. Oktober: Hugo Schiltz, belgischer Politiker († 2006)
- 28. Oktober: Cleo Laine, englische Sängerin und Schauspielerin († 2025)
- 28. Oktober: Armando Recio, dominikanischer Sänger
- 29. Oktober: Eberhard Mannschatz, deutscher Pädagoge († 2019)
- 29. Oktober: Frank Sedgman, australischer Tennisspieler
- 30. Oktober: Weldon Rogers, US-amerikanischer Country-, Rockabilly-Musiker und Produzent († 2004)
- 31. Oktober: Ernst Augustin, deutscher Schriftsteller († 2019)

### November
- 01. November: Ľudovít Komadel, tschechoslowakischer Schwimmer und Sportmediziner († 2022)
- 01. November: Marcel Ophüls, deutsch-französischer Filmregisseur († 2025)
- 01. November: Filippo Maria Pandolfi, italienischer Politiker
- 02. November: Steve Ditko, Comiczeichner († 2018)
- 03. November: Zbigniew Cybulski, polnischer Schauspieler († 1967) Zbigniew Cybulski

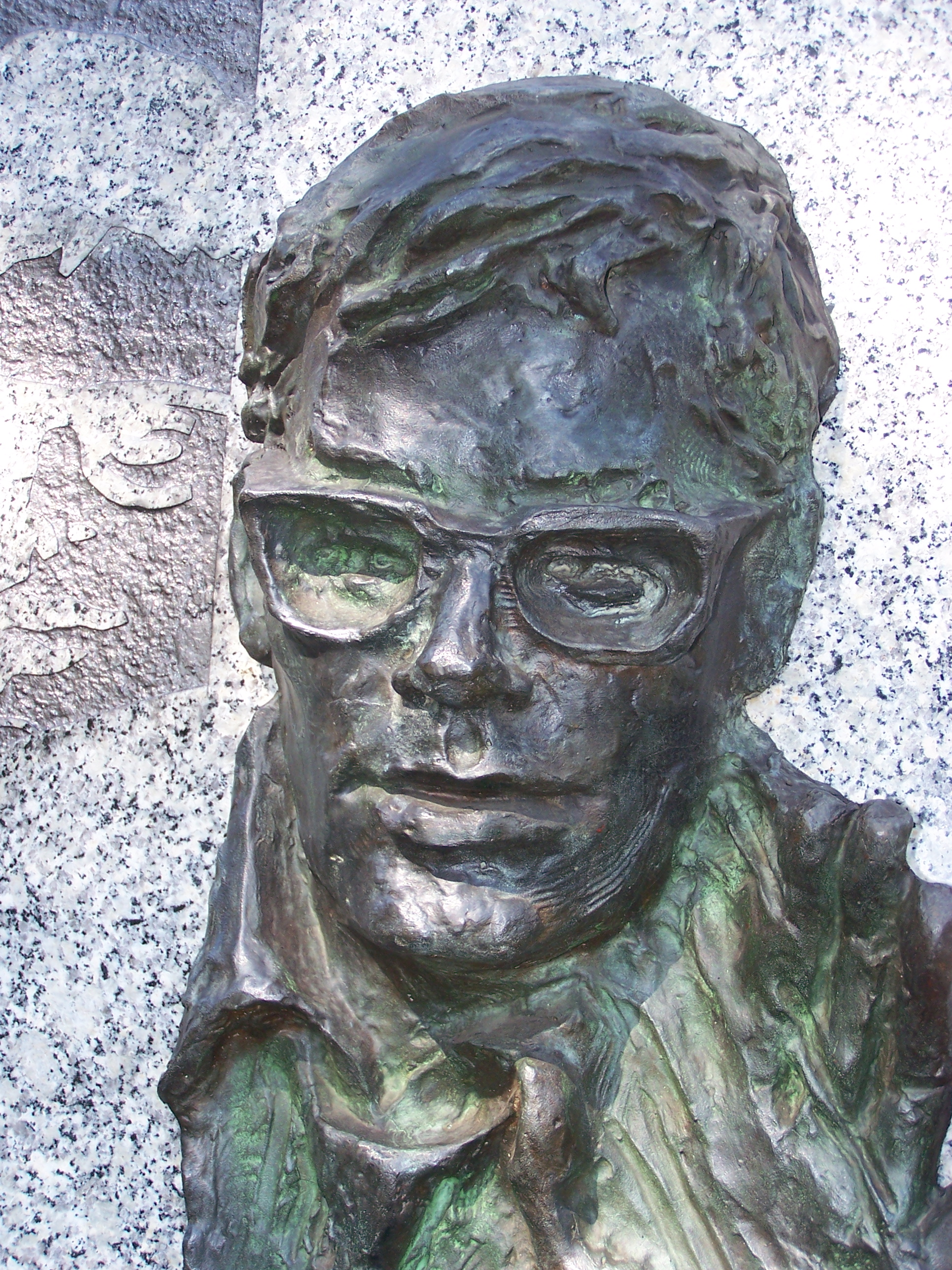
Zbigniew Cybulski

- 03. November: Odvar Nordli, norwegischer sozialdemokratischer Politiker († 2018)
- 04. November: John O’Gorman Arundel, kanadischer Eishockeyspieler († 2002)
- 05. November: Hirotsugu Akaike, japanischer Statistiker († 2009)
- 05. November: Helmut Aßmann, deutscher Automobilrennfahrer († 2010)
- 05. November: Erich Martensen, deutscher Mathematiker († 2025)
- 05. November: Armin Weiß, deutscher Chemiker († 2010)
- 07. November: Claude Storez, französischer Automobilrennfahrer († 1959)
- 07. November: Hiroshi Yamauchi, japanischer Unternehmer († 2013)
- 08. November: Lal Krishna Advani, indischer Politiker
- 08. November: Ken Dodd, britischer Sänger, Schauspieler und Entertainer († 2018)
- 08. November: Nguyễn Khánh, südvietnamesischer General und Politiker († 2013)
- 08. November: Patti Page, US-amerikanische Country- und Pop-Sängerin († 2013)
- 08. November: Jørgen Reenberg, dänischer Schauspieler († 2023)
- 11. November: Mose Allison, US-amerikanischer Jazz-Pianist und Sänger († 2016)
- 11. November: Luigi Malerba, italienischer Schriftsteller und Drehbuchautor († 2008)
- 12. November: Jack Butler, US-amerikanischer American-Football-Spieler und Sport-Scout († 2013)
- 12. November: Yutaka Taniyama, japanischer Mathematiker († 1958)
- 13. November: Tomás Rivera Morales, puerto-ricanischer Komponist, Cuatrospieler und Musikpädagoge († 2001)
- 14. November: Carl Schell, Schweizer Schauspieler († 2019)
- 14. November: McLean Stevenson, US-amerikanischer Schauspieler († 1996)
- 14. November: Narciso Yepes, spanischer klassischer Gitarrist († 1997)
- 15. November: Gerhard Woitzik, deutscher Politiker († 2023)
- 16. November: Robert Butler, US-amerikanischer Regisseur († 2023)
- 16. November: Donald Gehrmann, US-amerikanischer Mittelstreckenläufer († 2022)
- 16. November: Emile Wafflard, belgischer Karambolagespieler und Weltmeister († 1994)
- 17. November: Mohamed Diab al-Attar, ägyptischer Fußballspieler und -schiedsrichter († 2016)
- 17. November: Walter Halbritter, Minister und Leiter des Amtes für Preise in der DDR († 2003)
- 18. November: Liane Augustin, österreichische Sängerin, Diseuse, Schauspielerin und Synchronsprecherin († 1978)
- 18. November: Carmen Delia Dipiní, puerto-ricanische Sängerin († 1998)
- 18. November: Klaus Poche, deutscher Schriftsteller, Drehbuchautor und Illustrator († 2007)
- 19. November: Eddie Garrett, US-amerikanischer Schauspieler († 2010)
- 19. November: Günter Kallmann, deutscher Chorleiter, Sänger und Komponist († 2016)
- 20. November: Miriam Akavia, israelische Schriftstellerin und Übersetzerin († 2015) Miriam Akavia, 2008

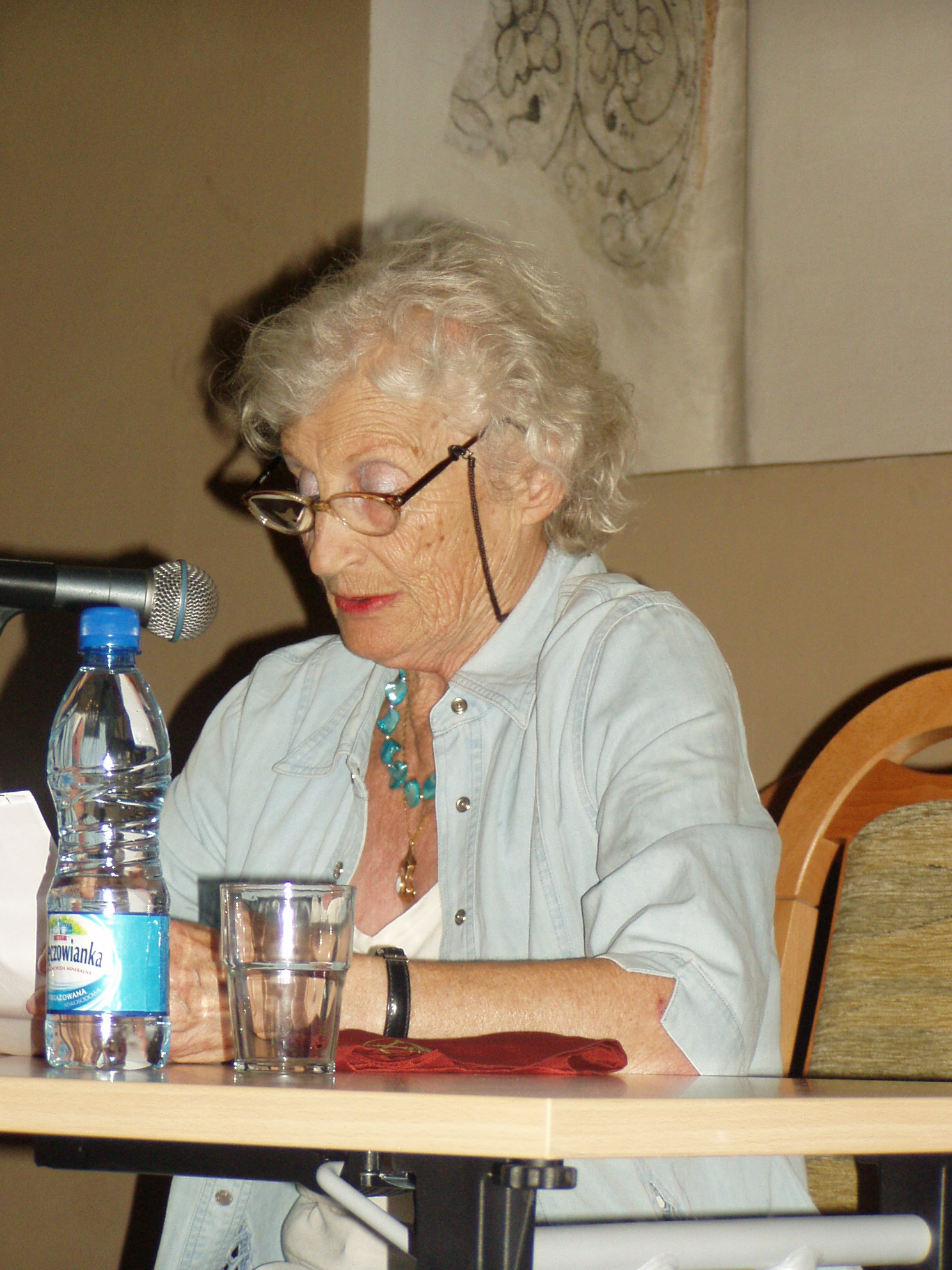
Miriam Akavia, 2008

- 20. November: Estelle Parsons, US-amerikanische Schauspielerin
- 21. November: Tamara Nossowa, sowjetische bzw. russische Schauspielerin († 2007)
- 21. November: Theodor Puff, deutscher Fußballspieler († 1999)
- 21. November: Barbara Rütting, deutsche Schauspielerin, Autorin und Politikerin († 2020)
- 22. November: Jimmy Knepper, US-amerikanischer Jazz-Posaunist († 2003)
- 23. November: Angelo Sodano, italienischer Kardinaldekan, Kardinalstaatssekretär († 2022) Angelo Sodano, 2006

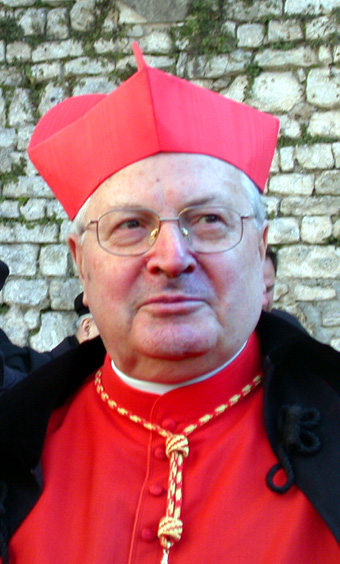
Angelo Sodano, 2006

- 24. November: Emma Lou Diemer, US-amerikanischer Komponistin und Professorin († 2024)
- 24. November: Ahmadou Kourouma, ivorischer Schriftsteller († 2003)
- 24. November: Wolfgang Ecke, deutscher Schriftsteller († 1983)
- 25. November: Werner Biel, deutscher Ruderer († 2006)
- 25. November: Wolfgang Rolly, Weihbischof von Mainz und Titularbischof von Taborenta († 2008)
- 26. November: Shūhei Fujisawa, japanischer Schriftsteller († 1997)
- 27. November: Peter Lilienthal, deutscher Regisseur und Drehbuchautor († 2023)
- 27. November: Barthel Schink, Widerstandskämpfer gegen den Nationalsozialismus († 1944)
- 27. November: William E. Simon, US-amerikanischer Geschäftsmann und Politiker († 2000)
- 28. November: Abdul Halim Mu’adzam Shah ibni Sultan Badlishah, malaysischer König († 2017)
- 28. November: Paulino Fernandes Madeca, angolanischer, römisch-katholischer Bischof († 2008)
- 29. November: Günter Rohrmoser, deutscher Sozialphilosoph († 2008)
- 30. November: Martha Chase, US-amerikanische Forscherin († 2003)
- 30. November: Robert Guillaume, US-amerikanischer Schauspieler († 2017)
- 30. November: Jack Metcalf, US-amerikanischer Politiker († 2007)

### Dezember
- 01. Dezember: Dick Guldstrand, US-amerikanischer Unternehmer und Automobilrennfahrer († 2015)
- 01. Dezember: Jürgen Westphal, deutscher Politiker Jürgen Westphal, 1979

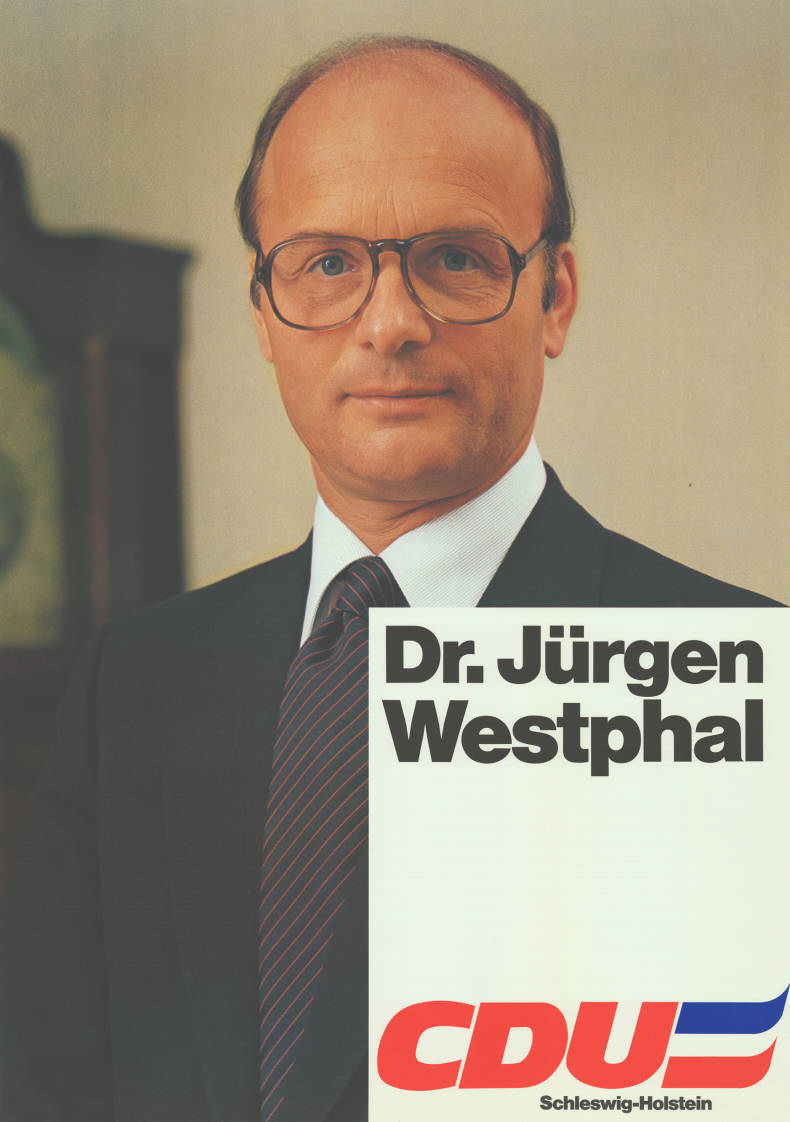
Jürgen Westphal, 1979

- 02. Dezember: Benjamin Maxwell Acton, australischer Eishockeyspieler († 2020)
- 02. Dezember: Ghasisa Schubanowa, kasachische Komponistin († 1993)
- 03. Dezember: Janusz Dolny, polnischer Pianist und Musikpädagoge († 2008)
- 03. Dezember: Andy Williams, US-amerikanischer Popsänger und Entertainer († 2012)
- 04. Dezember: Werner von Aesch, Schweizer Kabarettist († 2008)
- 04. Dezember: Gerhard Arnold, deutscher Politiker († 1984)
- 04. Dezember: Gaetana Aulenti, italienische Architektin, Innenarchitektin, Gestalterin und Architekturtheoretikerin († 2012)
- 04. Dezember: William Labov, US-amerikanischer Sprachwissenschaftler († 2024)
- 04. Dezember: Rafael Sánchez Ferlosio, spanischer Schriftsteller († 2019)
- 04. Dezember: Leopold Wagner, österreichischer Politiker († 2008)
- 05. Dezember: Willi Betz, deutscher Fuhrunternehmer († 2015)
- 05. Dezember: Bhumibol Adulyadej (Rama IX.), König von Thailand seit 1946 († 2016) Bhumibol Adulyadej, 2010

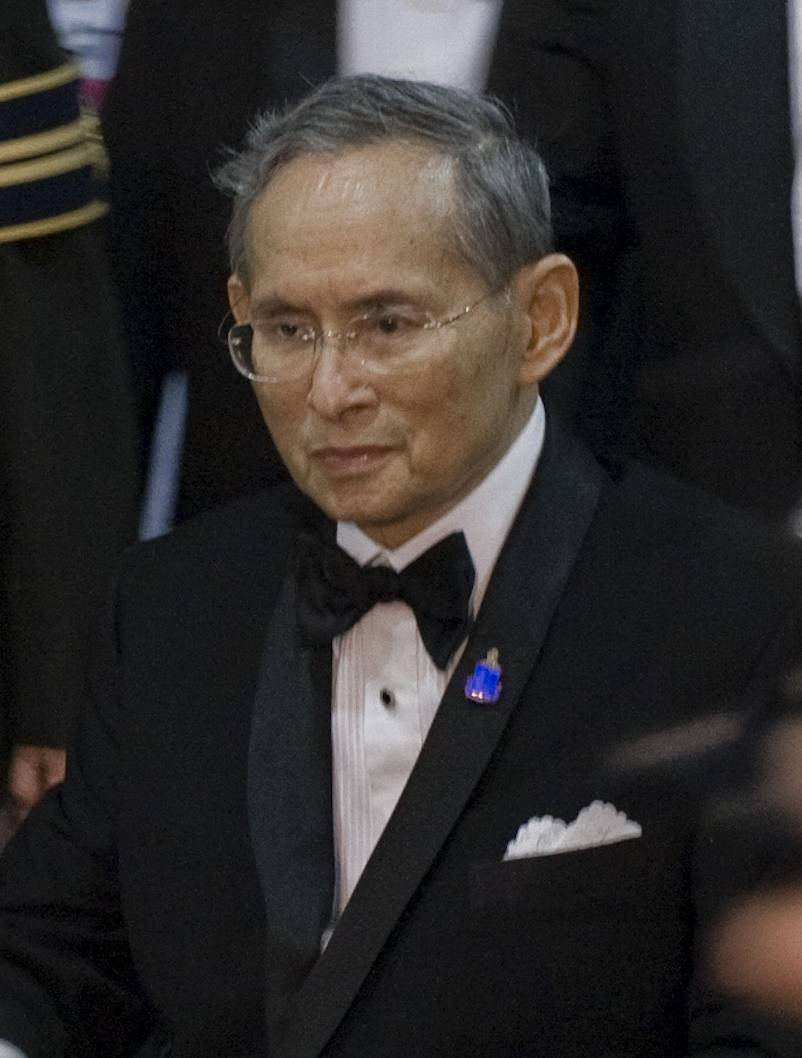
Bhumibol Adulyadej, 2010

- 05. Dezember: Anton Jaumann, deutscher Politiker und Wirtschaftsminister († 1994)
- 06. Dezember: Ken Blaiklock, britischer Geodät und Polarforscher († 2020)
- 06. Dezember: Sergio Corbucci, italienischer Filmregisseur († 1990)
- 06. Dezember: Alfred Dick, deutscher Politiker und Umweltminister († 2005)
- 07. Dezember: Heinz-Werner Baer, deutscher Pädagoge und Naturwissenschaftler († 2009)
- 07. Dezember: Jorge Fontenla, argentinischer Pianist, Dirigent und Komponist († 2016)
- 07. Dezember: José Ivo Lorscheiter, brasilianischer Bischof († 2007)
- 08. Dezember: Wolfgang Hempel, deutscher Sportjournalist und -reporter († 2004)
- 08. Dezember: Niklas Luhmann, deutscher Soziologe († 1998)
- 09. Dezember: Karin Andersen, deutsche Schauspielerin († 2013)
- 10. Dezember: Klaus Hafner, deutscher Chemiker († 2021)
- 11. Dezember: Friedrich G. Beckhaus, deutscher Schauspieler
- 11. Dezember: Dovima, US-amerikanisches Fotomodell († 1990)
- 11. Dezember: Stein Eriksen, norwegischer Skifahrer († 2015)
- 11. Dezember: Lloyd Meeds, US-amerikanischer Politiker († 2005)
- 11. Dezember: Heinz Florian Oertel, deutscher Sportreporter, Journalist, Moderator und Schauspieler der DDR († 2023)
- 12. Dezember: Dennis Herrold, US-amerikanischer Rockabilly-Musiker († 2002)
- 12. Dezember: Robert Noyce, gilt als Erfinder der integrierten Schaltung († 1990)
- 13. Dezember: Geneviève Page, französische Schauspielerin († 2025)
- 14. Dezember: Adrian Burk, US-amerikanischer American-Football-Spieler († 2003)
- 14. Dezember: Dagmar Glaser-Lauermann, deutsche Malerin
- 14. Dezember: Giwi Margwelaschwili, deutsch-georgischer Schriftsteller und Philosoph († 2020)
- 14. Dezember: Günter Särchen, deutscher katholischer Sozialpädagoge († 2004)
- 15. Dezember: William MacKey, US-amerikanischer Automobilrennfahrer († 1951)
- 16. Dezember: Helmut Klingen, deutscher Mathematiker († 2017)
- 17. Dezember: Richard Long, US-amerikanischer Schauspieler († 1974)
- 18. Dezember: Ramsey Clark, US-amerikanischer Jurist und Politiker († 2021)
- 18. Dezember: Hans Riexinger, deutscher Heimatforscher († 2019)
- 18. Dezember: Wolfgang Schleidt, Forscher auf dem Gebiet der Verhaltensbiologie
- 19. Dezember: James Booth, englischer Schauspieler († 2005)
- 19. Dezember: Paul Guers, französischer Schauspieler († 2016)
- 20. Dezember: Kim Young-sam, südkoreanischer Politiker († 2015)
- 20. Dezember: Christopher Knopf, US-amerikanischer Drehbuchautor († 2019)
- 20. Dezember: Edward Shaske, kanadischer Sportschütze († 2021)
- 21. Dezember: Ogawa Kunio, japanischer Schriftsteller († 2008)
- 22. Dezember: Ferdinand Zechmeister österreichischer Fußballspieler († 1998)
- 24. Dezember: Mary Higgins Clark, US-amerikanische Autorin von Kriminalromanen († 2020)
- 24. Dezember: Angelika Schrobsdorff, deutsche Schriftstellerin († 2016)
- 24. Dezember: Victor Sillon, französischer Leichtathlet († 2021)
- 24. Dezember: Eugen Thomass, deutscher Filmkomponist († 2009)
- 25. Dezember: Ernie Andrews, US-amerikanischer Blues- und Jazzsänger († 2022)
- 25. Dezember: Gerhard Holtz-Baumert, deutscher Schriftsteller († 1996)
- 25. Dezember: Rudi Georgi, Wirtschaftsfunktionär der DDR († 2020)
- 25. Dezember: Alan King, US-amerikanischer Schauspieler († 2004)
- 25. Dezember: Ram Narayan, indischer Sarangispieler († 2024)
- 26. Dezember: Vasile Arvinte, rumänischer Romanist und Rumänist († 2011)
- 26. Dezember: Akihiko Hirata, japanischer Schauspieler († 1984)
- 26. Dezember: Denis Quilley, britischer Schauspieler und Sänger († 2003)
- 26. Dezember: Ingo Schubert, deutscher Arzt, Hochschullehrer und Politiker († 1999)
- 27. Dezember: Hermann Ansorge, deutscher Agrikulturchemiker († 2010)
- 27. Dezember: Anne Legendre Armstrong, US-amerikanische Diplomatin und Politikerin († 2008)
- 27. Dezember: Bill Crow, US-amerikanischer Jazzbassist
- 27. Dezember: Wolf-Dietrich Großer, deutscher Politiker († 2016)
- 27. Dezember: Stefan Knafl, österreichischer Politiker († 2005)
- 28. Dezember: Edward Babiuch, polnischer Politiker, Ministerpräsident von Polen im Jahre 1980 († 2021)
- 28. Dezember: Gustave Gosselin, belgischer Automobilrennfahrer († 1986)
- 28. Dezember: Raimundo Revoredo Ruiz, peruanischer römisch-katholischer Ordensgeistlicher († 2021)
- 29. Dezember: Giorgio Capitani, italienischer Filmregisseur († 2017)
- 29. Dezember: Andy Stanfield, US-amerikanischer Leichtathlet und Olympiasieger († 1985)
- 30. Dezember: Robert Hossein, französischer Schauspieler und Regisseur († 2020)
- 30. Dezember: Hamed Karoui, tunesischer Politiker und Premierminister von Tunesien († 2020)
- 31. Dezember: Dieter Noll, deutscher Schriftsteller († 2008)

### Genaues Geburtsdatum unbekannt
- Nesmith Cornett Ankeny, US-amerikanischer Mathematiker († 1993)
- Issam al-Attar, syrischer Muslimbruder († 2024)
- Martin Canin, US-amerikanischer Maler († 2000)
- Ursula Gerstel, deutsche Schauspielerin, Synchron- und Hörspielsprecherin
- Karl Hofmann, deutscher Motorradrennfahrer († 1978)
- Hanna Jäger, deutsche Malerin, Licht- und Installationskünstlerin († 2014)
- Hermann Schäfer, deutscher Komponist, Musikpädagoge und -wissenschaftler († 2009)
- Jerzy Zgodziński, polnischer Perkussionist und Musikpädagoge († 1996)

## Gestorben

### Januar/Februar

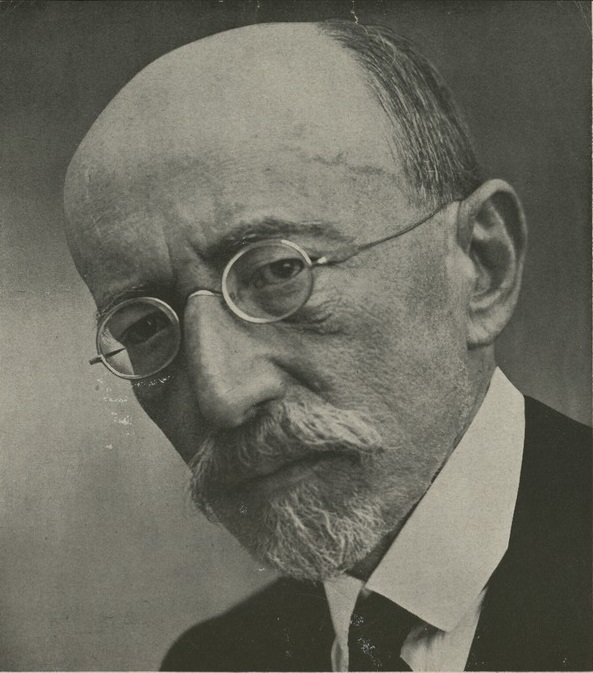
Ascher Hirsch Ginsberg

- 02. Januar: Ascher Hirsch Ginsberg, zionistischer Aktivist, Journalist und Hauptvertreter des Kultur-Zionismus (* 1856)
- 02. Januar: Maria Chéliga-Loevy, polnisch-französische Schriftstellerin und Feministin (* 1854)
- 03. Januar: Carl Runge, deutscher Mathematiker (* 1856)
- 09. Januar: Houston Stewart Chamberlain, englisch-deutscher Schriftsteller und Kulturphilosoph (* 1855)
- 09. Januar: Percival W. Clement, US-amerikanischer Politiker (* 1846)
- 12. Januar: Hermann von Tappeiner, österreichischer Mediziner und Pharmakologe (* 1847)
- 15. Januar: Dawid Janowski, polnischer Schachspieler (* 1868)
- 15. Januar: David Rowland Francis, US-amerikanischer Politiker (* 1850)
- 17. Januar: Juliette Gordon Low, Gründerin der Girl Scouts of the USA (* 1860)
- 18. Januar: Otto Wiener, deutscher Physiker (* 1862)
- 23. Januar: Hilma Kristina Elisabet Angered-Strandberg, schwedische Schriftstellerin (* 1855)
- 26. Januar: Lyman J. Gage, US-amerikanischer Politiker (* 1836)
- 01. Februar: Heinrich Heß, deutscher Beamter, Heimatforscher und Politiker (* 1844)

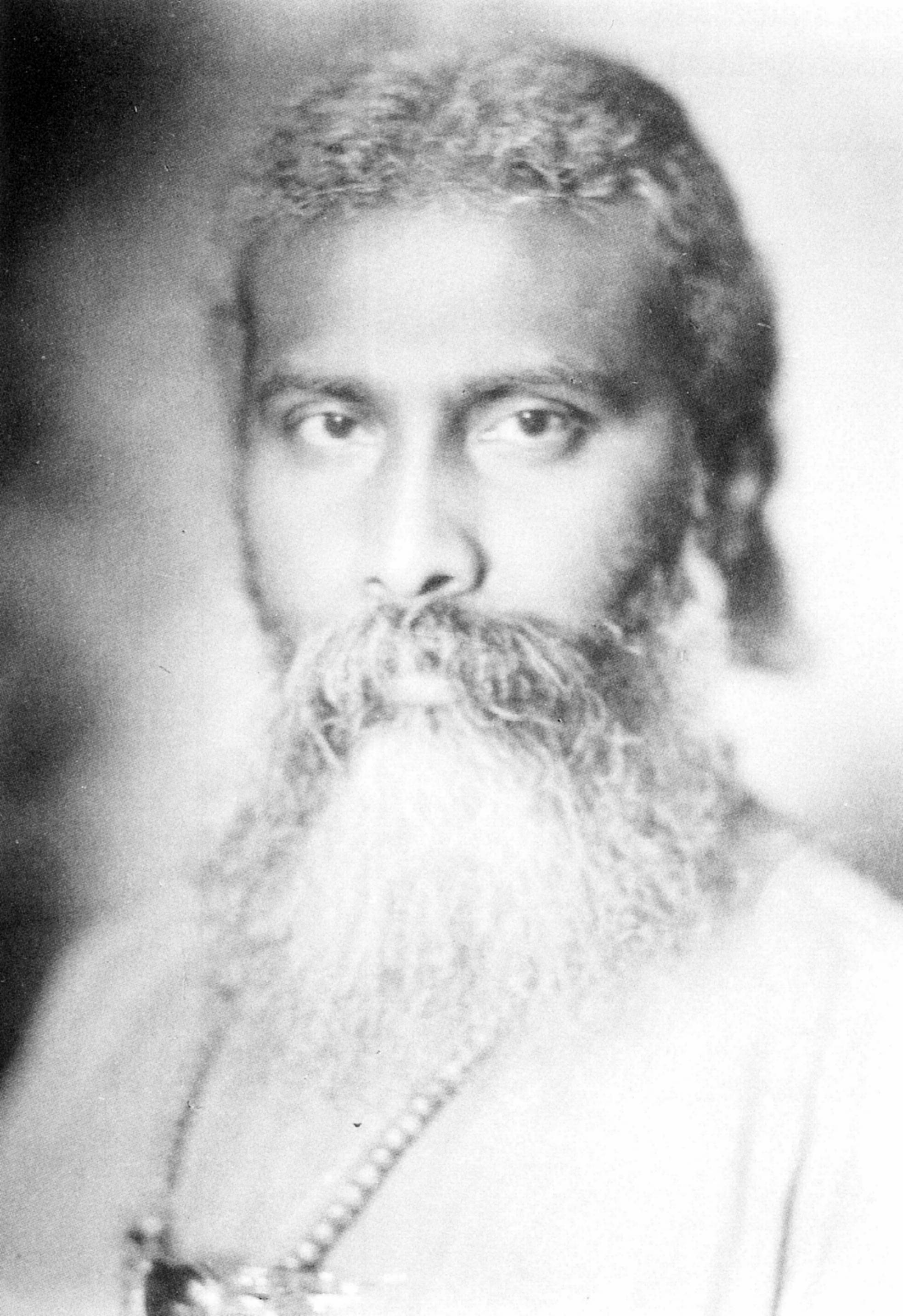
Hazrat Inayat Khan, um 1920

- 05. Februar: Hazrat Inayat Khan, indischer Sufi, Gründer des „Sufi Order International“ und „International Sufi Movement“ (* 1882)
- 07. Februar: Walter Guion, US-amerikanischer Jurist und Politiker (* 1849)
- 07. Februar: Myfit Bey Libohova, albanischer Politiker (* 1876)
- 08. Februar: Heinrich Braun, deutscher sozialdemokratischer Politiker und Publizist (* 1854)
- 11. Februar: Wilhelm Bader sen., deutscher Orgelbauer (* 1846)
- 12. Februar: Agnes Karll, Reformerin der deutschen Krankenpflege (* 1868)
- 13. Februar: Brooks Adams, US-amerikanischer Historiker (* 1848)
- 16. Februar: Otto Keller, deutscher Altphilologe (* 1838)
- 18. Februar: Paul Steindorff, US-amerikanischer Dirigent (* 1864)
- 19. Februar: Georg Brandes, dänischer Schriftsteller (* 1842)
- 19. Februar: Robert Fuchs, österreichischer Komponist (* 1847)
- 20. Februar: Willard Saulsbury Jr., US-amerikanischer Politiker (* 1861)
- 22. Februar: Judson Harmon, US-amerikanischer Politiker (* 1846)
- 25. Februar: David Baird, US-amerikanischer Politiker (* 1839)
- 25. Februar: Luise Gerbing, deutsche Heimatforscherin (* 1855)

### März/April

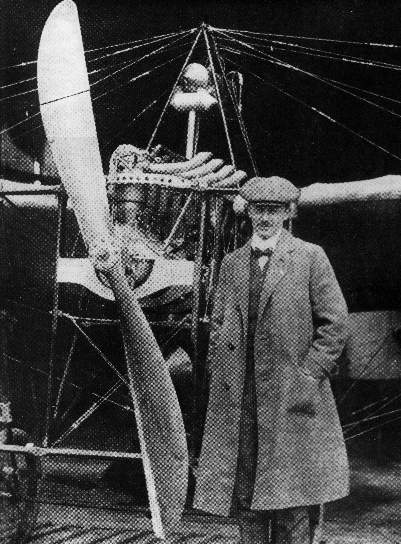
Jan Kašpar

- 02. März: Jan Kašpar, tschechischer Ingenieur und erster Flugzeugkonstrukteur und Pilot in Tschechien (* 1883)
- 02. März: Marie Lipsius, deutsche Schriftstellerin und Musikhistorikerin (* 1837)
- 03. März: Michail Arzybaschew, russischer Schriftsteller (* 1878)
- 04. März: Romain-Octave Pelletier, kanadischer Organist und Komponist (* 1843)
- 08. März: Babette von Bülow, deutsche Schriftstellerin (* 1850)
- 12. März: Georges Docquois, französischer Schriftsteller (* 1863)
- 12. März: Walter Henry Rothwell, englischer Dirigent (* 1872)
- 14. März: Helene Jacobsen, dänische Lithografin und Malerin (* 1888)
- 20. März: George Wellington, US-amerikanischer Politiker (* 1852)
- 27. März: Ernst Müller, Schweizer evangelischer Geistlicher und Bühnenautor (* 1849)
- 28. März: Hermann Ernst Ludwig Viktor Ambronn, deutscher Botaniker und Physiker (* 1856)
- 29. März: Besarion Chelaia, georgischer Geistlicher (* 1861)
- 30. März: Charles Flohot, französischer Automobilrennfahrer (* 1888)
- 30. März: Ladislas Lazaro, US-amerikanischer Politiker (* 1872)
- 31. März: Kang Youwei, chinesischer Reformer, Pädagoge und Philosoph (* 1858)
- 04. April: Vincent Drucci, US-amerikanischer Mafioso (* 1901)
- 04. April: Albert Van Coile, belgischer Fußballspieler (* 1900)
- 21. April: Hugo Schuchardt, deutscher Romanist (* 1842)
- 21. April: Ernst Wasserzieher, deutscher Etymologe (* 1860)
- 26. April: Edward T. Lewis, US-amerikanischer Politiker (* 1834)
- 28. April: Maria Janitschek, österreichische Schriftstellerin (* 1859)
- 29. April: Rachel Beer, britische Journalistin, Redakteurin und Zeitungsverlegerin (* 1858)

### Mai/Juni

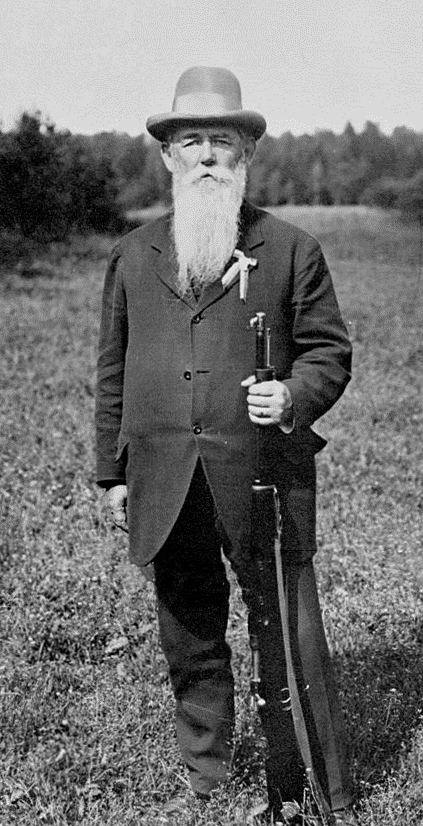
Oscar Swahn, 1912

- 01. Mai: Oscar Swahn, schwedischer Sportschütze und ältester Olympiasieger aller Zeiten (* 1847)
- 03. Mai: David Alfonso Arellano Mayorga, chilenischer Fußballspieler (* 1902)
- 08. Mai: Nathan Stein, deutscher Richter, erster jüdischer Gerichtspräsident (* 1857)
- 11. Mai: Juan Gris, spanisch-französischer Maler des Kubismus (* 1887)
- 13. Mai: Stine Andresen, deutsche Schriftstellerin (* 1849)
- 15. Mai: Mario Saetti, italienischer Motorrad- und Automobilrennfahrer (* 1902)
- 23. Mai: Wilhelm Ahrens, deutscher Mathematiker und Schriftsteller (* 1872)
- 26. Mai: Boris Michailowitsch Kustodijew, russischer bzw. sowjetischer Maler (* 1878)
- 30. Mai: Vincenzo Cerulli, italienischer Astronom (* 1859)
- 30. Mai: Arnold Niggli, Schweizerischer Musikhistoriker und -kritiker (* 1843)
- 02. Juni: Friedrich Hegar, schweizerischer Komponist und Dirigent (* 1841)
- 02. Juni: Hüseyin Avni Lifij, osmanisch-türkischer Maler (* 1886)
- 04. Juni: Foster MacGowan Voorhees, US-amerikanischer Politiker (* 1856)
- 05. Juni: Victor Attinger, schweizerischer Fotograf und Verleger (* 1856)
- 07. Juni: Archie Birkin, britischer Motorradrennfahrer (* 1905)
- 09. Juni: Victoria Claflin Woodhull Martin, US-amerikanische Frauenrechtlerin (* 1838)
- 10. Juni: Wilhelm Bode, deutscher evangelischer Pfarrer, Genossenschaftsgründer, Naturschützer, als Heidepastor bekannt (* 1860)
- 10. Juni: Paul Werner, deutscher Politiker (* 1848)
- 11. Juni: Ernst Moser, deutscher Schriftsteller und Buchhändler (* 1863)
- 14. Juni: Jerome K. Jerome, britischer Schriftsteller (* 1859)
- 14. Juni: William Carey Jones, US-amerikanischer Politiker (* 1855)
- 15. Juni: Sophie von Adelung, deutsche Schriftstellerin und Malerin (* 1850)
- 15. Juni: Ottavio Bottecchia, italienischer Radrennfahrer (* 1894)
- 15. Juni: William Joseph Deboe, US-amerikanischer Politiker (* 1849)
- 25. Juni: Heinrich Schenck, deutscher Botaniker (* 1860)

### Juli/August
- 01. Juli: Charles W. Gates, US-amerikanischer Politiker (* 1856)
- 02. Juli: Joseph Gaudentius Anderson, US-amerikanischer Weihbischof (* 1865)
- 03. Juli: Gérard de Courcelles, französischer Automobilrennfahrer (* 1889)

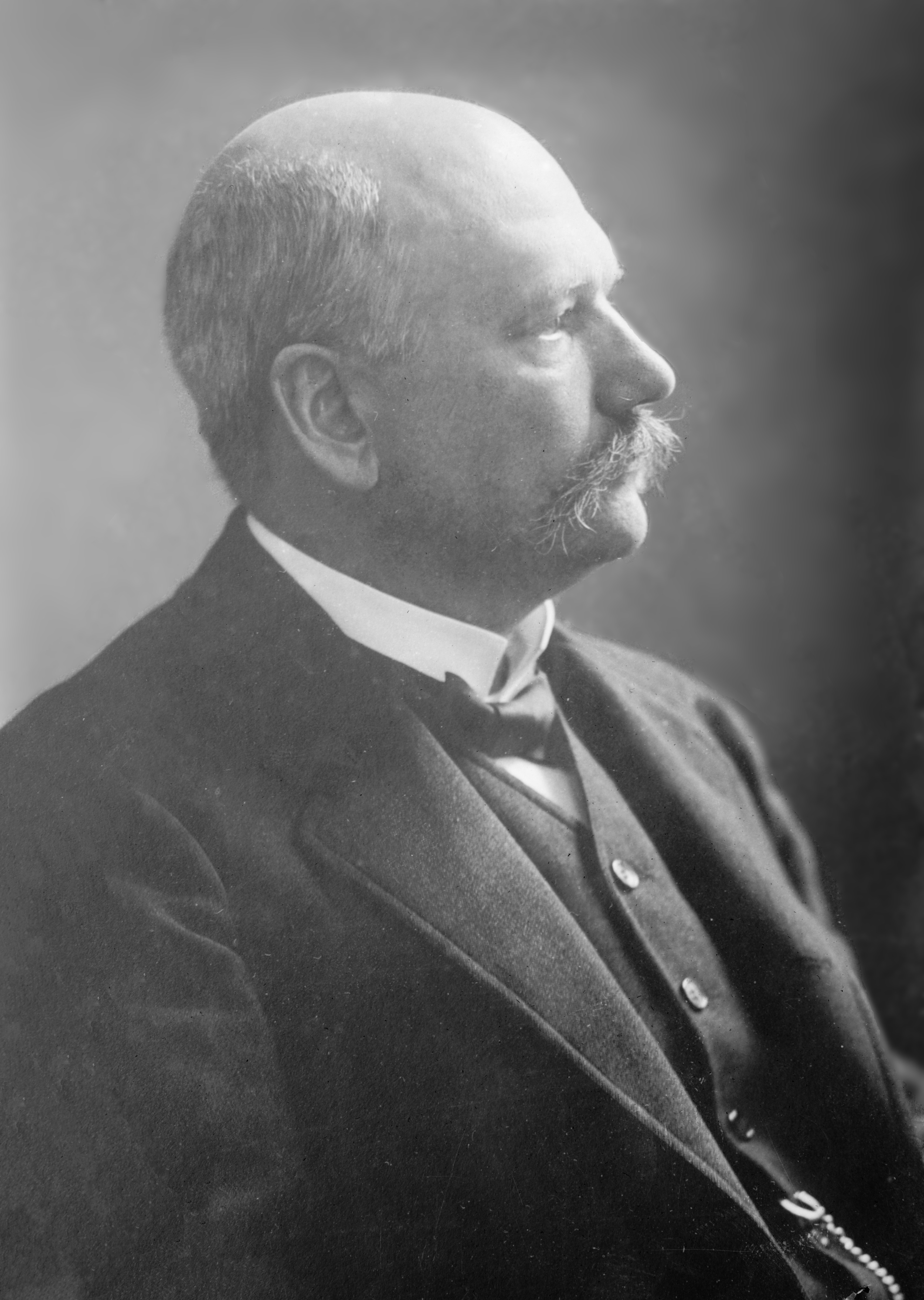
Albrecht Kossel

- 05. Juli: Albrecht Kossel, deutscher Mediziner und Physiologe (* 1853)
- 06. Juli: Wilhelm Blos, deutscher Journalist, Schriftsteller und Politiker (* 1849)
- 07. Juli: Magnus Gösta Mittag-Leffler, schwedischer Mathematiker (* 1846)
- 10. Juli: Louise Abbéma, französische Malerin (* 1853)
- 10. Juli: François Besson, Schweizer Landwirt und Politiker (* 1859)
- 10. Juli: Emil Günter, Schweizer Unternehmer, Politiker und Autor (* 1853)
- 13. Juli: Marcel Michelot, französischer Automobilrennfahrer (* 1892)
- 14. Juli: Fritz Hofmann, deutscher Leichtathlet (* 1871)
- 15. Juli: Paul Bäumer, deutscher Pilot und Jagdflieger im Ersten Weltkrieg (* 1896)
- 15. Juli: Constance Markiewicz, irische Freiheitskämpferin, Ministerin (* 1868)
- 17. Juli: Luise Adolpha Le Beau, deutsche Pianistin und Komponistin (* 1850)
- 18. Juli: Wassili Dmitrijewitsch Polenow, russischer Maler und Pädagoge (* 1844)
- 20. Juli: Ferdinand I., rumänischer König (* 1865)
- 23. Juli: Arthur Hoffmann, Schweizer Politiker (* 1857)
- 24. Juli: Akutagawa Ryūnosuke, japanischer Schriftsteller (* 1892)
- 30. Juli: James Emman Kwegyir Aggrey, ghanaischer Lehrer und Missionar (* 1875)
- 30. Juli: Robert de Flers, französischer Dramatiker und Journalist (* 1872)
- 30. Juli: Ernst Koerner, deutscher Maler (* 1846)
- 03. August: Emil Ferdinand Fehling, Lübecker Bürgermeister (* 1847)
- 04. August: Eugène Atget, französischer Fotograf (* 1857)

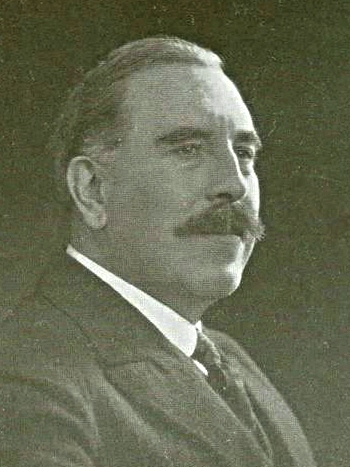
Joseph O’Mara

- 05. August: Joseph O’Mara, irischer Operntenor (* 1864)
- 07. August: Kirellos V., Papst von Alexandrien und Patriarch des Stuhles vom Heiligen Markus (* 1831)
- 11. August: Koizumi Chikashi, japanischer Lyriker (* 1886)
- 11. August: Hermann Sökeland, deutscher Museumsdirektor (* 1848)
- 12. August: Carl Pulfrich, Physiker und Optiker (* 1858)
- 13. August: Hermann Abert, deutscher Musikgelehrter (* 1871)
- 13. August: James Oliver Curwood, US-amerikanischer Schriftsteller (* 1878)
- 13. August: Árpád Doppler, ungarisch-deutscher Komponist (* 1857)
- 17. August: John Oliver, kanadischer Politiker (* 1856)
- 18. August: Johannes Theodor Baargeld, deutscher Autor und Publizist (* 1892)
- 25. August: Elisabeth Aspe, estnische Schriftstellerin (* 1860)
- 31. August: Andranik Ozanian, armenischer General und Freiheitskämpfer (* 1865)

### September/Oktober

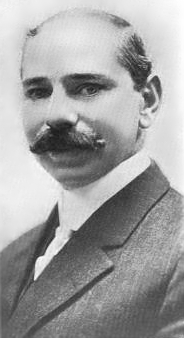
Marcus Loew, 1910

- 05. September: Marcus Loew: US-amerikanischer Pionier der Filmindustrie (* 1870)
- 12. September: Walter Oskar Ernst Amelung, deutscher klassischer Archäologe (* 1865)
- 14. September: Hugo Ball, deutscher Autor und Biograf (* 1886)
- 14. September: Isadora Duncan, US-amerikanische Tänzerin (* 1877)
- 16. September: Max von Gruber, österreichischer Mediziner und Begründer der modernen Hygiene (* 1853)
- 16. September: James H. Higgins, US-amerikanischer Politiker (* 1876)
- 18. September: Charles R. Miller, US-amerikanischer Politiker (* 1857)
- 19. September: Michael Ancher, dänischer Maler (* 1849)
- 26. September: Arthur Trebitsch, österreichischer Schriftsteller und Philosoph (* 1880)

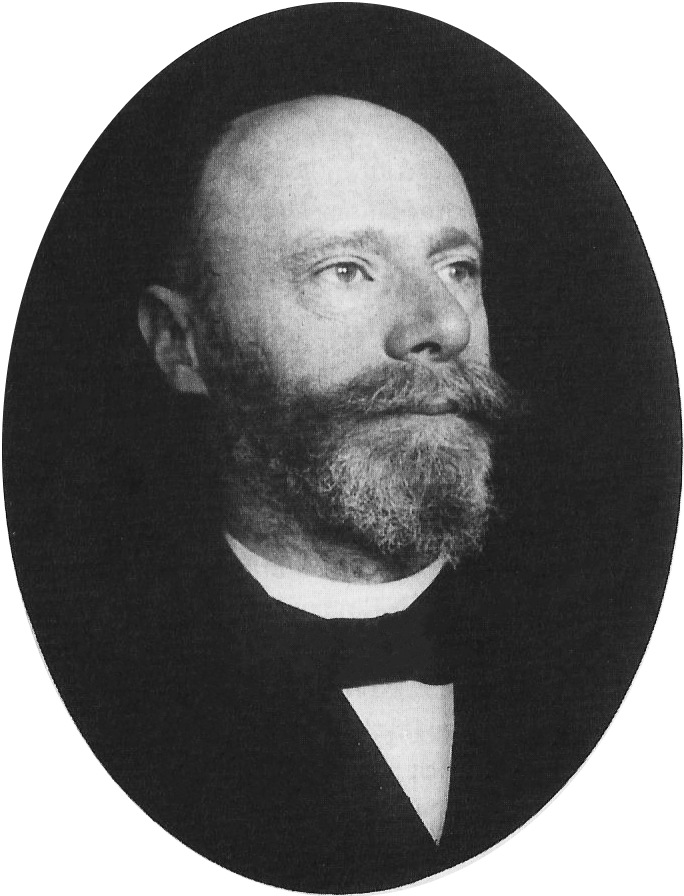
Willem Einthoven, 1906

- 29. September: Willem Einthoven, niederländischer Mediziner und Nobelpreisträger (* 1860)
- 29. September: Arthur Achleitner, deutscher Schriftsteller (* 1858)
- 02. Oktober: Svante Arrhenius, schwedischer Physiker und Chemiker (* 1859)
- 02. Oktober: Austin Peay, US-amerikanischer Politiker (* 1876)
- 03. Oktober: Hermann Weil, deutsch-argentinischer Unternehmer (* 1868)
- 04. Oktober: Paul Leonhardt, Stadtrat von Wittenberg (* 1852)
- 04. Oktober: Eduard Riggenbach, Schweizer evangelischer Theologe und Hochschullehrer (* 1861)
- 07. Oktober: Paul Sérusier, französischer Maler (* 1864)
- 08. Oktober: Ange Flégier, französischer Komponist, Musikkritiker, Maler und Schriftsteller (* 1846)
- 08. Oktober: Ricardo Güiraldes, argentinischer Schriftsteller (* 1886)
- 10. Oktober: Aurél Stromfeld, k.u.k. Offizier und Generalstabschef der Armee der Ungarischen Räterepublik (* 1878)

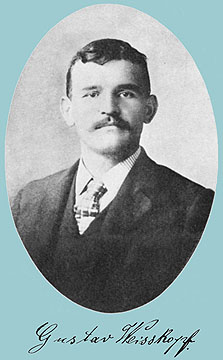
Gustav Weißkopf

- 10. Oktober: Gustav Weißkopf, deutsch-amerikanischer Pionier des Motorflugs (* 1874)
- 12. Oktober: Miguel R. Dávila, Präsident von Honduras (* 1856)
- 14. Oktober: Eero Erkko, finnischer Journalist und Politiker (* 1860)
- 14. Oktober: Heinrich XXIV., Fürst Reuß zu Greiz (* 1878)
- 19. Oktober: Karl Maria Alexander von Auersperg, österreichischer Gutsbesitzer und Politiker (* 1859)
- 20. Oktober: Georg von Below, deutscher Historiker (* 1858)
- 21. Oktober: Hans Goltz, deutscher Kunsthändler und ein Pionier der modernen Kunst (* 1873)
- 22. Oktober: Borisav „Bora“ Stanković, serbischer Schriftsteller (* 1876)
- 26. Oktober: Hermann Muthesius, Architekt (* 1861)
- 26. Oktober: Yagi Jūkichi, japanischer Schriftsteller (* 1898)
- 30. Oktober: Maximilian Harden, deutscher Publizist (* 1861)
- 31. Oktober: Paul Felix Aschrott, deutscher Jurist, Strafrechts- und Sozialreformer (* 1856)

### November/Dezember
- 02. November: Charles Augustus Semlin, kanadischer Politiker (* 1836)
- 08. November: Hippolyte Gomot, französischer Politiker (* 1837)
- 08. November: Arthur Strasser, österreichischer Bildhauer (* 1854)
- 17. November: Mulai Yusuf, Sultan der Alawiden in Marokko (* 1882)
- 20. November: Wilhelm Stenhammar, schwedischer Komponist, Pianist und Dirigent (* 1871)
- 21. November: Oscar Keller, US-amerikanischer Politiker (* 1878)
- 23. November: Miguel Pro, mexikanischer katholischer Priester und Märtyrer (* 1891)
- 23. November: Stanisław Przybyszewski, polnischer Schriftsteller (* 1868)
- 24. November: Ion I. C. Brătianu, rumänischer Politiker und Ministerpräsident (* 1864)
- 25. November: Alfred De Sève, kanadischer Violinist, Musikpädagoge und Komponist (* 1858)
- 25. November: József Rippl-Rónai, ungarischer Maler (* 1861)
- 26. November: Giovanni Bonzano, Kardinal der römisch-katholischen Kirche (* 1867)
- 28. November: John W. Griggs, US-amerikanischer Politiker (* 1849)
- 28. November: Karl Rieker, deutscher Rechtswissenschaftler und Rechtshistoriker (* 1857)

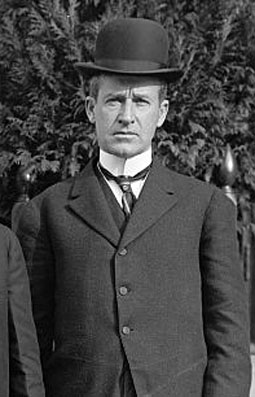
Herbert Hadley, 1912

- 01. Dezember: Herbert S. Hadley, US-amerikanischer Politiker (* 1872)
- 02. Dezember: Paul Heinrich von Groth, deutscher Mineraloge (* 1843)
- 04. Dezember: Sascha Kolowrat-Krakowsky, österreichischer Filmpionier (* 1886)
- 06. Dezember: Gustave Ramaciotti, australischer Theaterleiter und Soldat (* 1861)
- 09. Dezember: Franz Rohr von Denta, k.u.k. Feldmarschall (* 1854)
- 10. Dezember: Bruno Ertler, österreichischer Schriftsteller (* 1889)

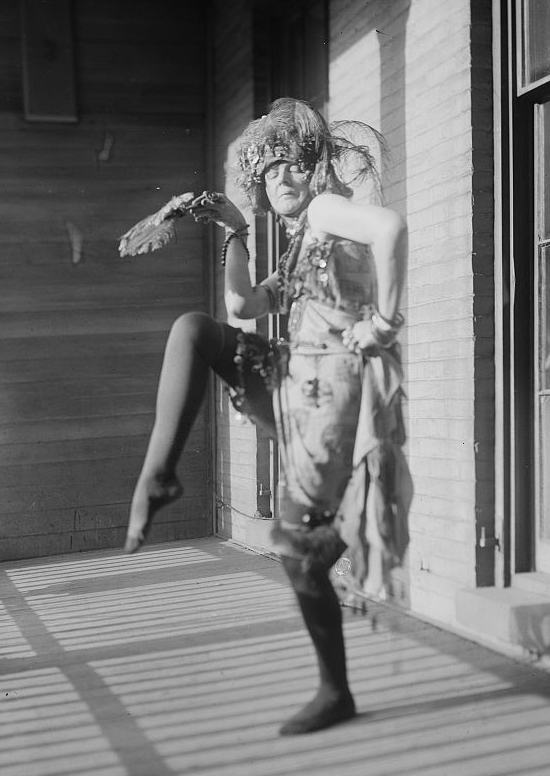
Elsa von Freytag-Loringhoven

- 15. Dezember: Elsa von Freytag-Loringhoven, deutsche Künstlerin des Dadaismus (* 1874)
- 16. Dezember: Hugh Archibald Clarke, kanadischer Komponist (* 1839)
- 20. Dezember: Michael Georg Conrad, deutscher Schriftsteller des Naturalismus (* 1846)
- 20. Dezember: Andrieus A. Jones, US-amerikanischer Politiker (* 1862)
- 22. Dezember: Johann Hamza, österreichischer Maler (* 1850)
- 22. Dezember: Jacques Rutty, Schweizer Jurist und Politiker (* 1849)
- 25. Dezember: Otto Krug, deutscher Lebensmittelchemiker (* 1863)
- 29. Dezember: Andreas Amrhein, schweizerischer Benediktinermönch (* 1844)
- 31. Dezember: Max Meyer-Olbersleben, deutscher Komponist (* 1850)

### Genaues Todesdatum unbekannt

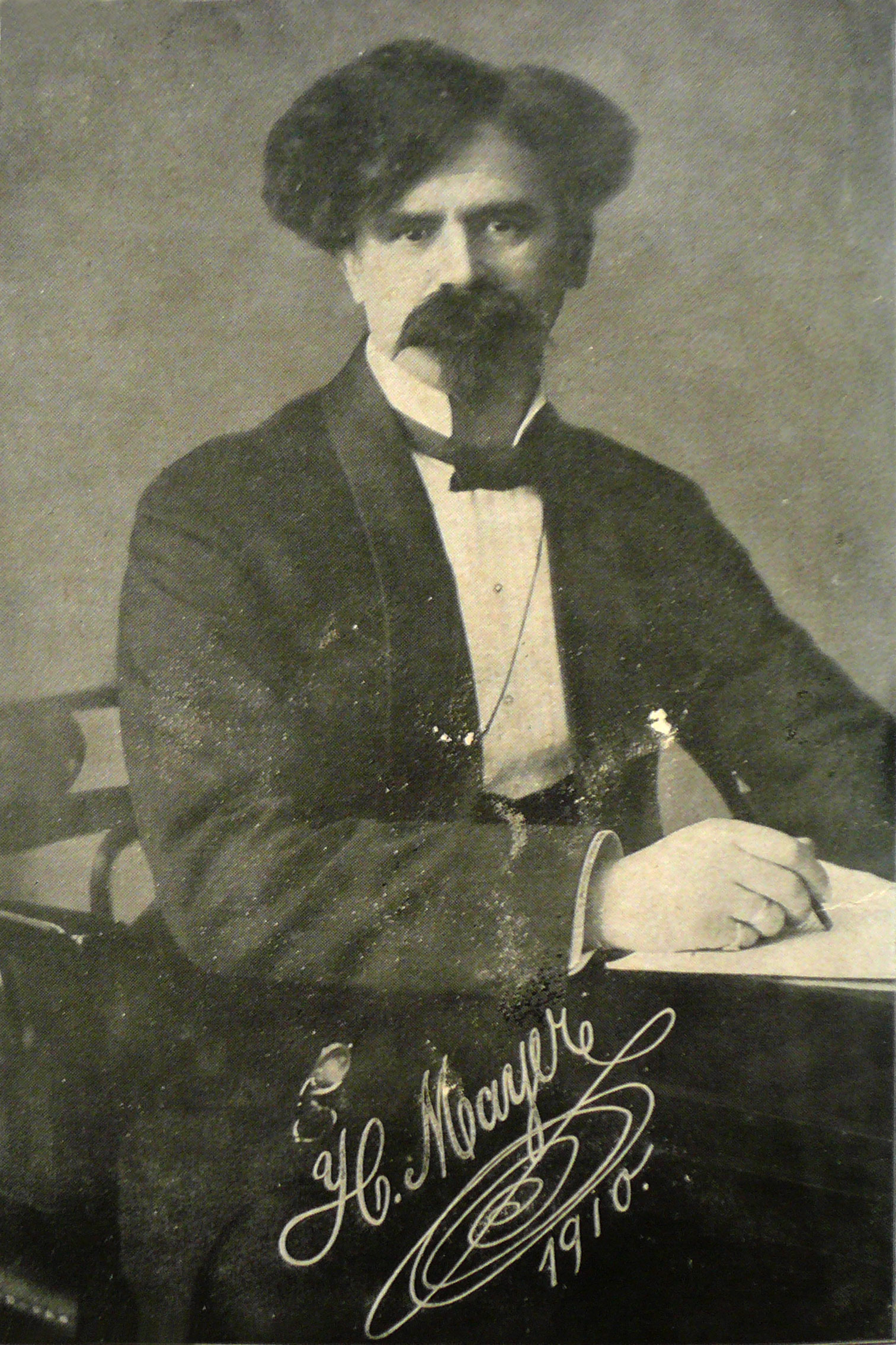
Hermann Alois Mayer, 1910

- Hermann Alois Mayer, deutscher Geschäftsmann, Gesundheitsforscher, Naturheilkundler, Erfinder, Philosoph und Schriftsteller (* 1871)
- Abdol Madschid Mirza, iranischer Premierminister (* 1845)
- Ahmed Hikmet Müftüoğlu, türkischer Dichter und Schriftsteller (* 1870)